# Krieg in Israel und Gaza seit 2023
Der Krieg in Israel und Gaza seit 2023 ist ein bewaffneter Konflikt zwischen der israelischen Armee (IDF) und der Terrororganisation Hamas sowie den mit ihr verbündeten militanten Gruppierungen im Gazastreifen. Er begann mit dem langfristig von der Hamas geplanten Terrorangriff auf Israel am 7. Oktober 2023, an dem auch der mit der Hamas verbündete Islamische Dschihad in Palästina (PIJ) und andere im Gazastreifen operierende Terrorgruppen beteiligt waren. Darauf reagierte Israel ab dem Folgetag mit der Operation „Eiserne Schwerter“, die das Ziel hatte, die am 7. Oktober in den Gazastreifen verschleppten Geiseln zu befreien und die militärischen Fähigkeiten der Hamas dauerhaft auszuschalten.
Dieser Gazakrieg ist der bislang jüngste bewaffnete Konflikt in der Region Palästina. In dessen Verlauf griff auch die im Libanon operierende islamistische Terrororganisation Hisbollah, die sich mit der Hamas solidarisiert hatte, seit Oktober 2023 wiederholt und im verstärkten Maß Städte und Dörfer im Norden Israels mit Raketen an, woraufhin die IDF im Herbst 2024 im Rahmen der Bodenoffensive im Südlibanon die Blaue Linie zum Libanon überschritten und Ziele der von der Islamischen Republik Iran unterstützten libanesischen Hisbollah attackierten.
Am 7. Oktober 2023 ermordeten Terroristen der Hamas und anderer mit ihr verbündeter militanter Gruppierungen 1139 Menschen und verschleppten nach Geiselnahmen während des Terrorangriffs 250 Menschen in den Gazastreifen. Eine Reihe der Geiseln konnten während zwischen Israel und der Hamas vereinbarten Waffenstillständen im November 2023 sowie von Mitte Januar bis Mitte März 2025 nach Israel zurückkehren, andere wurden ermordet oder starben und konnten nur noch tot nach Israel zurückgeführt werden. Anfang März 2025 hielt die Hamas nach Angaben der israelischen Regierung noch 24 männliche erwachsene Geiseln sowie 35 Leichen von Verschleppten im Gazastreifen fest.
Bei den israelischen Militäroperationen im Gazastreifen wurden laut Angaben des Gesundheitsministeriums in Gaza und der Vereinten Nationen über 60.000 Bewohner getötet und zehntausende weitere schwer verletzt; Experten sehen die offiziellen Opferzahlen als konservative Schätzungen an. Bis Mitte Dezember 2023 mussten rund 1,9 der etwa 2,2 Millionen Einwohner Gazas ihre Häuser und Wohnungen wegen der Kämpfe verlassen und in von der IDF ausgewiesene Evakuierungsgebiete fliehen. Dort war und ist nicht sichergestellt, dass die Evakuierungen unter zufriedenstellenden Bedingungen hinsichtlich Hygiene, Gesundheit, Sicherheit und Ernährung ablaufen. Israel blockierte wiederholt die Einfuhr humanitärer Hilfslieferungen in den Gazastreifen; Experten und Hilfsorganisationen warnten regelmäßig vor dem Risiko einer Hungersnot.
Beiden Kriegsparteien werden Kriegsverbrechen und Verbrechen gegen die Menschlichkeit vorgeworfen. Im November 2024 erließ der Internationale Strafgerichtshof Haftbefehle gegen Israels Ministerpräsidenten Benjamin Netanjahu und Verteidigungsminister Joaw Galant sowie den Hamas-Führer Mohammed Deif. Der Internationale Gerichtshof prüft in einem Verfahren den Vorwurf, Israel begehe im Gazastreifen einen Völkermord.

## Kontext und kriegsauslösender Terrorangriff der Hamas
Der Hamasangriff vom 7. Oktober 2023 war langfristig geplant und vorbereitet. Mehr als 1000 Beteiligte drangen vom Gazastreifen aus in Israel ein, ermordeten und vergewaltigten gezielt Bewohner grenznaher Kibbuzim und Besucher eines Musikfestivals, verschleppten etwa 250 Menschen als Geiseln in den Gazastreifen, darunter Babys, Mütter und betagte Holocaustüberlebende. Zugleich beschossen die Hamas und ihre Verbündeten Israel mit Raketen. An jenem Tag wurden insgesamt 1.139 Menschen ermordet, die weitaus meisten an einem Einzeltag in der Geschichte des Staates Israel.
Im bereits seit Jahrzehnten andauernden Israelisch-Palästinensischen Konflikt war es im Frühjahr 2023 zu Siedlergewalt in der palästinensischen Kleinstadt Huwara und zu den Al-Aqsa-Konfrontationen in Jerusalem gekommen. Im Februar 2023 versprach der israelische Minister für Nationale Sicherheit, Itamar Ben-Gvir, erneut in das palästinensische Westjordanland einzumarschieren. In Israel hatte es monatelange Großdemonstrationen gegen die geplante Justizreform der von Premierminister Benjamin Netanjahu geführten israelischen Regierung gegeben. Im Mai 2023 gab Netanjahu den Forderungen seiner ultrarechten Minister nach und ließ den Gazastreifen bombardieren (Operation „Schild und Pfeil“).
Ab März 2023 hatten Saudi-Arabien und Israel eine Normalisierung ihrer Beziehungen angestrebt. Der Terrorangriff der Hamas, so wurde vielfach vermutet, sollte diese Bemühungen torpedieren. Nach einem Bericht der New York Times vom November 2023 kannten die israelischen Nachrichtendienste den Angriffsplan der Hamas schon mehr als ein Jahr zuvor, hatten aber nicht an die Ausführung geglaubt.
Der Präsident der Palästinensischen Autonomiebehörde, Mahmud Abbas, erklärte am 7. Oktober 2023, dass Palästinenser das Recht hätten, sich gegen den „Terror der Siedler und Besatzungstruppen“ zu wehren. Etwa eine Woche später erklärte er dann, dass die Taten der Hamas nicht das palästinensische Volk repräsentierten.

## Kriegsziele

### Israel
Der israelische Ministerpräsident Benjamin Netanjahu erklärte nach dem Terrorangriff gegen Israel die Absicht, die Hamas zu vernichten.
Das israelische Kriegskabinett legte sich im Oktober 2023 auf vier Hauptziele im Kampf gegen die Hamas und den mit ihr verbündeten Islamischen Dschihad in Palästina fest:
- Sturz der Hamas-Regierung und Zerstörung ihrer militärischen Fähigkeiten.
- Beseitigung der terroristischen Bedrohung Israels durch Angriffe, die vom Gazastreifen aus geführt werden.
- Maximale Anstrengungen zur Befreiung der mehr als 200 israelischen Geiseln im Gazastreifen.
- Verteidigung der Grenzen Israels und seiner Zivilbevölkerung.

Schon früh wurden Schwierigkeiten bei der Realisierung dieser Ziele gesehen: Unter Berufung auf hochrangige Beamte der US-Regierung berichtete beispielsweise die New York Times in der Nacht vom 18. zum 19. Oktober 2023, dass die IDF noch nicht in der Lage seien, die gesteckten Ziele zu erreichen. Bedenken am Erfolg der Operation bestanden dem Bericht der NYT zufolge vor allem deshalb, weil sich die IDF mit einer Bodenoffensive auf einen Kampf im urbanen Gelände einlassen müsse. Zudem habe die Hamas im Gazastreifen Heimvorteile: Ihre Kämpfer trügen zivile Kleidung, verschanzten sich in zivilen Gebäuden und könnten dank eines weitverzweigten Tunnelsystems jederzeit überall auftauchen und wieder rasch verschwinden, sodass hohe Verluste unter israelischen Soldaten zu erwarten seien.
Am 7. Januar 2024 äußerte Netanjahu, der Krieg dürfe nicht beendet werden, bevor Israel seine Ziele erreicht habe. Entgegen dem von US-Präsident Biden am 31. Mai 2024 präsentierten Plan für eine Waffenruhe erklärte Israels Ministerpräsident Benjamin Netanjahu am 1. Juni 2024, dass es keinen dauerhaften Waffenstillstand im Gazastreifen geben werde, solange die militärischen Kapazitäten der Hamas und deren Fähigkeiten zum Regieren nicht zerstört seien; andere Vorstellungen hätten keine Perspektive.
Vor allem das Kriegsziel der Verteidigung Israels wird dabei auf unterschiedliche Weise inhaltlich gefüllt. Etwa ein Drittel der israelischen Minister, darunter besonders prominent der rechtsextreme und religiös-fundamentalistische Politiker Itamar Ben-Gvir, vertritt die Ansicht, dass die Sicherheit Israels nur durch eine israelische Wiederbesiedlung Gazas gewährleistet werden könne. Eine mögliche Umsetzung dieses Ziels wäre der sog. „Plan der Generäle“: Dieser sieht vor, Palästinenser durch eine Belagerung und Hungerblockade aus dem nördlichen Teil des Gazastreifens zu vertreiben. So ließe sich unter anderem verhindern, dass sich in Zukunft in der nördlich gelegenen Stadt Gaza und dem großen Flüchtlingslager Dschabalija Konzentrationen von Palästinensern in der Nähe der israelischen Großstädte Aschdod und Aschkelon bilden. Bisher wurde der Plan jedoch weder von der israelischen Regierung noch vom Generalstab offiziell übernommen. Laut US-Außenminister Antony Blinken habe Premierminister Benjamin Netanjahu versichert, dass man ihn nicht verfolge. Ebenso äußerte sich der israelische Verteidigungsminister Yoav Galant. Allerdings berichten IDF-Soldaten und vermutet auch die UNO, dass er inoffiziell bereits in die Tat umgesetzt werde. Der ehemalige israelische Verteidigungsminister Moshe Ya’alon konstatierte im Dezember 2024 eine auf „Eroberung, Annexion und ethnische Säuberung“ ausgerichtete, von messianischem Denken beeinflusste Kriegsführung.

#### Pläne zur Vertreibung der Palästinenser aus dem Gazastreifen

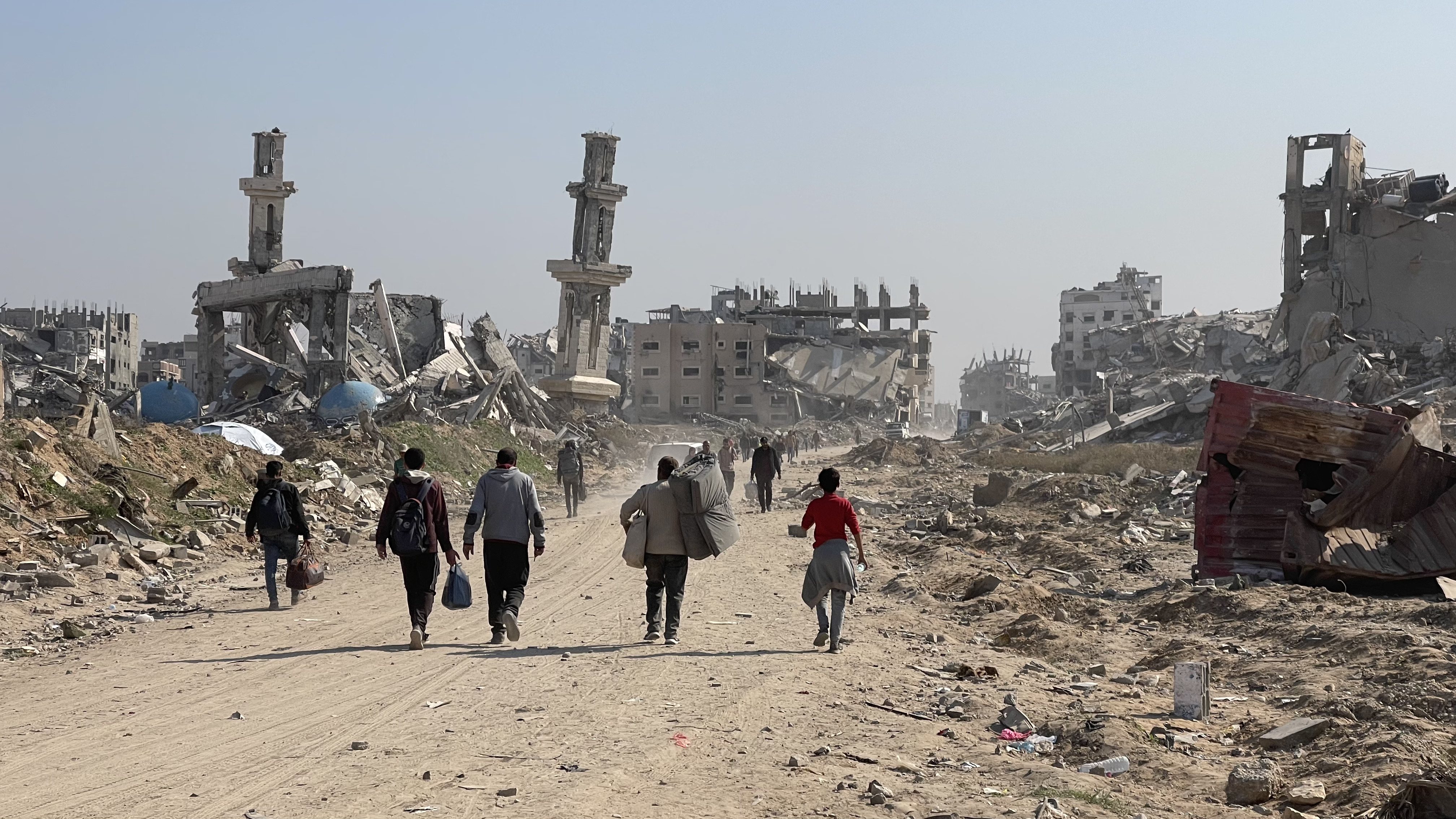
Zerstörung der Lebensgrundlagen im Gazastreifen.

Vorschläge, die Palästinenser aus dem Gazastreifen zu vertreiben bzw. umzusiedeln, wurden innerhalb der israelischen Regierung seit Kriegsbeginn diskutiert. Rund eine Woche nach dem Terrorangriff der Hamas, datiert auf den 13. Oktober 2023, legte das israelische Ministerium für Geheimdienste ein Papier zur Zukunft des Gazastreifens vor, in dem es die dauerhafte Umsiedlung der 2,2 Millionen Palästinenser auf die ägyptische Sinai-Halbinsel empfahl. Dort sollten zunächst Zeltstädte und später permanente Städte für die vertriebene Bevölkerung errichtet werden; eine „sterile Zone von mehreren Kilometern“ sollte die Rückkehr der Menschen an Wohnorte nahe der israelischen Grenze verhindern.
Das israelische Medium Zman Yisrael berichtete Anfang Januar 2024 unter Berufung auf eine hochrangige Quelle im Sicherheitskabinett, israelische Beamte befänden sich in Gesprächen mit dem Kongo und weiteren Ländern über die Aufnahme von Vertriebenen aus dem Gazastreifen. Wenige Tage zuvor hatte Ministerpräsident Netanjahu in einer Fraktionssitzung seiner Likud-Partei geäußert, Israel arbeite daran, die „freiwillige Auswanderung“ der Palästinenser aus dem Gazastreifen zu ermöglichen. Ein Problem sei es aber, Länder zu finden, die zur Aufnahme der Menschen bereit seien.
In einer Befragung von größtenteils US-amerikanischen Nahost-Forschern zwischen Mai und Juni 2024 sahen über 57 % die Vertreibung der Palästinenser aus Gaza als das primäre Kriegsziel Israels an, nur 15 % glauben, es sei die Zerstörung der Hamas.
Kurz nach seinem Amtsantritt äußerte US-Präsident Donald Trump Anfang Februar 2025 während eines Treffens mit Netanjahu seinen Plan zur Zukunft des Gazastreifens: Die USA würden die Kontrolle über das Gebiet übernehmen, es wiederaufbauen und in eine „Riviera des Nahen Ostens“ entwickeln. Die Bevölkerung des Gazastreifens solle umgesiedelt werden, unter anderem nach Jordanien und Ägypten. Der Plan sorgte international für Kritik und Widerspruch, insbesondere wurde die damit einhergehende Zwangsmigration als völkerrechtswidrig erachtet. Ein Recht auf Rückkehr in den Gazastreifen sieht Trumps Plan für die Palästinenser nicht vor. Israels Regierung begrüßte den Plan Trumps. Mitte März 2025 berichtete die Associated Press unter Berufung auf israelische und US-amerikanische Beamte, die beiden Staaten hätten die Regierungen Sudans, Somalias und Somalilands als mögliche Zielländer für die Umsiedlung von Palästinensern aus Gaza angefragt. Ebenfalls im März richtete Israels Regierung eine Behörde ein, die die „freiwillige Ausreise“ von Palästinensern „in Übereinstimmung mit der Vision von US-Präsident Donald Trump“ vorbereiten solle. Netanjahu formulierte die Umsetzung von Trumps Gaza-Plan am 21. Mai 2025 erstmals öffentlich als Bedingung für die Beendigung des Krieges.

### Hamas
Mitglieder der Hamas erklärten in einem Interview mit der New York Times, dass das Ziel nicht sei, den Gazastreifen zu regieren und ihn mit Wasser und Strom zu versorgen, sondern dass der Kriegszustand an allen Grenzen Israels dauerhaft werde und die arabische Welt an der Seite der Hamas stehe. Dafür sei eine „große Tat“ notwendig gewesen, wobei klar gewesen sei, dass die Reaktionen auf diese Tat ebenfalls groß sein würden. Die vielen palästinensischen Opfer seien in den Augen der Hamas der notwendige Preis.
Ghazi Hamad, Sprecher und Mitglied des Politbüros der Hamas, erklärte am 24. Oktober 2023 in einem Interview mit LBC International, dass der Überfall vom 7. Oktober 2023 erst der erste Angriff von vielen sei. Seine Aussage „there will be a second, third and fourth time“ („es wird ein zweites, drittes und viertes Mal geben“) aus dem Interview ging um die Welt. Auf die konkrete Frage, ob die Pläne der Hamas die vollständige Zerstörung Israels bedeuteten, antwortete er: „Ja, natürlich.“
Seit Beginn des am 19. Januar 2025 in Kraft getretenen Waffenstillstands zwischen Israel und der Hamas arbeitet die Terrororganisation intensiv daran, ihre operativen und militärischen Kapazitäten im Gazastreifen wieder aufzubauen. Am 24. Januar 2025 berichtete die Nachrichtenagentur Reuters eine Einschätzung der US-Geheimdienste, wonach die Hamas seit Beginn des Konflikts eine Rekrutierung neuer bewaffneter Kräfte in einem Umfang betrieben habe, der nahezu die erlittenen Verluste ausgleicht.

## Kriegsverlauf
Der Verlauf des Krieges ist tagesbezogen auch Inhalt des Artikels der Chronologie des Krieges in Nahost seit 2023.

### Unmittelbare Reaktionen Israels und erste Luftangriffe auf Gaza
Israels Ministerpräsident Benjamin Netanjahu äußerte in einer Fernsehansprache am 7. Oktober, sein Land befinde sich im Krieg. Er kündigte eine harte Reaktion Israels sowie lange andauernde Kampfhandlungen an und sagte: „Wir werden alle Orte, an denen die Hamas organisiert ist und sich versteckt, in Trümmerinseln verwandeln“. Am Folgetag verhängte das israelische Sicherheitskabinett offiziell den Kriegszustand. Die israelischen Streitkräfte gaben der Militäroperation zum Kampf gegen die Hamas den Namen Eiserne Schwerter.
Der israelische Verteidigungsminister Galant rief den Ausnahmezustand im Umkreis von 80 Kilometern um die Grenze zum Gazastreifen aus. Auf den Flughäfen in Zentral- und Südisrael wurde der Flugverkehr unterbrochen. Die von dem Terrorüberfall der Hamas betroffenen Bewohner der Kibbuzim und Ortschaften, die in Grenznähe zum Gazastreifen liegen, wurden wegen der von dort ausgehenden Terrorgefahr evakuiert. Zehntausende Israelis, die in den Städten und Gemeinden nahe der libanesischen Grenze wohnen, flohen aus Angst vor drohenden Angriffen der Terrororganisation Hisbollah ins Landesinnere.
Die israelische Regierung bildete ein Kriegskabinett und mobilisierte 360.000 Reservisten, die das stehende Heer Israels von 160.000 Soldaten unterstützen. Die Hamas hatte bereits vor dem laufenden Gazakrieg zwischen 25.000 und 30.000 Kämpfer für die Qassam-Brigaden, den militärischen Flügel ihrer Organisation, mobilisiert. Dazu kamen Tausende Angehörige der palästinensischen Polizei und die Kämpfer der im Gazastreifen operierenden palästinensischen Milizen.
Die israelischen Luftwaffe begann noch am 7. Oktober 2023 mit Angriffen auf den Gazastreifen. Dabei seien nach Angaben der IDF unter anderem Militärgelände und Hauptquartiere der Hamas sowie zwei Hochhäuser, in denen Vermögenswerte der Hamas aufbewahrt wurden, getroffen worden. Die Luftwaffe habe mehr als 17 Tonnen Munition auf Hamas-Ziele im Gazastreifen abgeworfen. Am 9. Oktober lag die Zahl der bisher bombardierten Ziele laut IDF-Angaben bei über 1.000. Das von der Hamas kontrollierten Gesundheitsministeriums Gazas teilte mit, bei den Luftangriffen auf den Gazastreifen seien mindestens 560 Menschen getötet worden, darunter mindestens 78 Kinder und 41 Frauen; etwa 2.900 Menschen seien verletzt worden. Am 10. Oktober teilten die IDF mit, sie hätten den Grenzzaun zum Gazastreifen wieder unter ihre Kontrolle gebracht. Am Vortag hatten die IDF bereits vermeldetet, die Kontrolle über die angegriffenen Ortschaften im Süden Israels wiedererlangt zu haben.
Am 9. Oktober verhängte Israel eine vollständige Blockade des Gazastreifens. Die Belieferung von Gaza mit Strom, Trinkwasser, Lebensmitteln und Treibstoff wurde eingestellt und ein Einfuhrverbot für alle Waren, darunter auch medizinische Güter, verhängt. Die palästinensische Zivilbevölkerung Nordgazas wurde von der IDF zur Flucht aus dem Kampfgebiet in den Süden des Küstenstreifens aufgerufen.
Zwischen dem Gazastreifen und Israel gibt es mehrere Grenzübergänge, von denen jedoch in jüngerer Vergangenheit nur noch zwei genutzt wurden: Erez im Norden war dem Personenverkehr vorbehalten, während Kerem Schalom im Süden für den Warenumschlag genutzt wurde. Infolge des Terrorangriffs der Hamas wurden beide Grenzübergänge teilweise zerstört und von Israel abgeriegelt. Nach israelischen Luftangriffen auf die palästinensische Seite des Grenzübergangs Rafah, der Ägypten mit dem Gazastreifen verbindet, wurde dieser bis auf Weiteres geschlossen.

### Eröffnung der Militäroperation „Eiserne Schwerter“
In der Nacht vom 27./28. Oktober 2023 überschritten die Bodentruppen der IDF die „Grüne Linie“ zum Gazastreifen und eröffneten damit die zweite Phase der Militäroperation „Eiserne Schwerter“.
Die israelische Bodenoffensive wurde weiter von schweren Luftangriffen auf den Gazastreifen begleitet. Laut einer Recherche der New York Times feuerte Israel in den ersten sieben Wochen des Krieges fast 30.000 Stück Munition in den Gazastreifen ab – mehr als in den folgenden acht Monaten zusammen. 90 % der in den ersten 2 Wochen eingesetzten Munition waren 1000- und 2000-Pfund-Bomben. Außerdem lockerten die IDF deutlich ihre Einsatzregeln im Vergleich zu vorherigen Kämpfen. Bei jedem Luftangriff durfte nun der Tod von bis zu 20 Zivilisten riskiert werden; bei Angriffen auf Hamas-Anführer gar der Tod von über 100 Zivilisten. Dies hatte u. a. zur Folge, dass Hamas-Kämpfer niedrigen Ranges nun zu Hause, umgeben von Nachbarn und Verwandten, bombardiert werden konnten. Bei israelischen Luftangriffen wurden mehrere Fälle dokumentiert, in denen die IDF gemäß Völkergewohnheitsrecht die zivile Bevölkerung per Telefon, mit Flugblättern oder mittels „Dachklopfen“ vorgewarnt hatten, wenn auf Ziele, die in Wohngebieten lagen, ein Luftangriff bevorstand; verschiedentlich wurde den IDF aber auch vorgeworfen, dass sie dieser Pflicht nur ungenügend nachgekommen seien. Laut der New York Times hatte die israelische Militärführung nach dem Terrorangriff der Hamas das „Dachklopfen“ für optional erklärt, was in der Praxis dazu führte, dass es nur noch selten zum Einsatz kam.
Infolge der Aufforderung der IDF den Norden des Gazastreifens in Richtung Süden zu verlassen und israelischer Luftangriffe auf die militärische Infrastruktur der Hamas wurden große Teile der Bevölkerung Gazas zu Binnenvertriebenen. Auf der Sitzung des UN-Sicherheitsrates wies Guterres den israelische Außenminister Eli Cohen darauf hin, dass Schutz der Zivilbevölkerung nicht bedeuten würde, mehr als eine Million Menschen zur Evakuierung in den Süden zu befehlen, wo es keine Unterkünfte, keine Nahrung, kein Wasser, keine Medikamente und keinen Treibstoff gibt, und dann den Süden selbst weiter zu bombardieren.

### Einnahme vom AI-Shifa-Klinikkomplex durch die IDF
In der Nacht zum 15. November 2023 drangen israelische Bodentruppen in das Al-Shifa-Krankenhaus, das größte Krankenhaus des Gazastreifens, ein. Zum Zeitpunkt der Stürmung des Krankenhauses befanden sich dort Schätzungen zufolge über 2.000 Menschen, darunter neben den Patienten auch rund 1.500 Flüchtlinge. Ein Arzt berichtete laut der Washington Post, es habe stundenlange Schusswechsel und Bombardements gegeben.
Die israelische Armee begründete den Einsatz damit, eine Kommandozentrale der Hamas befinde sich in Bunkern unter dem Krankenhaus; es gebe außerdem ein kilometerlanges unterirdisches Tunnelnetz der Hamas, das über Eingänge in der Klinik zugänglich sei. Israelische Geheimdienstquellen sprachen gegenüber der New York Times von mehreren Etagen unter der Erde, über die sich Besprechungs-, Wohn- sowie Lagerräume erstreckten und die Platz für hunderte Menschen böten. Wie der Völkerrechtler Daniel-Erasmus Khan von der Universität der Bundeswehr erläuterte, sind laut dem humanitären Völkerrecht Angriffe auf zivile Ziele wie Krankenhäuser nur erlaubt, wenn es für militärische Zwecke missbraucht werde. Das Völkerrecht akzeptiere in dem Fall sogar unbeabsichtigte zivile Opfer; Israel müsse allerdings alles dafür tun, Zivilisten aus der Klinik zu evakuieren.
Nach offizieller Darstellung des Sprechers der IDF Daniel Hagari sei ein Zimmer mit spezieller Technologie und Kampfausrüstung sowie ein Einsatzzentrum der Hamas gefunden worden. Auch sei das Krankenhaus von ca. 200 Hamas-Terroristen, die am Terroranschlag vom 7. Oktober 2023 beteiligt gewesen seien, danach als Unterschlupf genutzt worden. Der IDF-Sprecher Jonathan Conricus zeigte in einem Video eine Tasche mit einem Sturmgewehr, Munition, Handgranaten, einer Uniform sowie andere Waffen, die in einem Schrank gefunden worden seien. Außerdem seien zahlreiche nachrichtendienstlich relevante Informationen gefunden worden. Die Angaben der IDF ließen sich zunächst nicht von unabhängiger Seite überprüfen. Die Hamas dementierte die Berichte der IDF als „offensichtliche Lüge und Farce“.
Eine am 21. Dezember 2023 veröffentlichte Analyse der Washington Post kam zu dem Schluss, die von Israel vorgelegten Materialien hätten nicht den Nachweis erbracht, dass das Krankenhaus tatsächlich als eine Kommandozentrale der Hamas fungiert hätte. Die von den IDF entdeckten, mit dem Tunnelnetzwerk verbundenen Räumlichkeiten zeigten keine Beweise auf militärische Nutzung durch die Hamas. Es gebe keine Beweise, dass vom Krankenhaus aus der Zugang zu unterirdischen Tunneln möglich gewesen sei.

### Achttägiger Waffenstillstand ab 24. November 2023
Infolge eines Abkommens zwischen der Hamas und Israel trat am 24. November 2023 um 07:00 Uhr Ortszeit (06:00 Uhr MEZ) ein Waffenstillstand in Kraft, der acht Tage später am 1. Dezember 2023 um 07:00 Uhr Ortszeit (06:00 Uhr MEZ) endete. In dieser Zeit hatte die Hamas 105 Geiseln freigelassen, 81 Israelis, 23 Thailänder und einen Philippiner. Israel hatte im Gegenzug 240 Palästinenser aus Gefängnissen entlassen. Nach Angaben des israelischen Ministerpräsidenten Netanjahu wurden die Kampfhandlungen von den IDF fortgesetzt, da die Hamas nicht wie vereinbart alle Frauen und Kinder freigelassen habe. Zudem warfen die IDF der Hamas vor, die Waffenruhe vor Fristende durch Beschuss von israelischem Gebiet gebrochen zu haben. Die Hamas gab Israel die Schuld am Ende der Waffenruhe: Israel habe Angebote zur Freilassung weiterer Geiseln und der Freigabe von Leichen abgelehnt. Die Hamas habe eine israelische Liste freizulassender Frauen abgelehnt, da es sich um Soldatinnen gehandelt habe.

### Fortsetzung der Kämpfe im Norden Gazas
Bis Ende des Jahres 2023 gelang es dem israelischen Militär Gaza-Stadt einzuschließen und zu erreichen, dass die Hamas die Kontrolle über die dortigen Verwaltungssitze verlor. Die Hamas-Strukturen und Einheiten wurden Ende 2023 im Norden für zerschlagen erklärt.

### Kämpfe im Süden Gazas

#### Kampf um Chan Yunis
Um den 4. Dezember 2023 drang das israelische Militär nahe der Stadt Chan Yunis in den südlichen Gazastreifen ein. Die IDF ging davon aus, dass sich in Chan Yunis, der zweitgrößten Stadt des Gazastreifens, hochrangige Kommandeure der Hamas verschanzt hätten. Am 28. Januar 2024 hieß es in einer Mitteilung von Seiten Israels zu den Kämpfen um Chan Yunis u. a.: „Die Truppen haben Terroristen ausgeschaltet und große Mengen an Waffen gefunden.“ Im Tunnelnetzwerk unter Chan Yunis vermutet das israelische Militär die Führung der Hamas. Angesichts der massiven Angriffe der IDF auf Chan Yunis flüchteten tausende Zivilisten aus dem Gebiet von Chan Yunis in Richtung der an der Grenze zu Ägypten gelegenen Stadt Rafah. Von der IDF waren zuvor mehrere Fluchtaufrufe in arabischer Sprache veröffentlicht worden, in denen die Einwohner von vier Stadtvierteln von Chan Yunis aufgefordert wurden, sich in eine bestimmte Küstenregion am Mittelmeer zu begeben.
Am 1. Februar 2024 teilte der israelische Verteidigungsminister Joav Galant mit, die IDF habe ihre Operationen in Chan Yunis fast abgeschlossen. Die Armee sei nun bereit, weiter nach Süden in Richtung der ägyptischen Grenze vorzurücken. Anwohner berichteten von israelischen Bombenangriffen auf die Stadt Rafah und von Panzerbeschuss auf den Osten der Stadt.
Nach Belagerung vom Nasser Medical Complex in Chan Yunis, dem größten Krankenhaus im südlichen Teil des Gazastreifens, stürmte das israelische Militär am 15. Februar 2024 das Krankenhaus. Der israelische Militärsprecher Daniel Hagari begründete den Einsatz mit der Suche nach von der Hamas am 7. Oktober 2023 verschleppten Geiseln. Hagari zufolge hätte es sich um einen „präzisen und begrenzten Einsatz“ gehandelt, dem glaubhafte Informationen von freigelassenen israelischen Geiseln und andere Quellen zu Grunde gelegen hätten. Ihm zufolge sei es Ziel der IDF gewesen, sicherzustellen, dass das Krankenhaus trotz der Militäroperation weiter betrieben werden könne. Ärzte des Krankenhauses berichteten hingegen: „die Armee habe seit Dienstag auf verschiedenen Wegen zur Räumung des Spitals aufgefordert.“ Wie die Hilfsorganisation Ärzte ohne Grenzen (MSF) berichtete, zerstörte ein Bulldozer das nördliche Tor der Klinik und rief alle dazu auf, das Gelände zu verlassen; auch sei das Krankenhaus am Morgen des 15. Februar 2024 beschossen worden. Zuvor sei den Ärzten vom israelischen Militär versichert worden, dass sie dort weiterhin bleiben könnten. Zivilisten, die auf dem Gelände Schutz gesucht hätten, seien zwei Tage zuvor von den IDF zur Räumung der Klinik aufgefordert worden. Israels Gründe für den Sturm auf den Nasser Medical Complex ähnelten den Vorwürfen, mit denen die IDF im November 2023 auch die Stürmung des AI-Shifa-Klinikkomplex im Norden Gazas gerechtfertigt hatten.

#### IDF-Truppenverlegung aus Gaza-Süd
Wie ein Militärsprecher der IDF am 7. April 2024 mitteilte, wurden alle Bodentruppen aus dem südlichen Gazastreifen abgezogen. Nur noch eine Kampfeinheit wird im Netzarim-Korridor verbleiben, um diesen zu sichern. Bei diesem Korridor handelt es sich um einen nur sechs Kilometer langen und zwei Kilometer breiten Streifen von der israelischen Grenze südlich von Gaza-Stadt bis zum Mittelmeer. Dieser teilt den Gazastreifen in Nord- und Südgaza und verbindet den nahe der „Grünen Linie“ zum Gazastreifen gelegenen Kibbuz Be'eri im Süden Israels über eine von der israelischen Armee gebaute Straße mit der Mittelmeerküste. Eine unmittelbare Folge der israelischen Kontrolle über den Netzarim-Korridor war und ist es, dass die Hamas keine Personen und Güter zwischen dem Norden und dem Süden Gazas bewegen kann. Andererseits hindert dieses Sperrgebiet aber auch Binnenflüchtlinge daran, in ihre Wohnorte im Norden Gazas zurückzukehren. Der Korridor könnte es aber auch ermöglichen, humanitäre Hilfsgüter direkt in den Norden des Gazastreifens zu bringen. Ob er aber auch tatsächlich dafür genutzt werden darf, liegt im Ermessen von Netanjahus Kriegskabinett. Die Option Rafah einzunehmen – die letzte von der Hamas kontrollierte Stadt im Gazastreifen – ließ das israelische Militär offen. Künftig wollen sich die IDF auf gezielte Operationen konzentrieren, hieß es. Ein ranghoher Offizier der IDF betonte der israelischen Tageszeitung Jerusalem Post zufolge, dass der Rückzug nichts mit dem wachsenden Druck der Vereinigten Staaten auf Israel zu tun habe, eine großangelegte Bodenoffensive in Rafah zu unterlassen.

#### Kampf um Rafah

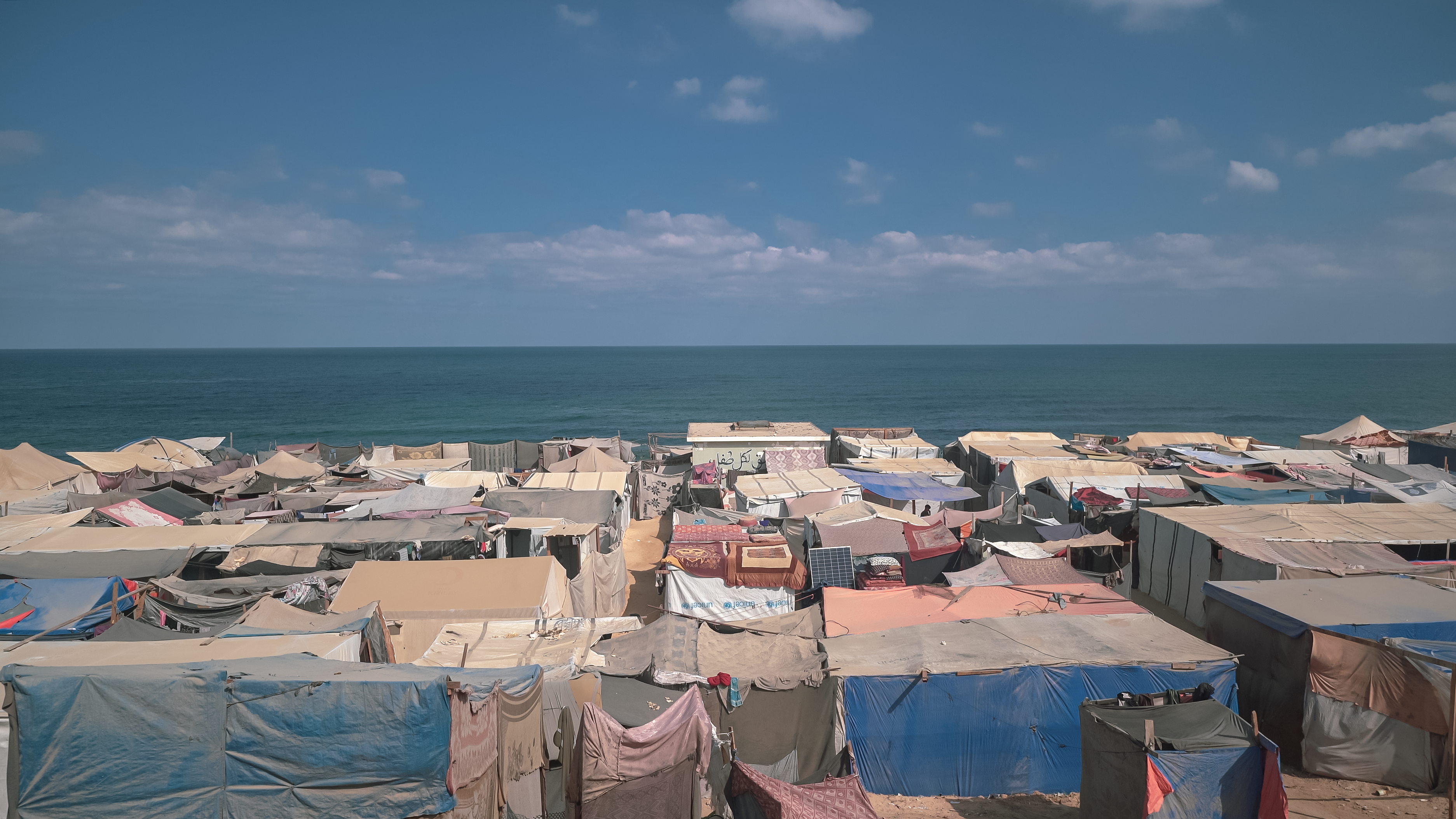
Zeltlager an der Küste des Gazastreifens

Der israelische Ministerpräsident Netanjahu erteilte den Streitkräften seines Landes am 9. Februar 2024 den Befehl, eine Offensive auf die an der ägyptischen Grenze gelegene Stadt Rafah vorzubereiten. Zuvor hatte Israel Medienberichten zufolge Ägypten im Januar über einen möglichen Militäreinsatz in Grenznähe informiert.
Die Stadt war zu diesem Zeitpunkt ein riesiges Flüchtlingslager; mehr als die Hälfte der Bevölkerung Gazas – rund 1,5 Millionen der Menschen – sind aus Städten, Flüchtlingslagern und Dörfern weiter nördlich hierher geflohen. Das Stadtgebiet war der einzige Ort im gesamten Gazastreifen, den die Hamas noch kontrolliert und in dem bisher noch keine israelischen Bodentruppen im Einsatz waren.
In den frühen Morgenstunden des 12. Februar 2024 meldete die IDF die Befreiung von zwei Geiseln im Zentrum Rafahs. Begleitet wurde die Operation von Luftangriffen, die mehrere Gebäude vollständig zerstörten und laut Gazas Gesundheitsministerium zum Tod von mindestens 67 Palästinensern führten.
Indessen bereitete die IDF eine auf die Einnahme der Stadt gerichtete Offensive vor, deren Ziel es Angaben der IDF zufolge sein sollte „die verbliebenen Hamas-Bataillone zu zerschlagen und dort vermutete Geiseln zu befreien“. Geplant war, die rund 1,5 Millionen Zivilisten, die sich zu dieser Zeit in Rafah aufhielten, zu evakuieren, bevor es zu Kampfhandlungen kommt. Für die Unterbringung der Evakuierten hatte die IDF ein nördlich der Stadt gelegenes Gebiet zwischen Chan Yunis und dem Flussbett Wadi Gaza, das Nord- und Südgaza voneinander trennt, vorgesehen. Die IDF legte am 25. Februar 2024 dem israelischen Kriegskabinett seinen Plan zur Evakuierung der Zivilisten aus Kampfgebieten und den Einsatzplan für die Bodenoffensive gegen Rafah vor. Außerdem war ein Plan für die Bereitstellung humanitärer Hilfe im Gazastreifen gebilligt worden. Medienberichten zufolge sollte damit eine Einfuhr von Hilfslieferungen im Norden des Gazastreifens ermöglicht werden.
Zeitgleich fanden Verhandlungen über eine Waffenruhe und die Freilassung der israelischen Geiseln in Doha, Kairo und Paris statt. Beteiligt waren daran Vermittler aus den USA, Katar, Ägypten und Gesandte aus Israel. Hamas hatte in den Gesprächen u. a. die Freilassung inhaftierter Palästinenser aus israelischen Gefängnissen sowie den Rückzug Israels aus dem Gazastreifen gefordert.
International stand der geplante Angriff auf Rafah in heftiger Kritik. Aus ägyptischen Regierungskreisen wurden Drohungen bekannt, dass bei einer Offensive auf Rafah der im Ergebnis der Camp-David-Verhandlungen am 26. März 1979 abgeschlossene Friedensvertrag zwischen Israel und Ägypten ggf. ausgesetzt werden könne. Auch Verbündete Israels wie die USA riefen zur Zurückhaltung beim militärischen Vorgehen gegen Rafah auf. Die von Joe Biden geführte US-Regierung formulierte wiederholt ihre Ablehnung einer Offensive auf Rafah wegen der hunderttausenden Flüchtlinge aus ganz Gaza, die dort Schutz vor den Kämpfen gesucht hatten. Biden selbst bezeichnete einen Einmarsch der IDF in Rafah im März 2024 als „rote Linie“.
Am 6. Mai 2024 rief die IDF rund 100.000 Menschen in den östlichen Teilen der Stadt auf, Rafah zu verlassen und sich in das als „sichere Zufluchtsstätte“ deklarierte Gebiet Al-Mawasi zu begeben. Laut einer Mitteilung der Streitkräfte sei die humanitäre Hilfe in diesem Gebiet ausgeweitet worden. Die IDF sprach in ihren Evakuierungsaufrufen zunächst von einer „begrenzten Operation“.
In der Nacht vom 6. auf den 7. Mai 2024 rückten israelische Panzer in äußere Stadtteile Rafahs vor und die IDF übernahm die Kontrolle über den Grenzübergang zu Ägypten. Israels Verteidigungsminister Joʾav Galant teilte mit, der Einmarsch sei Teil einer mehrstufigen Militäroperation, die jedoch gestoppt werden könne, wenn ein Durchbruch in den Verhandlungen zur Freilassung der Geiseln erzielt werde. Nach Start der Offensive auf Rafah stellte US-Präsident Biden den Stopp von Waffenlieferungen in Aussicht, sollte Israel zu einer Großoffensive auf die gesamte Stadt übergehen.
Am 9. Mai 2024 genehmigt das israelische Sicherheitskabinett eine Ausweitung des Einsatzgebiets der IDF in Rafah. Zwei Tage darauf rief das israelische Militär die Menschen in weiteren Stadtteilen im Osten und Zentrum Rafahs zur Evakuierung auf. Dort befanden sich zu dieser Zeit hunderttausende Zivilisten. Diese Räumungsanordnung der IDF betraf erstmals auch dicht besiedelte Teile der Stadt. Viele der aus Rafah fliehenden Menschen machten sich auf den Weg zu der „erweiterten humanitären Zone“ bei Al-Mawasi an der Küste, wo die Bedingungen nach Angaben von Helfern schon zuvor „entsetzlich“ waren. Auch im Norden des Gazastreifens gab es neue Evakuierungsbefehle. Die jüngste Verhandlungsrunde der indirekten Verhandlungen zwischen Israel und der Hamas in Kairo waren ergebnislos verlaufen.
Nach Angaben der Vereinten Nationen waren bis zum 15. Mai schätzungsweise 600.000 Menschen aus Rafah und weitere 100.000 aus dem Norden geflohen.

### Waffenstillstand ab 19. Januar 2025
Der am 15. Januar 2025 im Rahmen des Waffenstillstandsabkommens zwischen Israel und der Hamas ausgehandelte zeitweilige Waffenstillstand trat am 19. Januar 2025 um 10:15 Uhr (MEZ) in Kraft und sollte zunächst 42 Tagen dauern und am 1. März 2025 enden.

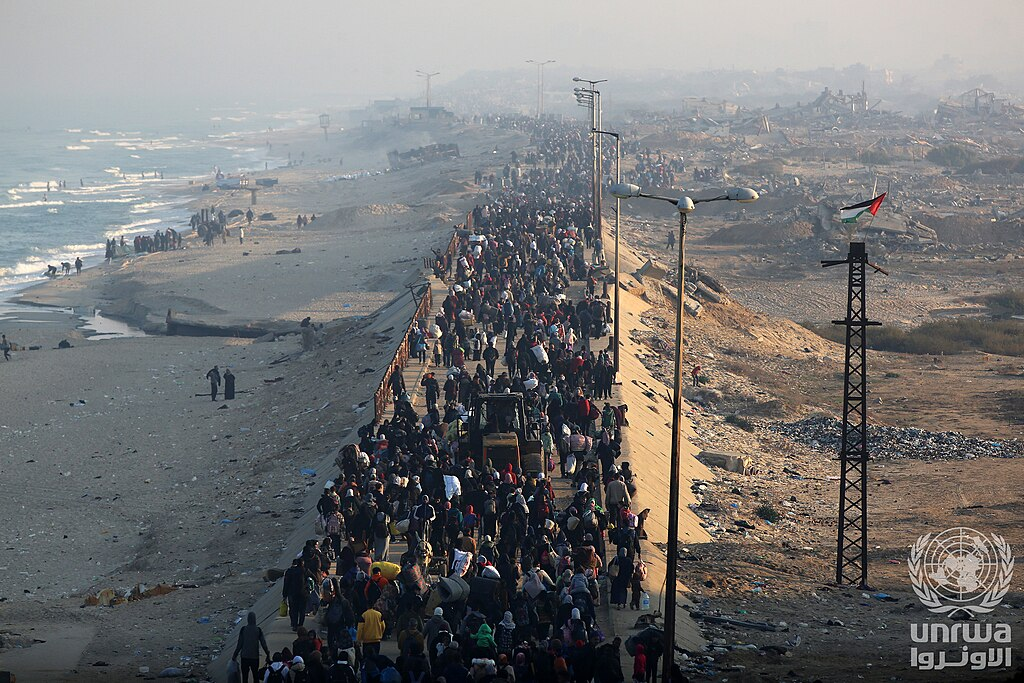
Einwohner bei ihrer Rückkehr vom Süden in den Norden des Gazastreifens nach Öffnung des Netzarim-Korridor

Wie für die erste Phase des Waffenstillstands vereinbart, zog die israelische Armee (IDF) am 9. Februar 2025 ihre Truppen aus dem Netzarim-Korridor vollständig ab. Nachdem die IDF den monatelang gesperrten Korridor, der den Gazastreifen in Nord- und Südgaza teilt, geöffnet hatte, machten sich zehntausende Palästinenser aus den ihnen von der IDF zugewiesenen Evakuierungsgebieten im Süden Gazas auf den Weg in ihre Heimatorte im Norden des Gazastreifens. Ein Vertreter der Terrororganisation Hamas sagte der Nachrichtenagentur AFP, dass in den ersten zwei Stunden nach Öffnung des Netzarim-Korridors bereits „mehr als 200.000 Vertriebene“ in den Norden Gazas zurückgekehrt seien; an Abend sollen es bereits 300.000 gewesen sein.
Am 1. Februar 2025 wurde während des Waffenstillstands auch der Grenzübergang in Rafah wieder geöffnet. Nach israelischen Luftangriffen auf die palästinensische Seite des Grenzübergangs war dieser am 19. Oktober 2023 bis auf Weiteres geschlossen worden.
Am 9. Februar 2025 traf eine israelische Delegation im Emirat Katar ein, um Gespräche mit den Vermittlern der Hamas über eine Fortsetzung des Waffenstillstands nach Ende von dessen erster Phase zu führen. Angehörige der noch im Gazastreifen festgehaltenen Geiseln warfen der Regierung Netanjahu vor, die nächste Gesprächsrunde nicht mit angemessener Entschlossenheit anzugehen. Wie israelische Medien unter Berufung auf Regierungskreise berichteten, habe der israelische Ministerpräsident die Unterhändler der israelischen Regierung angewiesen, zunächst nur über „technische Einzelheiten“ zu verhandeln.
Nach Ablauf der ersten Phase des Waffenstillstandsabkommens am 1. März 2025 war die weitere Fortsetzung des laufenden Waffenstillstands ungewiss. Hauptgrund für den ungewissen Fortgang war, dass wichtige Punkte, die für die zweite Phase des Abkommens geplant waren, nicht umgesetzt wurden: Bereits Anfang Februar 2025 sollten Gespräche über einen dauerhaften Waffenstillstand im Gazastreifen, die Bedingungen für die Freigabe der verbliebenen 59 israelische Geiseln und den vollständigen Rückzug der IDF aus Gaza stattfinden. Eine israelische Delegation kehrte jedoch ohne Verhandlungsergebnis aus der ägyptischen Hauptstadt Kairo zurück.

### Wiederaufnahme von Kampfhandlungen im Gazastreifen
Am 18. März 2025 beendete Israel mit schweren Luftangriffen auf Ziele im Gazastreifen den Waffenstillstand. Primäre militärische Ziele waren nach Angaben der israelischen Armee (IDF) hochrangige politische Führer sowie Tunnelschächte, Waffenproduktionsstätten und Waffendepots der Hamas. Die für den Gazastreifen zuständige Gesundheitsbehörde der Hamas meldete am Abend des 18. März mehr als 400 Tote. International wurde der Bruch des Waffenstillstandsabkommens unter anderem von der EU, den Staaten des Nahen Ostens sowie UN-Generalsekretär Antonio Guterres scharf kritisiert. Ein Funktionär der Hamas erklärte, die Wiederaufnahme der Kämpfe sei ein „Todesurteil“ für die Geiseln. Bereits von der Hamas freigelassene Geiseln sowie Geisel-Angehörige reagierten entsetzt auf das Ende des Waffenstillstands. Dennoch begannen die Bodentruppen der IDF am 19. März 2025 mit einer „begrenzten“ Militäroperation im Norden Gazas. Nach Aussage der IDF sei das Ziel der Bodenoffensive eine „Pufferzone“ zwischen dem Norden und dem Süden des Gazastreifens zu schaffen. Auch zwischen den im Süden Gazas gelegenen Städten Rafah und Chan Yunis wird von der IDF ein Korridor als „Sicherheitszone“ eingerichtet. Außerdem beabsichtigt Israel eine größere „Sicherheitszone“ zum Gazastreifen entlang der „Grünen Linie“ einzurichten.
Die IDF erließ nach Wiederaufnahme der Kampfhandlungen im Gazastreifen zwischen 18. und 28. April 2025 laut den Vereinten Nationen (UN) zehn Evakuierungsanordnungen, welche für die Zivilbevölkerung in weiten Teilen des Gazastreifens galten. Diese verstießen nach Ansicht des Büros des Hohen Kommissars für Menschenrechte der UN gegen „die Anforderungen des humanitären Völkerrechts“. Nach Aussage eines Sprechers der UN hatte die IDF keinerlei Maßnahmen getroffen, um die Unterbringung der Flüchtlinge in den ihnen zugewiesenen Evakuierungsgebieten abzusichern. Auch war nicht sichergestellt, dass die Evakuierungen „unter zufriedenstellenden Bedingungen hinsichtlich Hygiene, Gesundheit, Sicherheit und Ernährung ablaufen“.
Obwohl Israel im Rahmen des am 15. Januar 2025 mit der Hamas abgeschlossenen Waffenstillstandsabkommens zugestimmt hatte, die israelischen Truppen bis zum 50. Tag nach Inkrafttreten des Abkommens vollständig aus dem Philadelphi-Korridor abzuziehen, werden weiterhin israelische Truppen in diesem zwischen Ägypten und dem Gazastreifen liegenden militärischen Sperrgebiet verbleiben und ihre Präsenz dort sogar noch ausgeweitet. Auch über den Netzarim-Korridor, der das nördliche Drittel des Gazastreifens, einschließlich Gaza-Stadt, vom Rest des schmalen Küstenstreifens abschneidet und wie auch der Philadelphi-Korridor von der israelischen Grenze bis zum Mittelmeer verläuft, übernahm die IDF wieder die Kontrolle, sodass dieses militärische Sperrgebiet nunmehr nicht mehr von Palästinensern passiert werden kann.

Die Militär-Korridore der IDF im Gazastreifen

Die Vermittler aus Ägypten und Katar bemühen sich weiterhin um einen erneuten Waffenstillstand im Gazastreifen. Der israelische Verteidigungsminister, Israel Katz, hingegen erklärte, dass Israel den Kampf gegen die Hamas vorerst nicht einstellen werde.
Am 2. April 2025 kündigte der israelische Verteidigungsminister die Ausweitung der israelischen Militäroperationen im Gazastreifen an; es folgte eine weitere Bodenoffensive. Laut einer Sprecherin des UN-Büros für die Koordinierung humanitärer Angelegenheiten (OCHA) waren aufgrund israelischer Evakuierungsanordnungen Anfang April 2025 bereits mehr als 60 Prozent des Gazastreifens „No-Go-Zonen“.
Am 12. April erklärte Israel Katz, dass die IDF den geplanten Korridor eingerichtet und große Teile im Süden Gazas übernommen habe, wodurch – wie Katz offiziell erklärte – das gesamte Gebiet zwischen dem Philadelphi-Korridor und dem Morag-Korridor Teil einer „israelischen Sicherheitszone“ wird. Das als „Morag-Korridor“ bezeichnete israelische Sperrgebiet befindet sich dort, wo einst die gleichnamige israelische Siedlung stand, bevor sie beim Rückzug Israels aus dem Gazastreifen 2005 geräumt wurde.
Im August 2025 kontrollierte Israel bereits 75 Prozent der Fläche des Gazastreifens und fasste den Plan, auch Gaza-Stadt einzunehmen. Diese Ankündigung stieß international auf starke Kritik, es wurde vor einer weiteren Eskalation und weiteren zivilen Todesopfern gewarnt. Die Bewohner der Stadt sollen zwangsumgesiedelt werden.

## Einzelaspekte

### Evakuierung der Zivilbevölkerung Gazas

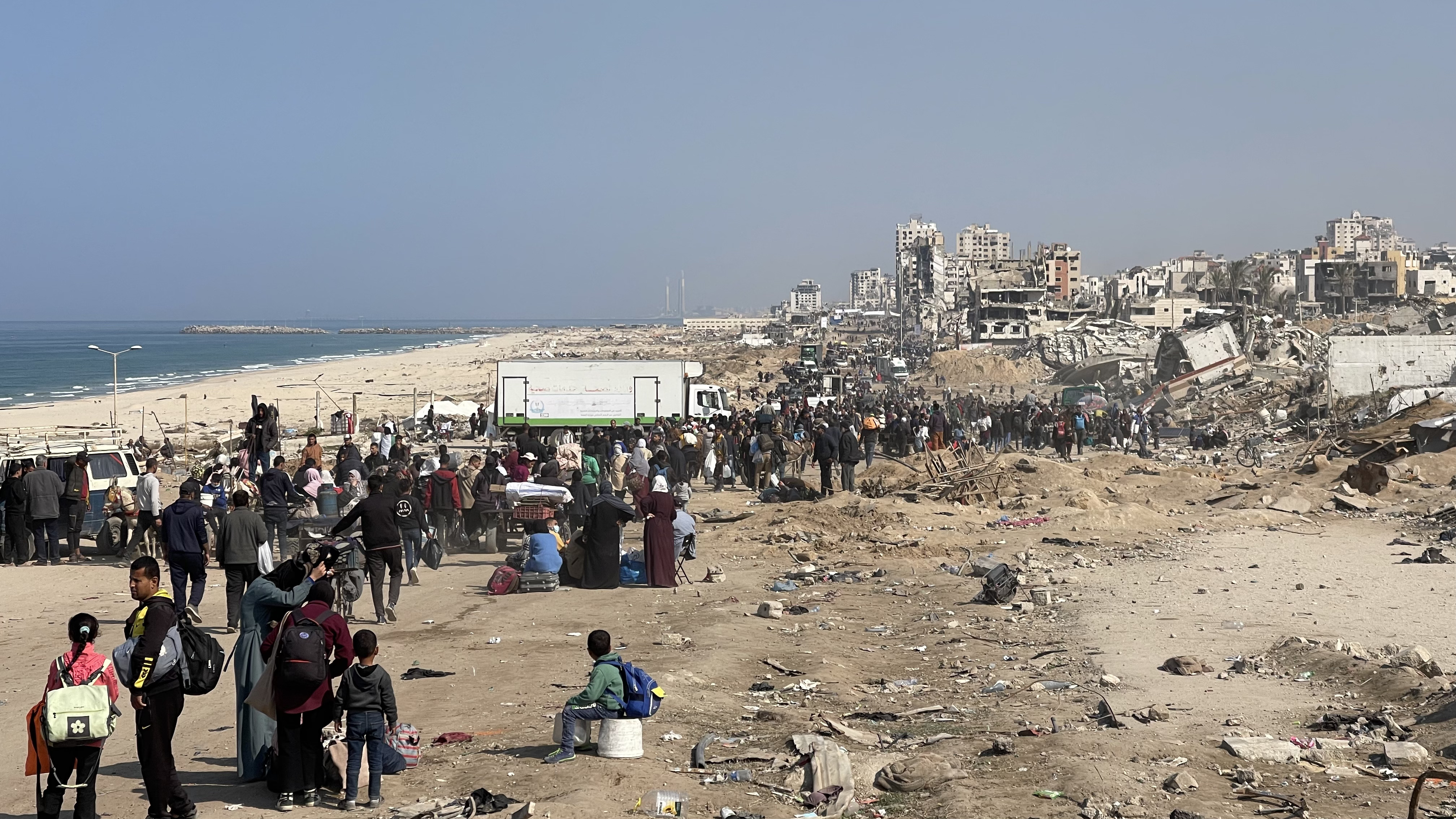
Palästinensische Flüchtlinge

Bis Mitte Dezember 2023 mussten rund 1,9 der etwa 2,2 Millionen Einwohner Gazas ihre Häuser und Wohnungen wegen der Kämpfe verlassen. Das israelische Militär forderte sie auf, „sichere Zonen“ aufzusuchen, die auf von den IDF veröffentlichten Landkarten eingezeichnet waren. Nach Angaben der Vereinten Nationen (UN/UNO) gab es zum Zeitpunkt der Veröffentlichung der Karten allerdings noch kein Gebiet im Gazastreifen, das nach UN-Maßstäben als sicher gilt. Ein solches müsse mindestens Aufenthaltsmöglichkeiten, Schutz, Sanitäranlagen sowie genügend Nahrung und Trinkwasser bieten. Israel hatte im Dezember 2023 eine Ausdehnung der Bodenoffensive auf weitere Gebiete im Gazastreifen angekündigt. Die Zivilbevölkerung im Norden des Gazastreifens wurde bereits Wochen zuvor dazu aufgefordert, sich zu ihrer eigenen Sicherheit in den Süden des abgeriegelten Küstenstreifens zu begeben. Die etwa 150.000 Palästinenser im Flüchtlingslager Al-Bureidsch, das im Zentrum des Gazastreifens liegt, wurden am 22. Dezember 2023 von der IDF dazu aufgefordert, den mittleren Abschnitt Gazas umgehend zu verlassen und sich nach Deir al-Balah rund sechs Kilometer weiter südlich zu begeben; dort stünden Schutzräume vor den bevorstehenden Kampfhandlungen für sie bereit. Diese Aufforderung galt auch für Flüchtlinge aus dem Norden sowie andere Palästinenser, die im Zentrum des Gazastreifens beheimatet waren; ein Zeitrahmen für die angeordnete Evakuierung wurde von der IDF nicht genannt. Am Abend des gleichen Tages soll es dort Luftangriffe gegeben haben. Eine Analyse der New York Times bestätigte, dass auch zuvor von den IDF als sicher ausgewiesene Gegenden bombardiert wurden.
Nach Angaben der Vereinten Nationen (UN) wurden von Seiten Israels Ende Dezember 2023 auch großflächige Evakuierungen in der Stadt Chan Yunis angeordnet. Wie das Amt der Vereinten Nationen für die Koordinierung humanitärer Angelegenheiten (OCHA) erklärte, habe Israel am 20. Dezember 2023 Landkarten veröffentlicht, in denen ca. 20 Prozent des Stadtgebiets als zu räumendes Gebiet neu ausgezeichnet sind. Nach Angaben der UN lebten dort vor Beginn der Kämpfe mehr als 110.000 Menschen. Außerdem befänden sich dort 32 Notunterkünfte, in denen mehr als 140.000 Binnenflüchtlinge aus anderen Gebieten Gazas leben würden; die meisten von ihnen seien Flüchtlinge aus dem Norden Gazas.

### Kriegsführung Israels
Am 14. Dezember 2023 berichtete CNN unter Berufung auf US-Geheimdienste, nahezu die Hälfte der 29.000 von Israel bisher verwendeten Bomben seien ungelenkt gewesen, der Rest sei präzisionsgelenkte Munition gewesen. Experten zufolge würden ungelenkte Bomben inmitten der israelischen Bombardierung des Gazastreifens aufgrund ihrer Ungenauigkeit die Wahrscheinlichkeit ziviler Opfer in dem dicht besiedelten Gebiet erhöhen. Laut einem Offiziellen geht die US-Regierung allerdings davon aus, dass israelische Kampfjets die ungelenkten Bomben in Kombination mit einer Sturzflugtaktik einsetzen und somit ihre Treffsicherheit auf ein Niveau präziser Munition erhöhen.
Im israelischen Einsatzplan gibt es vier Risikostufen für zivile Opfer: Stufe null verbietet es Soldaten, Zivilisten einem Risiko auszusetzen; Stufe eins erlaubt bis zu fünf zivile Todesopfer; Stufe zwei bis zu zehn; und Stufe drei bis zu zwanzig – letztere wurde am 7. Oktober zum Standard erklärt. Auch wurde sieben Stunden nach dem Angriff der Hamas vom israelischen Oberkommando das Dachklopfen mittels eines kleinen Sprengsatzes, bei dem Zivilisten vor einem bevorstehenden Angriff gewarnt wurden, für optional erklärt. In der Praxis wurde es laut Offizieren nur selten angewendet.
Israel verwendet Künstliche Intelligenz für eine automatisierte Zielgenerierung. Ein System mit dem Namen „Lavender“ erfasste bis April 2024 automatisiert 37.000 Palästinenser als mutmaßliche Mitglieder von Hamas und Islamischem Dschihad und markierte sie samt ihrer Wohnhäuser als Ziele für Luftangriffe. Die Zielvorschläge von „Lavender“ wurden laut sechs beteiligten Geheimdienstoffizieren meist ohne gründliche menschliche Prüfung übernommen. Soldaten verbrachten oft nur etwa 20 Sekunden pro Ziel, um sicherzustellen, dass es sich um männliche Personen handelte. Dabei war bekannt, dass das System in etwa 10 Prozent der Fälle fehlerhafte Zuordnungen vornahm – auch bei Personen ohne militärische Verbindung. Ein weiteres System namens „Where’s Daddy?“ verfolgte die Aufenthaltsorte der markierten Personen und ermöglichte gezielte nächtliche Angriffe, wenn sich die Zielpersonen in ihren Familienhäusern befanden. Dabei wurden bevorzugt ungelenkte („dumme“) Bomben eingesetzt, insbesondere bei Angriffen auf niedrig eingestufte Zielpersonen, um Kosten zu sparen. Laut den Quellen wurde dabei eine hohe Zahl ziviler Opfer in Kauf genommen – bis zu 15 oder 20 pro Zielperson. Bei hochrangigen Hamas-Kommandeuren genehmigte das Militär in Einzelfällen sogar den Tod von über 100 Zivilisten. Ein weiteres System namens „Habsora“ erfasst Gebäude und Strukturen, die angeblich militärisch genutzt werden.
Die Völkerrechtlerin Oona A. Hathaway von der Yale Law Shool führt in einem Essay im April 2024 aus, dass Israel bei seiner Kriegsführung eine sehr breite Auslegung des Ersten Zusatzprotokolls der Genfer Konventionen von 1977 vornehme. Im Zusatzprotokoll wird das Proportionalitätsprinzip in bewaffneten Konflikten ausgeführt; Streitkräfte dürfen beim Verfolgen ihrer militärischen Ziele nur dem operationalen Zweck angemessene zivile Opfer und Schäden in Kauf nehmen. Generell seien diese zu vermeiden und möglichst gering zu halten. Laut Hathaway lege Israel dieses Proportionalitätsprinzip nicht Fall für Fall, also am jeweiligen spezifischen militärischen Ziel der Operation gemessen aus, sondern setze die Kollateralschäden immer ins Verhältnis zum von Israel angestrebten Hauptziel des laufenden Gazakrieges – der Zerstörung der Hamas als Ganzes. Dadurch handle Israel entgegen dem Geiste des Zusatzprotokolls und rechtfertige Militärperationen, unabhängig davon, wie massiv der Schaden für die Zivilbevölkerung auch ausfalle.

### Eliminierung von Führern militant-islamistischer Gruppierungen
In den ersten Wochen nach dem Terrorangriff der Hamas auf Israel am 7. Oktober 2023 wurden nach Angaben der israelischen Armee (IDF) eine Reihe von Führern der für den Angriff verantwortlichen militant-islamistischen Terrororganisation Hamas bei israelischen Luftangriffen auf Ziele im Gazastreifen getötet:
- der Wirtschaftsminister Jawad Abu Shamala,[168]
- der Bildungsminister und Vorsitzende des Schura-Rates der Hamas, Osama Mazini,[169]
- der Chef der Lufteinheiten der Hamas, Murad Abu Murad,[170]
- Ali Qadhi, Kompaniechef der Nuchba-Kommandoeinheit der Hamas, der wegen der Entführung und Ermordung israelischer Zivilisten verhaftet und im Rahmen des Gilad-Schalit-Gefangenenaustauschs 2011 in den Gazastreifen entlassen worden war,[171]
- Billal al-Qedra, dessen Nuchba-Bataillon laut Armeeangaben für die Massaker in den Kibbuzim Nirim und Nir Oz verantwortlich gewesen war[172] und
- Ayman Nofal, Brigadekommandeur der Hamas und Mitglied des Militärrats der Hamas[173],
- Rafat Abu Hilal, Anführer des militärischen Flügels der Terrorgruppe Volkswiderstandskomitee,[174] wurden bei der Bombardierung seines Hauses getötet,
- dazu auch Jamila al-Shanti, die Witwe des Hamas-Mitbegründers Abd al-Aziz ar-Rantisi und die erste Frau, die in das Politbüro der Hamas gewählt worden war,[175] und
- Jihad Muheisen, Chef der Nationalen Sicherheitskräfte Palästinas im Gazastreifen.[176][177]
- Nach Angaben der IDF töteten Bodentruppen die Kommandeure der Nuchba-Kommandoeinheit Amr Alhandi und Ahmed Musa sowie Muhammed Kahlout, den Anführer der Scharfschützengruppe in der nördlichen Gaza-Brigade der Hamas. Zudem hätten Truppen der 252. Division der IDF 19 Kämpfer der Hamas getötet, die einen Angriff auf israelische Soldaten geplant haben sollen.[178]
- Der israelische Verteidigungsminister Joaw Galant gab bekannt, dass mit Stand vom 4. November 2023 im laufenden Gazakrieg bislang 12 Bataillonskommandeure der Qassam-Brigaden, des militärischen Arms der Hamas, getötet worden seien.[179]

Im Verlauf des Gazakrieges wurden weitere Führer der Hamas gezielt getötet:
- Am 2. Januar 2024 gaben die Hamas und auch der Hisbollah-nahe Nachrichtensender Al Mayadeen bekannt, dass der hochrangiger Repräsentant der Hamas im Libanon, Saleh al-Arouri und sechs weitere Mitglieder der Terrororganisation, darunter zwei weitere Kommandeure, bei einem israelischen Drohnenangriff in Dahieh, einem Vorort von Beirut (Libanon), getötet worden seien.[180]
- Im März 2024 wurde Marwan Issa, der stellv. Kommandeur der Qassam-Brigaden, bei einem israelischen Luftangriff getötet; Issa galt bis zu diesem Zeitpunkt als die „Nummer drei“ in der Führungshierarchie der Hamas und soll an der Planung des Terrorüberfalls auf Israel am 7. Oktober 2023 beteiligt gewesen sein.[181]
- Am 13. Juli 2024 wurde Mohammed Deif, der oberste Befehlshaber der Qassam-Brigaden, bei einem Luftangriff getötet.[182]
- In der Nacht vom 30./31. Juli 2024 wurde, der Chef des Politbüros der Hamas Ismail Haniyya bei einem Attentat gezielt getötet. Das Attentat auf Haniyya erfolgte während seines Aufenthalts in der iranischen Hauptstadt Teheran durch einen Sprengsatz, der im Schlafzimmer seines Domizils platziert worden war. Zuvor hatte er an der Vereidigungszeremonie des neuen iranischen Präsidenten Massud Peseschkian teilgenommen und sich mit dem politisch-religiösen Oberhaupt des in Iran regierenden Mullah-Regimes, Ayatollah Ali Chamenei, getroffen.[183][183][184][185]
- Am 16. Oktober 2024 wurde Yahya Sinwar, der Nachfolger von Ismail Haniyya und einer der Drahtzieher des Terrorangriffs der Hamas auf Israel am 7. Oktober 2023, zunächst bei einem Feuergefecht verwundet und anschließend durch einen Kopfschuss getötet.[186][187]
- Am 11. November 2024 wurde der Kommandeur der militant-islamistiischen Terrororganisation Islamischer Dschihad in Palästina (PIJ), Mohammed Abu Sachil, bei einem Angriff auf eine ehemalige Schule im Norden Gazas von der israelischen Armee (IDF) getötet. Bei dem Angriff kamen auch seine Tochter und drei weitere Personen ums Leben. Im Mai 2024 war bereits Abu Sachils Vorgänger von der IDF getötet worden. Der Tod ihres militärischen Führers wurde von der PIJ bestätigt.[188]

### Iranische Einflussnahme
Die Islamische Republik Iran unterstützt sowohl die Hamas in Gaza, die Huthi im Jemen, als auch die in einer festgelegten Pufferzone zu Israel (a) entgegen dem Abkommen operierende Hisbollah; diese Terrororganisation ist mit der Hamas verbündet, verfügt über größere militärische Fähigkeiten als die Hamas und ist infolgedessen deutlich schlagkräftiger. Die Paramilitärs der Huthi im Jemen, die Hamas in den palästinensischen Autonomiegebieten und die Hisbollah im Süden Libanons verstehen sich als Teil des als „Achse des Widerstands“ bezeichneten primär antiwestlich und antiisraelisch ausgerichtetes Bündnisses von sowohl sunnitischen als auch schiitischen Kräften der Arabische Welt unter der Führung der iranischen Regierung. Dieses militant-islamistische Bündnis richtet sich primär gegen Israel und die Staaten der „Westlichen Welt“, die Israel politisch und militärisch unterstützen.
Nachdem sich die Huti im seit 2023 währenden Gazakrieg mit der Hamas als solidarisch erklärt hatten und zu den von Jemen aus geführten Raketenangriffen auf Israel bekannten, wurden sie zu einer weiteren Kriegspartei. Am 19. November 2023 kaperten die Huthi den Frachter Galaxy Leader und griffen im Dezember 2023 weitere Handelsschiffe vor der jemenitischen Küste an. Seit Beginn des Jahres 2024 führen an einer sicheren Handelsschifffahrt im Roten Meer interessierte Staaten im Rahmen der Operation Prosperity Guardian unter Führung der USA Raketenangriffe auf Stellungen der Huthi-Kräfte im Jemen. Im Februar 2024 bombardierten die USA und Großbritannien wiederholt Stellungen der Huthi im Jemen. Um die militärischen Fähigkeiten der Huti-Miliz so zu schwächen, dass diese ihre Angriffe auf Handelsschiffe in der Region nicht mehr fortsetzen können, waren insbesondere unterirdische Waffen- und Raketenlager, Angriffsdrohnen, Luftabwehrsysteme und Hubschrauber Ziel der Luftangriffe. In einer gemeinsamen Erklärung unterstützten Australien, Bahrain, Dänemark, Kanada, die Niederlande und Neuseeland das militärische Vorgehen der Verbündeten.
Um nicht direkte in einen kriegerischen Konflikt mit Israel zu geraten, vermied Iran bisher, offen in den laufenden Gazakrieg einzugreifen. Der Historiker Michael Wolffsohn spricht von einem „strukturellen Konflikt um die Dominanz im Nahen Osten“. Es gehe um sehr viel mehr, als um die Gegenreaktion auf den schrecklichen Terrorangriff der Hamas auf Israel am 7. Oktober 2023; er verweist dabei auf die Abhängigkeit Europas vom Öl und Erdgas im Nahen Osten und zieht aus seiner Analyse das Fazit, Iran sei der „eigentliche Regisseur“ des Hamas-Angriffs. Wie Guido Steinberg 2021 in einem Arbeitspapier der Bundesakademie für Sicherheitspolitik (BAKS) schreibt, hat sich der schon seit Jahrzehnten andauernde Konflikt zwischen Iran und Saudi-Arabien zu einem „regelrechten Kalten Krieg“ im Nahen Osten ausgeweitet. Die jüngst zwischen einigen Golfstaaten und Israel abgeschlossenen Friedensabkommen seien ein Indiz dafür, dass die regionalen Gegner Irans ein Bündnis gegen den von einem Mullah-Regine regierten Staat schmieden. Iran setzt in der Auseinandersetzung mit den Vereinigten Staaten und seinen regionalen Gegnern indes auf die Entwicklung und den Bau von Atomwaffen, die Aufrüstung des iranischen Militärs mit Trägerraketen für atomare Sprengköpfe und die Unterstützung proiranischer militanter Gruppierungen. Letztere organisierten sich, laut Steinberg, in einer Art „schiitischer Internationale“, einem vom Korps der iranischen Revolutionsgarde angeführten Bündnis, dem unter anderem die libanesische Hisbollah, im Irak operierenden Paramilitärs, die palästinensische Hamas und die Huthi im Jemen angehören. Diese Allianz proiranischer Kräfte nutzte die auf den Arabischen Frühling folgenden Wirren und Bürgerkriege, um ihre Positionen im Libanon, in Syrien, im Irak und im Jemen so weit auszubauen, dass, wie Steinberg schreibt, „zumindest die militärische Präsenz Irans in den vier Ländern auf Jahre gesichert scheint.“
In Syrien hatte Iran bereits in der Zeit vor dem Terrorüberfall der Hamas auf Israel am 7. Oktober 2023 große Militärpräsenz aufgebaut, zu der auch Waffenlager, Hauptquartiere und Kasernen zur Unterbringung der ihm angeschlossenen Milizen gehören. Die Islamischen Revolutionsgarden (IRGC) und die Libanesische Hisbollah (LH) verlegten zwei Tage nach dem Terrorüberfall auf Israel Truppen an die südwestliche Grenze Syriens. Die von Iran und der LH gesteuerten Einsätze gehörten nach Einschätzung des Institute for the Study of War (ISW) zu einem Szenario, in dem sich der laufende Gazakrieg zu einem Mehrfrontenkrieg um Israel ausweiten würde. Der Sprecher des iranischen Außenministeriums, Nasser Kanani, drohte am 9. Oktober 2023, dass sein Land auf jeden israelischen Angriff eine „verheerende Antwort“ geben würde. Das ISW hatte zuvor eingeschätzt, dass Angriffe von LH und palästinensischen Milizen den Krieg der Hamas gegen Israel zu einer zweiten Front ausweiten könnten.

### Cyberkrieg
Mit dem Angriff der Hamas wurde Israel zeitgleich mit den ersten Raketen Ziel von Hackerangriffen, darunter DDoS-Attacken. Bis zum 12. Oktober 2023 beteiligten sich 58 Gruppierungen am Cyberkrieg, von denen die Mehrzahl gegen Israel agierten; einige wenige waren zugunsten Israels aktiv und legten palästinensische Websites vorübergehend lahm. Unter den antiisraelischen Gruppierungen sind prorussische Hackergruppen, die auch im Cyberkrieg im Bezug zum Russland-Ukraine-Krieg gegen die Ukraine und ihre Verbündeten vorgingen. Die prorussische Gruppe Killnet, die im Januar 2023 Hackerangriffe gegen deutsche Behörden und Unternehmen startete, ist verantwortlich für Angriffe gegen die Ukraine sowie gegen Israel. Die als prorussisch aufgefallene Hacker-Gruppierung Anonymous Sudan brüstete sich: Die Website des Radarwarnsystems Farbe Rot (Tzeva Adom) sollte die israelische Bevölkerung vor Gefahren wie Raketenangriffen warnen – jetzt sei sie nicht mehr funktional. Außerdem gelang es der Hacktivistengruppe AnonGhost die Mobile App Red Alert mit falschen Raketenmeldungen, Spamnachrichten und Morddrohungen zu fluten. Der Stuttgarter Cybersicherheitsforscher Mirko Ross gab hierbei zu bedenken, dass es sehr schwierig sei, die Angriffe konkreten Gruppen zuzuordnen, weil es auch Operationen von Geheimdiensten unter falscher Flagge geben könne.

## Ausweitung des Nahostkonflikts im Kriegsverlauf

### Kämpfe zwischen der libanesischen Hisbollah und Israel

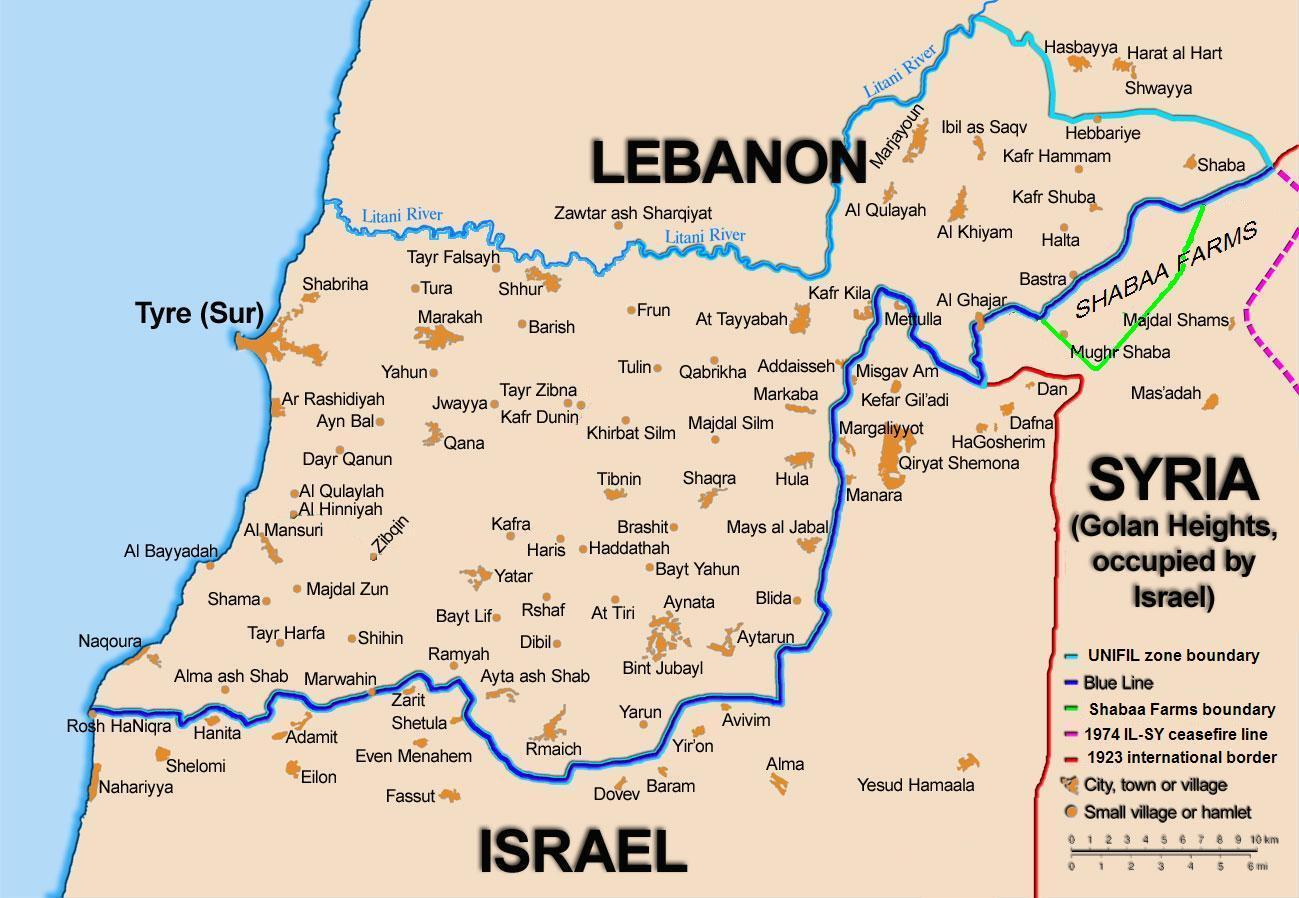
Karte mit der „Blauen Linie“ – Demarkationslinie zwischen Israel und dem Libanon

Die entgegen der Resolution 1701 des UN-Sicherheitsrates im Süden des Libanon nahe der Blauen Linie stationierte Hisbollah hatte sich nach dem Terrorüberfall der Hamas auf Israel am 7. Oktober 2023 mit der Hamas im Kampf gegen die israelische Armee (IDF) solidarisch erklärt und seitdem nahezu täglich Ortschaften im Norden Israels mit Raketen und Drohnen angegriffen. Um die Zivilbevölkerung vor den Angriffen der Hisbollah zu schützen, mussten ca. 60.000 Menschen dauerhaft in sicherere Gebiete Israels evakuiert werden. Die Angriffe wurden von den IDF meist mit Artilleriefeuer, Panzerbeschuss und Angriffen auf Raketenstellungen beantwortet. Ende November 2023 bezifferte der damalige israelische Verteidigungsminister Joaw Galant die Zahl der zerstörten Beobachtungsposten, Waffendepots und anderer militärisch genutzter Objekte der Hisbollah auf mehrere Dutzende, die Zahl der getöteten Kämpfer der Paramilitärs auf „mehr als Hundert“. Zwischen Oktober 2023 und Mitte Dezember 2023 wurden nach Angaben der Hisbollah 100 ihrer Kämpfer an der israelisch-libanesischen Grenze getötet.
Die Hisbollah verfügt neben ihren Kampfeinheiten auch über ein beträchtliches Raketenarsenal, das Ziele in ganz Israel erreichen kann und groß genug ist, um die Raketenabwehrsysteme Israels zu überfordern. Während das mobile bodengestützte Luftabwehrsystem Iron Dome das israelische Territorium gegen feindliche Raketen und Mörsergranaten aus kürzester Reichweite schützt, sind die Luftabwehrsysteme David’s Sling und Arrow auf die Abwehr von Langstreckenraketen und Mittelstreckenraketen ausgelegt.
Am 2. Januar 2024 wurde der stellvertretende Vorsitzende des Politbüros der Hamas Saleh al-Aruri bei einer Explosion in der libanesischen Hauptstadt Beirut gezielt getötet. Hamas und Hisbollah machten Israel für die Tötung al-Aruris verantwortlich. Israel übernahm keine Verantwortung für die Tötung. Der Sicherheitsberater der israelischen Regierung Mark Regev äußerte in einem Interview mit dem US-amerikanischen Fernsehsender MSNBC: „Wer auch immer diesen Angriff ausgeführt hat, ist sehr chirurgisch genau vorgegangen und hatte es auf ein Hamas-Ziel abgesehen. Denn Israel ist im Krieg.“ Ferner stellte Regev klar, dass der Angriff allein der Hamas, nicht aber der im Libanon stationierten Hisbollah gegolten habe. Der Generalsekretär der Hisbollah, Hassan Nasrallah, warnte Israel vor einer Eskalation des bewaffneten Konfliktes im Grenzgebiet zum Libanon und bezeichnete die Tötung al-Aruris als „gefährliches Verbrechen, das nicht ohne Reaktion und Bestrafung bleiben wird“.
Am 5. Februar 2024 erklärte der damalige israelische Verteidigungsminister Joaw Galant bei einem Treffen mit US-Präsidentenberater Amos Hochstein, dass sein Land angesichts der gefährlichen Lage im Grenzgebiet zum Libanon zwar grundsätzlich zu einer diplomatischen Lösung des Konflikts mit der libanesischen Hisbollah bereit sei, sich aber zugleich auch auf „jedes andere Szenario“ vorbereite.
Am 30. Juli 2024 wurde Fuad Schukr, ein ranghoher Kommandeur der Hisbollah, bei einem gezielten Luftangriff der IDF auf die libanesische Hauptstadt Beirut getötet.
Am 20. September 2024 flog die israelische Luftwaffe in mehreren Wellen Angriffe gegen rund 100 gefechtsbereite Raketenabschussrampen der Hisbollah. Nach Einschätzung der für die Sicherheit im libanesischen Luftraum zuständiger Kreise hat es sich dabei um einen der schwersten Luftangriffe auf Stellungen der im Südlibanon stationierten Paramilitärs seit Beginn des gegenseitigen Beschusses im Oktober 2023 gehandelt. Damit stieg die Wahrscheinlichkeit eines möglichen Einmarsches der israelischen Armee in den Libanon und somit auch die Angst vor einem „großen Krieg“ im gesamten Nahen Osten.
Am 27. September 2024 wurde Hassan Nasrallah bei einem israelischen Luftangriff auf das Hauptquartier der Hisbollah in einem Vorort Beiruts getötet. Nach seinem Tod verschärften sich die Spannungen zwischen Israel und der libanesischen Hisbollah deutlich. Nahostexperten schätzen die Lage im Nahen Osten Ende September 2024 als so gefährlich wie seit Jahrzehnten nicht mehr ein. Die Vereinigten Staaten als wichtigster Verbündeter Israels verlegten angesichts der zunehmend angespannten Lage im Nahen Osten, zusätzlich Kriegsschiffe und Kampfflugzeuge in die Krisenregion.
Im Vorfeld des Einmarsches israelischer Bodentruppen in den Libanon ereigneten sich am 17. und 18. September 2024 Explosionen von Pagern und Walkie-Talkies der Hisbollah. Mehrere tausend Geräte explodierten im gesamten Libanon. Zahlreiche Hisbollah-Kämpfer, aber auch Zivilisten wurden bei dieser, dem israelischen Geheimdienstes Mossad zugeschrieben verdeckten Operation getötet oder schwer verletzt. Aus militärischer Sicht gesehen wurde vor allem die Kommunikation innerhalb der Hisbollah so empfindlich gestört, dass ein wesentlicher Teil des militärischen Kommando- und Kontrollsystems der Terrororganisation schlagartig ausfiel.
Der neue Generalsekretär der Hisbollah, Naim Kassim, äußerte Anfang November 2024 in einer Fernsehansprache: „Die Tage werden kommen, an denen Raketen auf Israel niederregnen“ – eine Niederlage werde die Hisbollah keinesfalls hinnehmen. Aktuellen US-amerikanischen Schätzungen zufolge, verfügte die Hisbollah zu diesem Zeitpunkt über bis zu 50.000 bewaffnete Kämpfer. Kassims Vorgänger Hassan Nasrallah hatte vormals erklärt, die Hisbollah würde über ca. 100.000 ausgebildete Kämpfer verfügen.

#### Einmarsch israelischer Bodentruppen in den Libanon
Am 1. Oktober 2024 überschritten Bodentruppen der israelischen Armee (IDF) vom Norden Israels aus die „Blaue Linie“ und damit die Grenze zum Libanon. Die IDF sprach von „begrenzten, lokalisierten und gezielten Bodenangriffen auf der Grundlage präziser Geheimdienstinformationen“, die sich gegen militärische Ziele und Infrastruktur richteten, die vom IDF den im Süden Libanons stationierten, paramilitärischen Einheiten der Hisbollah zugeordnet wurden. Die Angriffsziele befänden sich in grenznahen libanesischen Dörfern und würden eine unmittelbare Bedrohung für die israelischen Gemeinden im Norden Israels darstellen. Die Bodentruppen der IDF wurden von der israelische Luftwaffe und durch Artillerie im Operationsgebiet unterstützt. Bei den ersten Gefechten meldete die IDF sieben Soldaten, die zur IDF-Eliteeinheit Egoz gehörten, seien im Libanon gefallen und mehrere verletzt worden.
Der Krieg zwischen Israel und der Hisbollah endete im November 2024 mit einem von den USA vermittelten Waffenstillstand. Israel führte jedoch weiter Luftangriffe und Attentate im gesamten Libanon durch und IDF-Bodentruppen hielten zudem fünf Stützpunkte im Süd-Libanon entlang der gemeinsamen Grenze gegenüber den nordisraelischen Grenzorten Schelomi, Sar’it, Avivim/Malkia, Margaliot und Metulla weiterhin besetzt. Eine Forderung, die von Libanon abgelehnt wurde. Die fünf israelischen Stützpunkte lagen in der Nähe der libanesischen Städte Chiyam, Odaisseh, Naqura und Ramiyeh.
Am 19. Juni 2025 übergab Präsident Trumps Sondergesandter für Syrien und US-Botschafter in der Türkei, Thomas Barrack, libanesischen Behörden einen US-Vorschlag, in dem der libanesischen Staat zur Entwaffnung der Hisbollah aufgefordert wurde. Andernfalls riskiere der Libanon eine Übernahme durch „Regionalmächte“. Der Libanon könne verschwinden und wieder Teil von „Großsyrien“ (Bilad Al-Sham) werden. Im Dezember 2024 hatte der Al-Qaida-Ableger Hayat Tahrir al-Sham Damaskus erobert und Syrien unter US-amerikanischen, israelischen und türkischen Einfluss gebracht. Als Reaktion auf den US-Vorschlag legten die libanesischen Behörden ein siebenseitiges Dokument vor, in dem sie den vollständigen Rückzug Israels aus den besetzten libanesischen Gebieten, einschließlich der Schebaa-Farmen, forderten und sich verpflichten, die Waffen der Hisbollah im Südlibanon abzubauen.

### Angriffe der Huthi auf Israel und die Schifffahrt

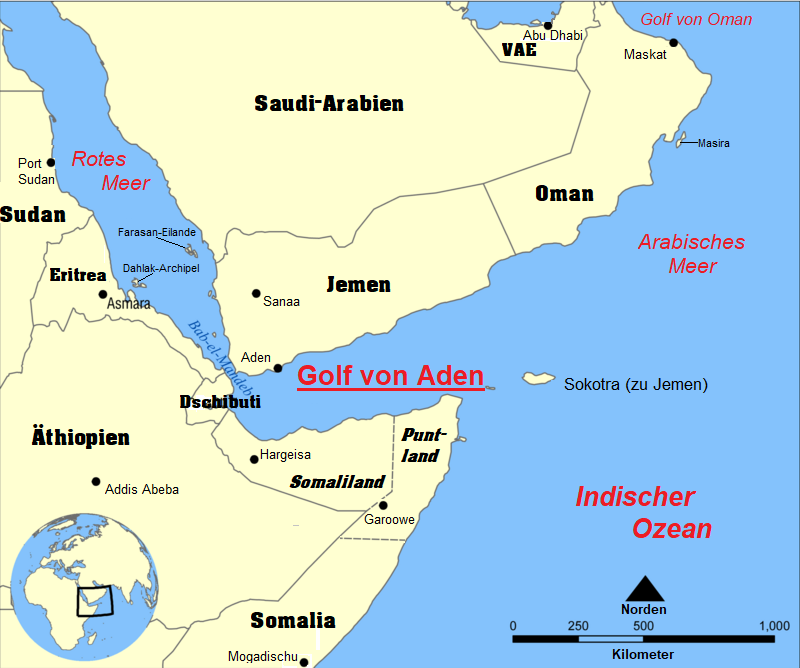
Rotes Meer, der Golf von Aden und die angrenzende Arabische Halbinsel an deren Küste u. a. der Jemen liegt

Die als Huthi bekannte Bewegung Ansar Allah, die Gebiete im Jemen einschließlich der Hauptstadt Aden kontrolliert und von Iran unterstützt wird, hatte sich nach Kriegsbeginn mit der Hamas solidarisiert. Sie führte ab Oktober 2023 Dutzende Angriffe durch, die sich direkt oder indirekt gegen israelisches Gebiet sowie vermeintliche israelische Interessen richteten. Insbesondere liegt die für den Handel zwischen Europa und dem Indischen Ozean sehr wichtige Route durch den Golf von Aden, die natürliche Meeresenge am Bab al-Mandab, das Rote Meer und die zwei Meeresarme Golf von Akaba und Golf von Sues an der Sinai-Halbinsel, und so mittelbar auch der Verkehr auf dem Sueskanal, teilweise im Einflussbereich der Huthi. Neben einem behördenartigen Auftreten gegenüber Handelsschiffen, um sie zum Einlaufen in eigene Häfen zu bewegen, und der Ermächtigung von Enterkommandos mit Schnellbooten, setzen sie verschiedene Waffensysteme ein, um entweder die Schifffahrt zu bedrohen oder israelisches Gebiet zu beschießen.
Die Huthis griffen wiederholt Schiffe vor der von ihnen kontrollierten Küste im Roten Meer an, die ihrer Meinung nach entweder mit Israel in Verbindung stehen oder israelische Häfen ansteuern. Die Huthi beabsichtigten so, die Hamas dabei zu unterstützen, die israelische Luft- und Bodenoffensive im Gazastreifen zu stoppen. Am 15. Dezember 2023 zählte das United States Central Command (Centcom) den 23. Angriff auf die internationale Schifffahrt seit dem 19. November 2023. Die Huthis haben Iran als mächtigen Unterstützer hinter sich. Sie sind Teil der „Achse des Widerstands“ und stärken die Position Irans durch Angriffe auf Handelsschiffe im Roten Meer.
Einige Reedereien kündigten Mitte Dezember 2023 an, vorerst keine eigenen Schiffe mehr entlang der Handelsroute durch den Bab al-Mandab senden zu wollen. Evergreen Marine kündigte darüber hinaus an, keine Fracht mehr für israelische Kunden befördern zu wollen. Mit diesen Änderungen der Handelswege gingen steigende Frachtraten einher. Die ägyptische Suezkanalbehörde teilte für den Zeitraum 19. November bis 17. Dezember 2023 mit, dass 2128 Schiffe den Kanal genutzt hätten und 55 auf die Route über das Kap der Guten Hoffnung ausgewichen seien.
Als Reaktion darauf wurde zum Schutz der Schifffahrt im Dezember 2023 die Marineoperation „Prosperity Guardian“ von einer multinationalen Koalition, angeführt durch die USA, ins Leben gerufen. Im Februar 2024 beschloss außerdem der Rat der Europäischen Union die eigenständige Operation Aspides. Im Unterschied zur amerikanisch geführten Operation werden die im Rahmen von Aspides eingesetzten Kräfte keine Stellungen der Huthi in Jemen angreifen.
Hintergründe
Eine Analyse des US-amerikanischen Middle East Institute aus dem Oktober 2023 legt dar, dass die Huthi Drohnen, Marschflugkörper, Seezielflugkörper sowie ballistischen Raketen unterschiedlicher Reichweiten aus iranischer Fertigung bzw. auf Basis iranischer Ausrüstung in großer Bandbreite einsetzen können. Die Angriffe der im Jemen stationierten Rebellen richten sich gegen Schiffe im Roten Meer und gehen vorrangig von der Küstengegend der im Westen Jemens gelegenen Gouvernements al-Hudaida oder Haddscha aus. Sie richten sich auch gegen den in Reichweite der Waffen liegenden südlichsten israelischen Hafen in Eilat am Golf von Akaba. Dieser Hafen ist für Israel bedeutsam, auch wenn er deutlich weniger Warenumschlag aufweist als der Hafen von Aschdod am Mittelmeer.
Eine Hintergrundinformation an die Nachrichtenseite Naval News legte am 16. Dezember 2023 dar, wie die Huthi-Angriffe im Roten Meer und an der Engstelle Bab al-Mandab bis dahin in der Regel abliefen: Demnach würden Wellen von Angriffen mit je 15 bis 20 unbemannten Luftfahrzeugen über einen Zeitraum von zwei Stunden gestartet. Diese gingen untereinander nicht koordiniert gegen ein Ziel vor, so dass nicht von einem Drohnen-Schwarm die Rede sein könne. Es würden zudem ungelenkte ballistische Kurzstrecken-Boden-Boden-Raketen eingesetzt, die keinen Zielsuchkopf besitzen. Um dennoch Treffer auf Handelsschiffen zu erzielen, würden die Huthi die Schiffe entweder durch Funksprüche oder Beschuss zum Verringern der Fahrt und zum Einlaufen in einen unter Huthi-Kontrolle befindlichen Hafen auffordern, dann eine Drohne zur Feststellung von Zielkoordinaten einsetzen und diese Koordinaten mit den ungelenkten ballistischen Raketen beschießen.
Es wurden Drohnen des nach US-Nomenklatur KAS-04 genannten Typs identifiziert, der aus iranischer Fertigung der Firma Kimia Part Sivan Company als Samad-3 bekannt ist. Dieser sei zur Aufklärung und Zielauffassung (Intelligence, surveillance, target acquisition, and reconnaissance) sowie als Einwegwaffe mit einer 18-Kilogramm-Sprengladung nutzbar.

### Eskalation zwischen Israel und Iran
In der Auseinandersetzung mit den USA und um sich gegenüber regionalen Gegnern behaupten zu können, setzte Iran in den vergangenen zwei Jahrzehnten auf ein Programm zur atomaren Aufrüstung seines Militärs, das verbunden war mit der Entwicklung und den Bau der notwendigen Trägerraketen für atomare Sprengköpfe. Regional stützte sich Iran zur Durchsetzung seiner Hegemonialpolitik im Nahen Osten auf proiranisch-militante Gruppierungen, wie die Hamas und den Islamischen Dschihad in Palästina, die Huthi in Jemen und die Hisbollah im Libanon, die in vielen Staaten der Westlichen Welt als Terrororganisationen gelten. Die genannten Gruppierungen organisierten sich „in einer Art schiitischer Internationale“, einem von den Korps der Islamischen Revolutionsgarde angeführten Bündnis.
Nachdem der Republikaner Donald Trump am 20. Januar 2017 erstmals Präsident der Vereinigten Staaten geworden war, machte er nicht nur das im Jahr 2015 geschlossene Atomabkommen der Vereinigten Staaten mit Iran rückgängig, sondern überzog das Land mit Sanktionen und drohte dem theokratischen Staat wiederholt mit Krieg. Die Iranische Revolutionsgarde, die zusammen mit der regulären Armee zu den iranischen Streitkräften gehört, wurde in den USA als Terrororganisation eingestuft und deren General Qassem Soleimani am 3. Januar 2020 auf Weisung von Trump gezielt durch eine Drohne getötet.
Am 25. Dezember 2023 wurde bei einem israelischen Luftangriff ein General des Korps der Islamischen Revolutionsgarde (IRGC), das zusammen mit der regulären Armee die Streitkräfte der Islamischen Republik Iran bildet, nahe der syrischen Hauptstadt Damaskus getötet. Dieser war dort als Militärberater tätig; Iran drohte mit Vergeltung.
Am 1. April 2024 wurden bei einem israelischen Luftangriff auf ein iranisches Konsulatsgebäude in Damaskus 16 Menschen getötet. Unter den Toten befanden sich sieben Mitglieder des IRGC und Offiziere der regulären iranischen Armee, darunter Brigadegeneral Muhammad Reza Zahedi, sein Stellvertreter Brigadegeneral Haji Rahimi sowie fünf weitere Offiziere der iranischen Streitkräfte. Israels Armee verwies darauf, dass es sich bei dem in Damaskus bei einem Luftschlag getroffenen Objekt nicht um ein iranisches Konsulatsgebäude, sondern um „ein militärisches Gebäude der Quds-Kräfte, das als ziviles Gebäude getarnt war“, gehandelt habe. Bei den al-Quds-Brigaden, denen der Luftschlag offenbar galt, handelt es sich um eine auf Auslandseinsätze spezialisierte Eliteeinheit der IRGC.
Daraufhin griff das IRGC am 13. April 2024 mit mehr als 300 Drohnen, Marschflugkörper und ballistische Raketen militärische Ziele in Israel an. Zuvor hatte Iran die Militäroperation auf diplomatischer Ebene angekündigt und Israel und den Vereinigten Staaten so die Möglichkeit eingeräumt, sich vorzubereiten. Die israelische Luftverteidigung konnte eigenen Angaben zufolge mit Unterstützung der USA, Großbritanniens, Frankreichs und Jordaniens den iranischen Luftangriff erfolgreich abwehren. Ein kleines Mädchen wurde bei der Abwehr des Angriffs schwer verletzt; die Sachschäden waren hingegen gering. Als Reaktion auf den iranischen Angriff griff Israel am 19. April 2024 militärische Ziele in Iran an.
In der Nacht vom 30./31. Juli 2024 erfolgte dann während dessen Aufenthalt in der iranischen Hauptstadt Teheran die gezielte Tötung von Ismail Haniyya, dem Chefs des Politbüros der Hamas, durch einen Sprengsatz, der im Schlafzimmer seines Domizils platziert worden war. Das Attentat auf Haniyya wurde dem israelischen Auslandsgeheimdienst Mossad zugeschrieben, dieser hatte sich nicht dazu bekannt. Nach dem Tod Haniyyas wurde Yahya Sinwar – bisher Chef der Hamas im Gazastreifen – zu ihrem Anführer und zum Leiter des Politbüros ernannt. Die Machthaber in Iran und die von ihnen unterstützte libanesische Hisbollah drohten Israel mit massiver Vergeltung für die Tötungen Haniyyas und des ranghohen Hizbollah-Kommandeurs Fuad Schukr. Schukr war am 30. Juli bei einem Luftangriff auf Beirut getötet worden.
Wechselseitige Luftangriffe erfolgten auch im Oktober des Jahres 2024. Im iranischen Staatsfernsehen wurde der vom Korps der islamischen Revolutionsgarde geführte Raketenangriff auf Israel am 1. Oktober 2024 als Vergeltungsschlag für den Monate zuvor erfolgten Sprengstoffanschlag auf Ismail Haniyya, die gezielte Tötung des langjährigen Generalsekretärs der Hisbollah, Hassan Nasrallah und den Tod eines iranischen Generals dargestellt.
Am 26. Oktober 2024 übte die Israelische Luftwaffe Vergeltung für den iranischen Luftschlag vom 1. Oktober und griff militärische Ziele in Iran an. 100 israelische Militärflugzeuge griffen zunächst Luftabwehrsysteme in Syrien und im Irak an, um diese Länder daran zu hindern, die Angriffe der israelischen Luftwaffe abzufangen. Anschließend flogen israelische Kampfflugzeuge nach Iran und griffen dort stationierte Luftabwehrsysteme an. Eine zweite Angriffswelle der israelischen Luftwaffe hatte die Zerstörung iranischer Produktionsstätten für Langstreckenraketen zum Ziel. Außerdem wurde eine streng geheime Forschungsanlage des iranischen Atomprogramms auf der vermeintlich stillgelegten Militärbasis Parchin zerstört. Nahe der Hauptstadt Teheran bombardierten israelische Kampfflugzeuge die Militärbasen Parchin und Khojir. Ziel waren darin gelegene Produktionsanlagen von Feststoffmotoren für ballistische Raketen.
Im Juni 2025 mündete der Konflikt im israelisch-iranischen Krieg.

### Westjordanland
Im von Israel seit dem Sechs-Tage-Krieg (1967) besetzten Westjordanland, das entgegen dem geltenden Völkerrecht immer noch von Israel als Besatzungsmacht kontrolliert wird, fanden seit dem Terrorangriff der Hamas auf Israel am 7. Oktober 2023 mindestens 114 Palästinenser, zumeist bei Militäroperationen der israelischen Armee, den Tod; mindestens sechs von ihnen wurden jedoch von israelischen Siedlern getötet. Hatte das israelische Militär im Westjordanland die Vertreibung von palästinensischen Bauern und die Landnahme durch israelische Siedler vor dem 7. Oktober 2023 „nur“ toleriert, aber nicht aktiv unterstützt, beteiligten sich danach auch israelische Soldaten an der Vertreibung von Palästinensern aus ihren Wohnorten und von ihrem Land.
Am frühen Morgen des 22. Oktober 2023 bombardierte die Israelische Luftwaffe die Al-Ansar-Moschee in der palästinensischen Stadt Dschenin. Nach Angaben der IDF befand sich unter der Moschee eine „Kommandozentrale“ der Terrororganisationen Hamas und Islamischer Dschihad in Palästina, die dort zudem Waffen und Munition gelagert hätten. Zuvor war die israelische Armee im Juli in Dschenin eingerückt, um die Infrastruktur militanter Palästinenser zu zerstören, nachdem mehrere Israelis bei Terroranschlägen getötet worden waren, rückte.
Der UNO-Menschenrechtsrat hatte im Jahr 2021 „Unabhängige Internationale Untersuchungskommission der Vereinten Nationen für die besetzten palästinensischen Gebiete, einschließlich Ostjerusalem“ im Jahr 2021 eingesetzt und diese beauftragt, zu untersuchen, ob es Verletzungen des internationalen Rechts in den von illegal von Israel besetzt gehaltenen Gebiete Palästinas, einschließlich Ostjerusalem, gegeben hat.
Ein Sprecher des OCHA zog am 18. Oktober 2024 eine erste Bilanz darüber, wie viel Tote es im besetzten Westjordanland seit dem Ausbruch des laufenden Gazakrieges bei Auseinandersetzungen zwischen den verfeindeten israelischen Besatzern und den ansässigen Palästinensern gegeben hat. In den vergangenen zwölf Monaten seien laut OCHA 728 Palästinenser überwiegend von Soldaten der israelischen Armee, aber mindestens auch zwölf von israelischen Siedlern getötet worden; die Palästinenser hätten im gleichen Zeitraum 32 Armeeangehörige und sieben israelische Siedler getötet. Nach israelischen Angaben wird auf Palästinenser nur geschossen, wenn diese israelische Siedler oder Armeeangehörige angreifen. OCHA-Sprecher, Jens Laerke, forderte die israelische Besatzungsmacht auf, die Palästinenser in den besetzten Gebieten Palästinas künftig vor Angriffen, Gewalt und Einschüchterung zu schützen.
Israel genehmigte im Mai 2025 über 22 neue, nach internationalem Recht illegale Siedlungen im Westjordanland als „vernichtende Antwort auf den palästinensischen Terrorismus“. Der Schritt diene auch dazu, eine Zweistaatenlösung zu verhindern und langfristig die Gebietshoheit über das Westjordanland zu erlangen. International steht Israel wegen des illegalen Siedlungsbaus in der Kritik.

## Opfer

### Israel

#### Opfer des Terrorangriffs der Hamas
Während des Terrorangriffs am 7. Oktober 2023 wurden rund 1.200 Menschen getötet. Am 15. Dezember 2023 berichtete Agence France-Presse basierend auf Daten der israelischen Sozialversicherungsbehörde, die endgültigen Opferzahl beliefe sich auf 1.139 Tote, darunter 695 israelische Zivilisten, 71 Ausländer sowie 373 Sicherheitskräfte. Unter den Toten befanden sich 36 Minderjährige, darunter 20 Kinder im Alter von unter 15 Jahren. Nicht in den Opferzahlen enthalten seien fünf noch als vermisst gemeldete Personen. Die Daten unterschieden ferner nicht zwischen den von der Hamas ermordeten und den von den israelischen Streitkräften bei den Kämpfen um die Rückeroberung des Südens Israels möglicherweise versehentlich getöteten Zivilisten. Die Identifizierung benötigte Wochen, da viele Leichen verstümmelt oder verbrannt waren. Die überwiegende Zahl der Opfer war jüdischen Glaubens, jedoch wurden auch mindestens 19 arabische Israelis getötet, welche der ethnischen Minderheit der Beduinen angehörten. In der Zeit nach dem Holocaust hatte es bis dahin keinen anderen Tag gegeben, an dem so viele Juden ermordet wurden.
Israelische Forensiker, die versuchten die Leichen zu identifizieren, weil viele so entstellt waren, dass man sie nicht mehr erkennen konnte, berichteten über die Gewalt, die den Opfern vor oder nach ihrem Tod zugefügt worden war. Man sehe „Köpfe, zerschossen und zertrümmert auf viele verschiedene Arten, Körper mit Schüssen überall. Zerteilte Körper, ohne Köpfe – auch ein geköpftes Kind.“ Bei Ermittlern der israelischen Polizei gaben Augenzeugen Dinge zu Protokoll, die sie während oder nach den Angriffen gesehen hatten; es war von Demütigungen, Verstümmelungen und Grausamkeiten die Rede und davon, dass die Terroristen nicht zwischen Babys, Kleinkindern, Jungen, Mädchen, Frauen, Männern, Alten, Soldaten und Polizisten unterschieden hätten. Bei den Polizeiermittlungen wurde auch deutlich, dass die Terroristen sexualisierte Gewalt systematisch als Kriegswaffe benutzt hatten.

#### Geiseln der Hamas
Während des Terrorangriffs der Hamas am 7. Oktober 2023 wurden 239 Geiseln in den Gazastreifen entführt. Die Geiseln waren mehrheitlich israelische Zivilisten, unter ihnen waren aber auch Soldaten und ausländische Staatsangehörige; teilweise hatten die Betroffenen eine doppelte Staatsbürgerschaft.
 Während einer vom 24. November bis zum 1. Dezember 2023 andauernden Feuerpause kamen insgesamt 110 Geiseln frei, darunter 86 israelische und 24 ausländische Staatsbürger. In den Wochen zuvor waren bereits vier Frauen freigelassen und eine israelische Soldatin frei gekommen. Im Gegenzug wurden 249 Palästinenser aus israelischen Gefängnissen freigelassen. 137 der von Terroristen in den Gazastreifen entführten Menschen blieben weiterhin in Geiselhaft – darunter laut Mitteilung der israelischen Regierung 2 Kinder, 20 Frauen und 115 Männer; 126 Geiseln seien israelische Staatsbürger und elf Ausländer.
Anfang Februar 2024 wurde bekannt, dass von den noch im Gazastreifen festgehaltenen Geiseln nach Angaben der IDF 31 Menschen tot sind. Deren Angehörige fordern von der israelischen Regierung, die Kämpfe in Gaza umgehend zu stoppen und wieder Verhandlungen mit der Hamas zur Freilassung der Geiseln aufzunehmen.
Wie das Magazin Der Spiegel vom 23. Juni 2024 unter Bezug auf das »Wall Street Journal« berichtete, könnte die Zahl der noch lebenden Geiseln bei nur noch etwa 50 liegen; offiziellen Angaben zufolge befanden sich zu diesem Zeitpunkt noch rund 120 Israelis in palästinensischer Geiselhaft.

#### Israelische Militärangehörige
Mit Stand vom 8. August 2024 wurden laut israelischen Angaben bei der laufenden Bodenoffensive der israelischen Armee im Rahmen der Operation „Eiserne Schwerter“ im Gazastreifen 329 israelische Soldaten getötet und 2.176 verletzt. Anm. 2)

### Palästinensische Zivilisten und Milizangehörige
Gemessen am getöteten Bevölkerungsanteil des Gazastreifens (2 % in den ersten zehn Kriegsmonaten) ist der Krieg einer der tödlichsten Kriege des 21. Jahrhunderts.
Nach Angaben des Palästinensischen Gesundheitsministerium in Gaza wurden mit Stand Ende Juli 2025 mindestens 61.722 Palästinenser getötet, darunter 18.430 Kinder und 9.735 Frauen. Frauen, Kinder und Alte bilden eine Mehrheit der identifizierten Kriegstoten. Darüber hinaus wurden 154.525 Verletzte gemeldet.
Nach einer Analyse der israelischen Zeitung Haaretz von Anfang Dezember 2023 lag der Anteil der Zivilbevölkerung unter den Opfern des Kriegs auf palästinensischer Seite mit 61 Prozent zudem auf einem außergewöhnlich hohen Niveau.
Nach von israelischen Medien bestätigten Angaben israelischer Menschenrechtsgruppen töteten radikale israelische Siedler infolge des Terrorangriffs mindestens sechs Palästinenser im Westjordanland, ohne dass Strafverfolgungsbehörden aktiv wurden, und misshandelten und vertrieben, teils mit Unterstützung israelischer Soldaten, hunderte weitere, indem sie mit Erschießung drohten. Insgesamt wurden seit dem 7. Oktober 2023 im Westjordanland 737 Menschen getötet und 6.699 Menschen verletzt.
Nach UN-Angaben waren Stand 5. Dezember 2023 etwa 1,9 Millionen Menschen im Gazastreifen wegen der Luftangriffe aus ihren Häusern vertrieben bzw. zu Binnenvertriebenen geworden; 60 Prozent aller Häuser und Wohnungen seien beschädigt oder zerstört.
Neben den direkten Kriegsopfern müssen auch indirekte Tote durch Verletzungen, Krankheiten und fehlenden Zugang zu Gesundheitsversorgung berücksichtigt werden. Eine Projektion durch Forscher der London School of Hygiene and Tropical Medicine und der Johns Hopkins University vom Februar 2024 berechnete, dass die Übersterblichkeit in Folge des Krieges in den darauffolgenden sechs Monaten 68.650 Tote durch die Folgen traumatischer Verletzungen, 2.680 Tote durch nicht-übertragbare Krankheiten und 2.720 Tote durch Infektionen betragen könnte, zuzüglich weiterer Tote, falls es zum Ausbruch einer Epidemie käme. Die Zahlen wurden für ein Szenario bei weiterer Eskalation berechnet.

#### Glaubwürdigkeit der Zahlen
Die Zahlenangaben des palästinensischen Gesundheitsministeriums in Gaza bzgl. Toten und Verletzten können nicht unabhängig überprüft werden, wurden aber unter anderem von der Weltgesundheitsorganisation (die eine Organisation der Vereinten Nationen ist) als glaubwürdig eingestuft, da die Zahlen in der Vergangenheit zuverlässig gewesen seien.
Auch einer im Dezember 2023 in The Lancet publizierten Untersuchung zufolge gibt es keine Anhaltspunkte für den Verdacht, dass die Zahlen des von der Hamas kontrollierten Gesundheitsministerium in Gaza vorsätzlich manipuliert werden. Fachleute gehen eher von einer Unter- als einer Überschätzung der Opferzahlen aus. Auch laut einem Beamten im US-Außenministerium und anderen Fachleuten könnten die wahren palästinensischen Opferzahlen sogar noch höher als die offiziellen Angaben sein.
Die Hilfsorganisationen UNRWA und Airwars gehen ebenfalls von glaubwürdigen Zahlen aus, denn sie stimmen mit eigenen Erhebungen überein. Im Verlaufe des Kriegs erschwerte sich die Bestimmung der Opferzahlen jedoch. Anfangs ermittelte das palästinensische Gesundheitsministerium diese basierend auf Berichten aus Krankenhäusern. Mit der zunehmenden Zerstörung von Gesundheitseinrichtungen durch das israelische Militär musste man sich auf andere Kanäle verlassen, in einigen Fällen sogar auf Berichte von Angehörigen. Da eine große Zahl an Palästinensern vertrieben und Familien getrennt wurden, ist es nicht einfach zu ermitteln, ob eine Person tot oder nur verschwunden ist. Dies könnte zu einer Überschätzung der direkten Kriegsopfer führen. Dennoch bewertet Michael Spagat, Professor an der Royal Holloway, die offiziellen Aufzeichnungen der Behörden als „sehr gut“ und insgesamt glaubwürdig, unter anderem auch wegen ihrer detaillierten und transparenten Informationsangaben.
Eine im Januar 2025 in The Lancet veröffentlichte peer-reviewte Analyse kam zu dem Schluss, dass die Zahlen des Hamas-Gesundheitsministeriums deutlich zu niedrig angesetzt seien, da angesichts des Zusammenbruchs der Verwaltungsstrukturen viele, die etwa unter zusammengestürzten Gebäuden verschüttet wurden, gar nicht als tot registriert worden seien. Die Zahl der durch Israels Luftangriffe und Bodenoperationen im Gazastreifen zwischen Oktober 2023 und Ende Juni 2024 verursachten Todesopfer liege wahrscheinlich bei etwa 64.300 (Vertrauensintervall 55.298–78.525) statt den vom palästinensischen Gesundheitsministerium für diesen Zeitraum angegebenen 37.900. „Dies ist ein gutes Indiz dafür, dass die tatsächliche Zahl höher ist, wahrscheinlich wesentlich höher als die offiziellen Zahlen des Gesundheitsministeriums, höher als ich in den letzten Monaten gedacht hatte“, sagte Spagat. Eine im Juni 2025 veröffentlichte wissenschaftliche Studie, die unabhängig von den Angaben des Gesundheitsministeriums in Gaza durchgeführt wurde, sprach von 75.200 Toten auf palästinensischer Seite allein im Zeitraum von Oktober 2023 bis Anfang Januar 2025.

### UN-Mitarbeiter, UNRWA-Helfer und Journalisten
Nach Angaben des UNOCHA vom 3. April 2025 wurden bislang 291 UN-Mitarbeiterinnen und -Mitarbeiter getötet, darunter 286 des Flüchtlingshilfswerks UNRWA. Insgesamt belaufe sich die Zahl der getöteten Mitarbeiter von Hilfsorganisationen auf mindestens 409, darunter neben den UN-Mitarbeitern auch 42 Angehörige des Palästinensischen Roten Halbmonds.
Die Organisation Reporter ohne Grenzen beklagte die Einschränkung der Pressefreiheit durch angeblich gezielten Beschuss von Reportern und Journalisten durch israelische Streitkräfte; es seien innerhalb der ersten Woche der Gefechte 11 Journalisten getötet worden. Bis April 2024 seien über 100 Journalisten getötet worden. Im Februar 2025 bezifferte Reporter ohne Grenzen die Zahl der getöteten Journalisten auf mindestens 180.
Anfang April 2024 suspendierten mehrere Hilfsorganisationen ihre Hilfslieferungen, nachdem bei einem israelischen Luftangriff mehrere Mitarbeiter von World Central Kitchen getötet worden waren.

## Kriegsfolgen

### Humanitäre Krise im Gazastreifen

#### Lebensbedingungen und medizinische Versorgung im gesamten Kriegsgebiet

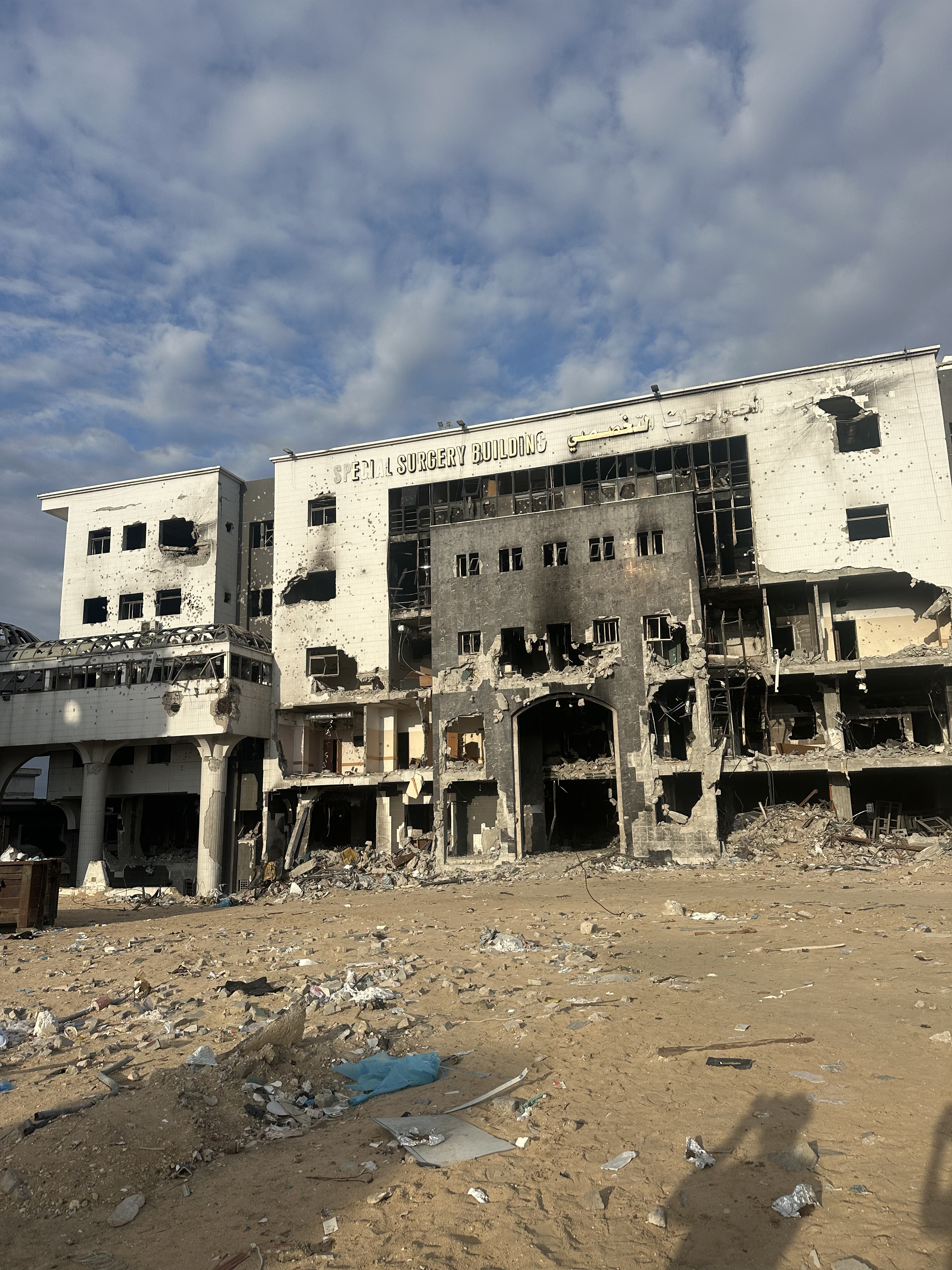
Das zerstörte Al-Shifa-Krankenhaus

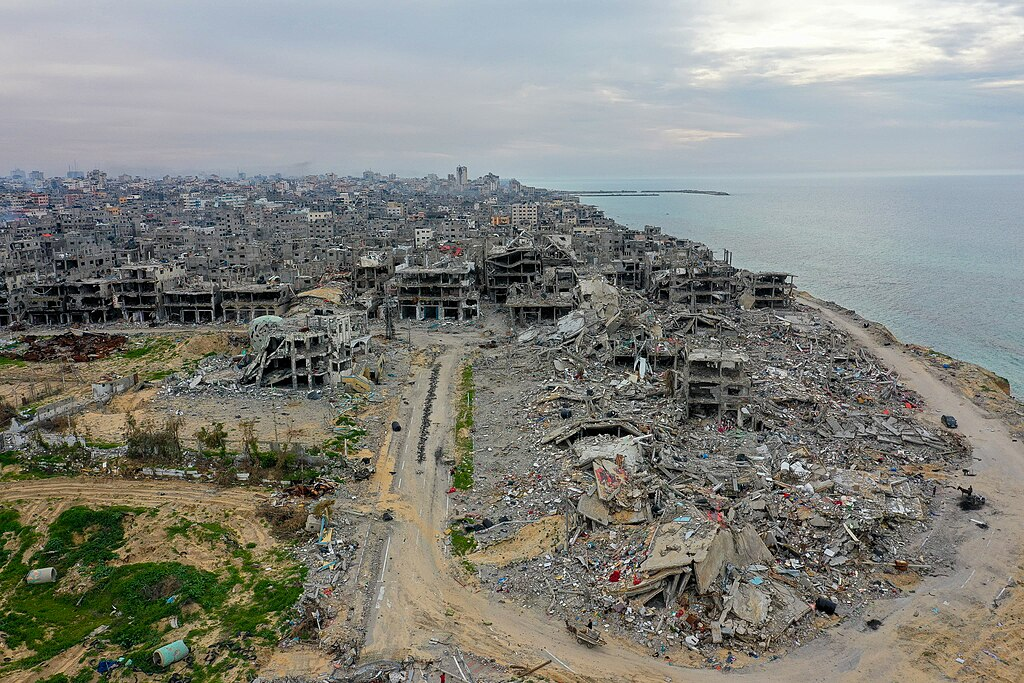
Luftaufnahme der Zerstörung des Al-Shati-Flüchtlingslagers im Gazastreifen. In der Ferne ist der Hafen von Gaza zu erkennen, der sich ins Mittelmeer erstreckt.

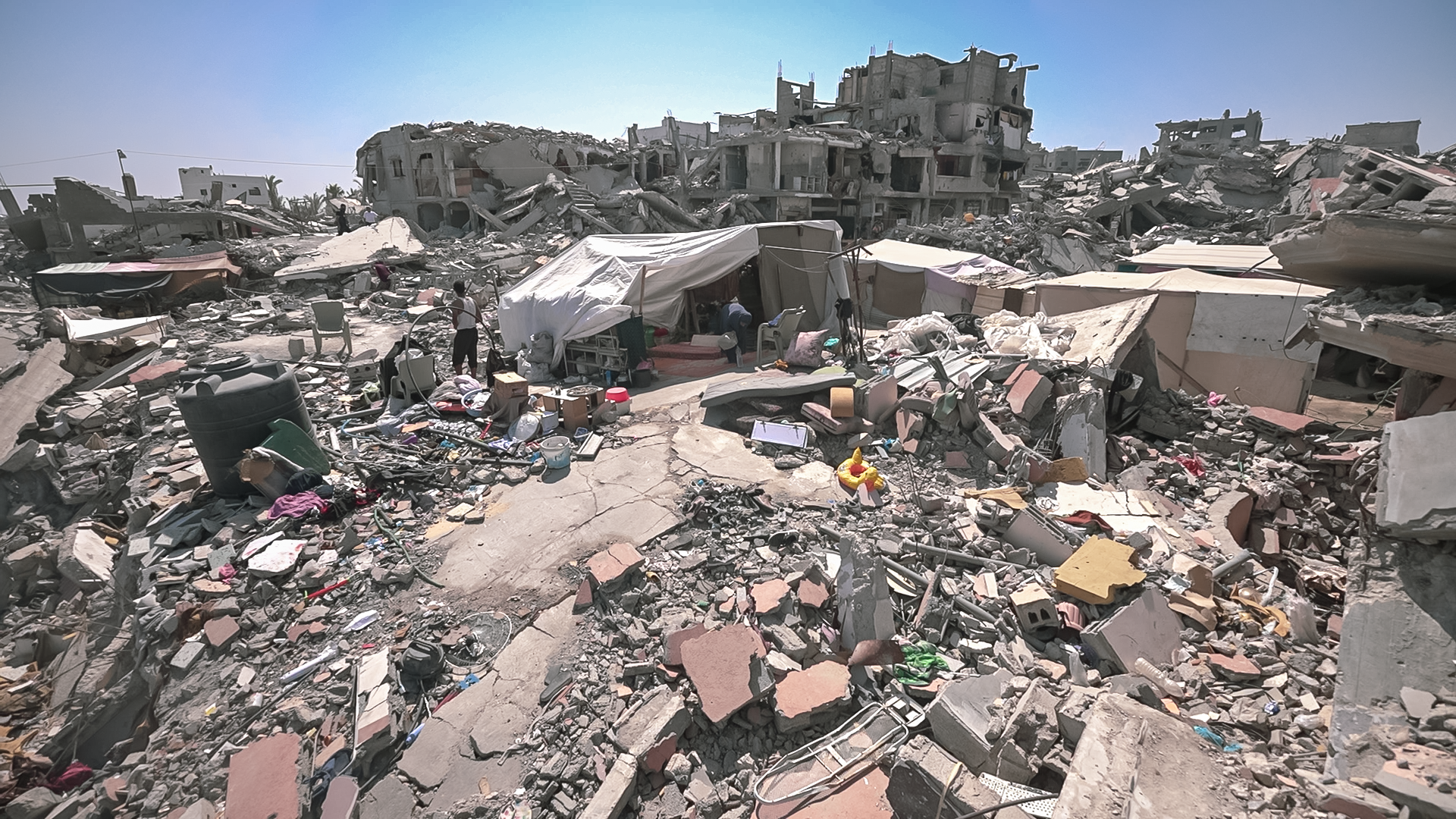
Der Leiter des UN-Palästinenserhilfswerks UNRWA, Philippe Lazzarini, berichtete im Januar 2024, Hunderttausende Menschen lebten auf der Straße und schliefen auf Betonböden.

Aufgrund der nach dem Terrorangriff der Hamas vom 7. Oktober 2023 verschärften Blockade besteht im Gazastreifen ein akuter Mangel an Trinkwasser, Essen, Strom und medizinischen Gütern. Hilfslieferungen, die über Ägypten nach Gaza erfolgten, deckten danach anfangs etwas 5 Prozent und im Dezember 2023 knapp 20 Prozent des Bedarfs. Die Versorgung der Bevölkerung mit Trinkwasser erfolgte nach Einstellung der Einspeisung aus Israel bis auf weiteres aus Anlagen zur Meerwasserentsalzung. Mit Stand vom 30. Oktober 2023 kam etwa wieder halb so viel Wasser wie zuvor aus Israel im Gazastreifen an. Die Stromversorgung in Gaza wird bei 20 % der Haushalte mit Solarenergie abgedeckt. Im Übrigen erfolgt die Stromversorgung durch Generatoren.
Patienten mit amputierten Gliedmaßen, schweren Verbrennungen und anderen lebensbedrohlichen Verletzungen würden in die überfüllten Kliniken eingeliefert, sagte der Leiter der Kinderklinik im Kamal-Alwan-Krankenhaus im Oktober 2023. Der Arzneimittelmangel führte laut Vertretern der WHO dazu, dass Operationen und selbst Amputationen ohne Anästhesie durchgeführt werden müssten sowie zu einem Anstieg von Durchfall, Atemwegsinfektionen und Hautkrankheiten unter den Vertriebenen. Menschen mit Verbrennungen und anderen Wunden wurden nach Angaben eines Mitglieds von Ärzte ohne Grenzen sofort wieder aus den Krankenhäusern im Gazastreifen entlassen, weil diese zu überlastet seien. Außerdem gebe es Flüchtlingslager im Gazastreifen, in denen sich 50.000 Menschen ein paar wenige Toiletten teilen müssten und in denen es Wasser nur alle zwölf Stunden für ein paar Stunden lang gebe, außerdem würden junge Patienten mit schweren Verletzungen in ihnen herumlaufen.
Am 16. November 2023 erklärte das Welternährungsprogramm der Vereinten Nationen (WFP), dass seit Beginn des Konfliktes nur 10 Prozent der für die Bevölkerung benötigten Lebensmittel in den Gazastreifen gelangt seien, wodurch der Gazastreifen sich mit einer massiven Nahrungsmittellücke und weitverbreitetem Hunger konfrontiert sehe.
Am 10. November 2023 wurde durch die WHO berichtet, dass 20 der 36 Krankenhäuser im Gazastreifen aufgrund von Zerstörung und Mangel an medizinischem Material den Betrieb hätten einstellen müssen. Mit Stand von Ende Dezember 2023 konnten die letzten noch funktionsfähigen Krankenhäuser für die Behandlung der mehr als 50.000 Verletzten kaum noch mit Strom, Nahrungsmitteln und anderem Notwendigem versorgt werden. Wie der Nothilfeorganisator der WHO, Sean Casey bereits zuvor warnte, verhungern und verdursten die Menschen im Gazastreifen. Auf 700 Menschen kommt dem Sprecher der Kinderhilfsorganisation UNICEF, James Elder, zufolge eine Toilette; der Zugang zu sauberem Trinkwasser liege bei 5 Prozent. Laut WHO wurden seit Mitte Oktober 2023 aus dem Kriegsgebiet 100.000 Durchfallerkrankungen gemeldet, die Hälfte bei Kleinkindern unter fünf Jahren – 25-mal so viele wie vor dem Gazakrieg. Ähnlich rasant nimmt laut WHO aufgrund der katastrophalen Verhältnisse die Zahl der Erkrankungen an Lungenentzündungen und Hepatitis im Gazastreifen zu.
Unter den Binnenflüchtlingen im Gazastreifen und den noch in ihren Wohnorten verbliebenen Palästinensern befanden sich Mitte Dezember 2023 nach UN-Schätzungen rund 50.000 Schwangere – täglich werden dort mehr als 180 Kinder geboren. Laut einer Mitteilung des UN-Palästinenserhilfswerk UNRWA vom Dezember 2023 unternehmen Ärzte und Hebammen in den noch einsatzfähigen UNRWA-Gesundheitszentren Gazas ihr Möglichstes, um Hochrisiko-Schwangere ausreichend zu betreuen.
Wie der Leiter des UN-Palästinenserhilfswerk UNRWA, Philippe Lazzarini, nach einem Aufenthalt im Gazastreifen Mitte Januar 2024 berichtete, hätten sich die Lebensumstände dort weiter verschlechtert: Hunderttausende Menschen lebten auf der Straße und schliefen auf Betonböden. Die Unterkünfte der Hilfsorganisation seien überfüllt und die sanitäre Ausstattung schlecht. Mancherorts hätten Frauen fast aufgehört zu essen oder zu trinken, weil sie die schmutzigen Toiletten nicht benutzen wollten. Durchfall und Hautkrankheiten breiteten sich schnell aus.
Laut der Sprecherin für das WFP, Abeer Etefa, hat sich die Lage der hungernden Menschen im Gazastreifen auch im Januar 2024 nicht verbessert, sie sprach von einer drohenden Hungersnot. Zwar seien genug Nahrungsmittel an den Grenzen vorhanden, um die zwei Millionen Menschen im Gazastreifen einen Monat ausreichend zu versorgen, wegen der andauernden Kampfhandlungen sei es jedoch nicht möglich die bereitstehenden Nahrungsmittel innerhalb des umkämpften Küstenstreifens – insbesondere im Norden Gazas – zu verteilen.
Das israelische Parlament, die Knesset, beschloss am 28. Oktober 2024, dass das UN-Palästinenserhilfswerk UNRWA seine Aktivitäten auf israelischem Staatsgebiet im kommenden Jahr einstellen muss. Damit wäre Mitarbeitern der UN-Hilfsorganisation der Zugang zu den an Israel angrenzenden autonomen Palästinensergebieten von israelischen Staatsgebiet aus verwehrt. Der Beschluss des israelischen Parlaments wurde damit begründet, dass Mitarbeiter der UN-Hilfsorganisation UNRWA an gegen Israel gerichtete Aktivitäten terroristischer Organisationen – u. a. am Terrorangriff der Hamas auf Israel 2023 – beteiligt gewesen seien. Ein im April 2024 veröffentlichter Prüfbericht, der von unabhängigen Experten unter Leitung der ehemaligen französischen Außenministerin Catherine Colonna erstellt wurde und israelische Vorwürfe gegen insgesamt zwölf UNRWA-Mitarbeiter untersuchte, teilte diese Einschätzung nicht. Der UN-Sicherheitsrat sprach sich mit seltener Einstimmigkeit gegen den Beschluss des israelischen Parlaments aus. Eine Unterbrechung der Arbeit des Hilfswerks hätte „schwerwiegende humanitäre Folgen“. Laut UNRWA-Leiter Philippe Lazzarini sind etwa zwei Millionen Palästinenser in den palästinensischen Autonomiegebieten auf die lebenswichtige Hilfe des UNRWA angewiesen. Die Einstellung der Hilfeleistungen würde insbesondere im Gazastreifen die Lage der Menschen, die „seit mehr als einem Jahr durch die Hölle gehen“, weiter verschlimmern. UN-Generalsekretär António Guterres sagte, die Welt müsse handeln, um die „ethnische Säuberung“ des Gazastreifens zu verhindern.
Im Dezember 2024 meldete UNRWA fehlende Unterkünfte, Decken und Matratzen für die Vertriebenen im Gazastreifen, die zu diesem Zeitpunkt bereits 90 Prozent der Bevölkerung ausmachten. Die Folge sei, dass es den Menschen erschwert werde, bei den kalten Temperaturen nachts zu schlafen. Es komme zu Toten durch Unterkühlung. Laut dem Nachrichtensender CNN starben binnen einer Woche vier Kleinkinder an Unterkühlung.
Allein im Monat Juli 2025 sind laut WHO 63 Menschen in Gaza verhungert, darunter 24 Kinder; über 19.000 Kinder zwischen sechs Monaten und fünf Jahren wurden 1. Halbjahr 2025 wegen Unterernährung behandelt. UNRWA-Generalkommissar Philippe Lazzarini sprach aufgrund der Situation von „wandelnde[n] Leichen“. UNRWA zufolge leidet jedes fünfte Kind in Gaza unter Mangelernährung. Martin Frick vom Welternährungsprogramm beschrieb die Lage als die „Hölle auf Erden“: Menschen seien ausgehungert und entkräftet, Kinder würden vor den Augen ihrer Eltern zusammenbrechen. Die IPC-Initiative (Integrated Food Security Phase Classification), die den Gazastreifen bisher mit der zweihöchsten Warnstufe „Humanitärer Notfall“ einstufte, warnte im Juli 2025, dass für Teile des Gazastreifens bereits Kriterien der höchsten Stufe „Hungersnot“ erfüllt seien. Mehr als eine halbe Million Menschen (ein Viertel der Bevölkerung) erlebe „hungersnotähnliche Bedingungen“. Dabei erschweren fehlende Zugriffsmöglichkeiten sowie die Hamas-Kontrolle der Behörden, dass unabhängige, umfassende Daten erhoben werden können.
Die seit Mai 2025 für die Verteilung der Hilfsgüter zuständige Gaza Humanitarian Foundation wurde von Martin Mogge von der Welthungerhilfe als „vollkommen unausreichend“ kritisiert. Die Vereinten Nationen und andere Hilfsorganisationen äußerten starke Zweifel an der Effektivität der humanitären Hilfe durch die Foundation. Es kam immer wieder zu Gewalt durch das Militär während der Verteilung von Hilfsgütern. Israel rechtfertigte die Einschränkung der humanitären Hilfe und die Einrichtung der privaten Gaza Humanitarian Foundation mit der Behauptung, die Hamas habe die bisherige humanitäre Hilfe veruntreut. Im Juli 2025 konnte eine interne Analyse der US-Entwicklungsbehörde USAID keine Hinweise auf eine systematische oder großflächige Veruntreuung von humanitärer Hilfe durch die Hamas in Gaza finden. Die USAID-Analyse stützte sich auf Daten aus verschiedenen Quellen, darunter Partnerorganisationen vor Ort, und kommt zu dem Schluss, dass es zwar vereinzelt zu Missbrauch kommen könne, aber keine Belege für eine organisierte oder weitreichende Umleitung von Hilfsgütern durch Hamas vorliegen.
Eine Recherche der Zeit beschrieb das Gesundheitssystem im Juli 2025 als „zusammengebrochen“ und nicht mehr existierend. Keine Klinik sei mehr voll funktionsfähig. Die wenigen Verbleibenden seien „völlig überlastet“ und zum Beispiel nur noch zu einer notdürftigen Versorgung in der Lage. Das medizinische Personal riskiere, beschossen und getötet zu werden. Immer wieder komme es zu Verhaftungen durch die Streitkräfte.

#### Situation im Süden Gazas
Seit dem 21. Oktober 2023 ist die Grenze zu Ägypten wieder geöffnet. Im Schnitt passieren nicht wie vor Beginn des Gazakriegs rund 500 Lastkraftwagen den Grenzübergang Rafah, sondern nur noch 70 Lkw pro Tag die Grenze, um humanitäre Güter in den Gazastreifen zu bringen.
Israel hat am 15. Dezember 2023 eigenen Angaben zufolge den Grenzübergang Kerem Schalom nach Gaza für Hilfslieferungen geöffnet. Damit wird laut einer Mitteilung des Büros von Ministerpräsident Netanjahu einer im Geisel-Deal vereinbarten Verpflichtung entsprochen, die als Bedingung für die Freilassung von Geiseln vorsieht, dass täglich 200 Lastwagen mit Hilfsgütern die Grenze in den dicht besiedelten Gazastreifen passieren.
Anfang Januar 2024 warf die WHO der israelischen Armee „skrupellose“ Angriffe auf ein Krankenhaus in der derzeit im Süden Gazas umkämpften Stadt Chan Yunis vor. Nach Angaben des palästinensischen Rettungsdienstes Roter Halbmond seien bei den Angriffen mindestens fünf Zivilisten getötet worden, darunter ein fünf Tage alter Säugling.
Im Dezember 2023 hatten die israelischen Streitkräfte Al-Mawasi als eines der einzigen „sicheren Gebiete“ im Süden des Gazastreifens ausgewiesen. Hunderttausende Palästinenser waren aus den umkämpften Gebieten Gazas 2023 dorthin geflohen, um den Krieg dort zu überleben; sie fanden einen kargen Landstreifen ohne grundlegende Ressourcen wie Nahrung, Wasser oder sanitäre Einrichtungen vor.
In der südlichsten Stadt Gazas, in Rafah, hatten vor dem Gazakrieg 280.000 Menschen gelebt. Ende Dezember 2023 drängten sich dort auf immer kleiner werdenden Raum über eine Million Menschen. Wie der UNRWA-Chef Tom White im Dezember 2023 berichtete, wurden in Rafah „immer mehr Menschen zusammengetrieben, während auch diese Stadt fortwährend weiter bombardiert wird.“ Auch in Rafah reiche weder die Wasserversorgung noch die Kanalisation und nicht einmal der Platz zum Aufstellen von Zelten für die Flüchtlinge aus.
Der Chef der Weltgesundheitsorganisation Tedros Adhanom Ghebreyesus warnte am 27. Januar 2024 vor einem Kollaps des Nasser-Krankenhauses in der zu dieser Zeit heftig umkämpften Stadt Chan Yunis; dem Krankenhaus gingen Treibstoff, Nahrungsmittel und andere Vorräte aus. Wegen der Kämpfe seien Hunderte Patienten und Klinikmitarbeiter geflohen und die Lieferungen von Nachschub seien schwierig. Derzeit befänden sich 350 Patienten und 5000 Binnenflüchtlinge aus anderen Gegenden Gazas in der Klinik. UN-Angaben zufolge haben dort etwa 18.000 Geflüchtete Schutz gesucht. Die Hilfsorganisation Ärzte ohne Grenzen teilte mit, dass die medizinische Versorgung im Nasser-Krankenhaus im Wesentlichen zusammengebrochen sei. Die Klinik sei die größte noch funktionierende Gesundheitseinrichtung im Gazastreifen.
Die IDF teilte in der Nacht vom 25./26. Januar 2024 mit, dass sie mit deren Direktoren sowie dem medizinischen Personal vor Ort in Kontakt seien, um den Betrieb im Nasser-Krankenhaus und im Amal-Krankenhaus in Chan Yunis sicherzustellen. Vor den Einsätzen gegen die Hamas in der Gegend sei zudem sichergestellt worden, dass beide Krankenhäuser mit ausreichend Treibstoff und Vorräten versorgt worden seien. Nach Darstellung der IDF sei die israelische Armee nicht dazu verpflichtet, die Menschen aus den beiden Kliniken in Sicherheit zu bringen. Viele Menschen haben sich laut IDF aber freiwillig dafür entschieden, die Krankenhäuser zu verlassen. Für sie gebe es einen Fluchtkorridor. Laut Mitteilung des für Gaza zuständigen Direktors des UN-Palästinenserhilfswerks UNRWA, Thomas White, vom 25. Januar 2024 seien die beiden Kliniken umstellt. Die IDF hingegen wiesen Berichte über Belagerungen oder Angriffe auf die beiden Krankenhäuser als „eklatante Fehlinformationen“ zurück.
Wie die IDF am 13. März 2024 bekannt gab, sollte ein Großteil der 1,4 Millionen Binnenflüchtlinge, die sich z. Z. in der Stadt Rafah aufhielten, noch vor dem Beginn des in der Stadt geplante Angriffs auf die Hamas evakuiert werden. Laut IDF-Militärsprecher Daniel Hagari sollte die Evakuierung der Palästinenser im Vorfeld der geplanten Offensive in ausgewiesene „humanitäre Inseln“ (englisch „humanitarian islands“) im Zentrum Gazas in Abstimmung mit internationalen Akteuren (englisch „in coordination with international actors“) erfolgen. In Rafah befanden sich laut Hagari zu dem Zeitpunkt noch vier Bataillone der Hamas.

#### Situation im Norden und in der Mitte Gazas
Die überwiegende Mehrheit der Zivilbevölkerung verließ den Norden des Gazastreifens, nachdem Israel die Bewohner aufgefordert hatte, nach Süden zu fliehen, da die IDF sich zu Beginn der Bodenoffensive zunächst auf den Norden Gazas als Operationsgebiet konzentriert hatten. Nach Angaben der WHO gibt es seit Ende Dezember 2023 kein betriebsfähiges Krankenhaus im Norden Gazas mehr – es fehle an Treibstoff, Mitarbeitern und Materialien. Auch das letzte Krankenhaus, die Al-Ahli-Klinik, sei nur noch minimal funktionsfähig.
Im nördlichen Teil des Gazastreifens wurde eine Hungersnot befürchtet. Das Welternährungsprogramm (WFP), das Kinderhilfswerk der Vereinten Nationen (UNICEF) und die Weltgesundheitsorganisation (WHO) forderten in einer gemeinsamen Erklärung Israel dazu auf, zusätzlich zum Grenzübergang Kerem Schalom und dem Grenzübergang Rafah auch den dringend für humanitäre Hilfslieferungen in den Norden Gazas benötigten Hafen von Aschdod zur Verfügung zu stellen. Die Hilfsorganisationen wiesen darauf hin, dass die Nutzung des Hafens es ermöglichen würde, wesentlich größere Mengen an Hilfsgütern in den schwer betroffenen Norden Gazas zu transportieren, den bisher nur wenige Konvois erreichen konnten.
Am 29. Februar 2024 kam in Gaza-Stadt zu einem Ansturm der hungernden Menschen auf einen eintreffenden Hilfskonvoi. Nachdem rund 30 Lastwagen am frühen Morgen Gaza-Stadt angekommen waren, seien Tausenden auf diese zugestürmt. Bewaffnete Palästinenser sollen auf einige der Lastwagen geschossen haben. Daraufhin sollen israelischen Soldaten zunächst Warnschüsse abgegeben, um die Menschen aufzuhalten. Auf diejenigen aber, die sich den Soldaten trotzdem genähert hätten, seien von den Soldaten Schüsse auf die Beine abgegeben worden. Augenzeugen gaben an, dass es Schüsse von israelischen Soldaten auf Plünderer gegeben habe, die sich gewaltsam Mehl und Konservendosen aus den Lastwagen des Hilfskonvois holen wollten. Die Gesundheitsbehörde Gazas meldete mehr als 100 Tote bei dem Zwischenfall, während nach israelischen Angaben mindestens 24 Menschen durch Rempeleien und Getrampel getötet worden seien und es zudem zahlreiche Verletzte gegeben hätte.
In einer gemeinsamen Erklärung beschrieben die Organisationsleiter des Ständigen interinstitutionellen Ausschusses der Vereinten Nationen (IASC) die Situation in Norden Gazas Ende Oktober 2024 als „apokalyptisch“. Das Gebiet werde seit fast einem Monat belagert, grundlegende Hilfe und lebensrettende Güter würden verweigert, während die Bombardierung und andere Angriffe andauerten. Allein in den letzten Tagen seien Hunderte von Palästinensern, die meisten davon Frauen und Kinder, getötet worden, Tausende seien erneut vertrieben worden. Die gesamte palästinensische Bevölkerung im nördlichen Gazastreifen sei in unmittelbarer Gefahr, an Krankheiten, Hunger und Gewalt zu sterben.
Laut Angaben der NRC Flüchtlingshilfe (NRC) hat deren Generalsekretär, Jan Egeland, nach einem Besuch in Gaza-Stadt und in anderen urbanen Gebieten im Norden und im Zentrum Gazas Anfang November 2024 die Lage der dort verbliebenen Zivilbevölkerung als unvorstellbar schlimm eingeschätzt: „Die komplette Zerstörung, die ich in dieser Woche in der Stadt Gaza und anderen urbanen Gebieten des nördlichen und zentralen Gazastreifens gesehen habe, ist schlimmer als alles, was ich mir als ein langjähriger Helfer vorstellen kann.“ Weiter heißt es, dass Jan Egeland berichtet habe, dass sich die Lage der Zivilbevölkerung in den genannten Gebieten Gazas seit dessen letzten Besuch dort, im Februar 2024, drastisch verschlechtert habe. Was er im Norden Gazas gesehen habe, sei eine gebrochene Bevölkerung, die seit Tagen ohne Nahrung gewesen sei und nirgendwo Trinkwasser finden könne. Einige Familien hätten nicht einmal ihre Toten begraben können – eine Szene absoluten Verzweiflung folge der anderen.
Am 8. November 2024 forderten internationale Experten für Ernährungssicherheit in einem Aufruf der IPC-Initiative für die Analyse von Nahrungskrisen alle am laufenden Gazakrieg beteiligten Staaten und Organisationen und solche die auf dessen Verlauf Einfluss haben auf, eine „unmittelbar bevorstehende Hungersnot“ im umkämpften Norden Gazas abzuwenden.
Im Dezember 2024 zerstörte Israel das letzte noch funktionierende Krankenhaus im Norden Gazas. Die Patienten wurden in ein weiteres, allerdings bereits funktionsuntüchtiges Krankenhaus evakuiert. Die WHO verurteilte die Angriffe Israels auf das Krankenhaus und unterstrich, dass damit die medizinische Versorgung für die Menschen in Nordgaza zum Erliegen komme.

#### Maßnahmen zur Eindämmung der humanitären Krise
Zur Abwendung einer Hungersnot wurden anfänglich Lebensmittel lediglich aus der Luft über dem u. a. kriegsbedingt auf dem Land- und Seeweg schwer zugänglichen Gazastreifen abgeworfen; Hilfsorganisationen kritisierten dies als unzureichend. Sowohl der Weltsicherheitsrat als auch der Internationale Gerichtshof forderten Israel im März 2024 dazu auf, die Lieferung von Hilfsgütern für die Zivilbevölkerung des Gazastreifens auszubauen. Auf Druck von US-Präsident Joe Biden wurde im April 2024 der Grenzübergang Erez im Norden des Gazastreifens zeitweilig geöffnet, um mehr Hilfslieferungen auch auf dem Landweg zu ermöglichen. Zudem wurde die Nutzung des Hafens der israelischen Stadt Aschdod für Hilfslieferungen erlaubt. Ein von den Vereinigten Staaten im Mai 2024 errichteter temporärer Pier wurde auf Grund des wiederholten Auftretens von Wetterschäden und logistischer Probleme bereits zwei Monaten nach der Inbetriebnahme wieder abgebaut.
Als Sofortmaßnahme zur Abwendung einer Hungersnot warfen die Vereinigten Staaten im März 2024 – wie zuvor bereits Frankreich, Großbritannien und Nordirland, Ägypten und Jordanien – Lebensmittel aus der Luft ab. Nach einem Hintergrundbericht der New York Times war der Anlass, dass die Waffenstillstandsgespräche von Israel und der Hamas in einer Sackgasse steckten. Zum anderen führte der Vorfall bei der Lebensmittellieferung am 29. Februar 2024 und die Luftaufnahmen zum Vorfall bei der US-Regierung zur Einschätzung, dass die Versorgungslage im nördlichen Teil des Gazastreifens sehr schlecht war. Um größere Mengen an Hilfsgütern und Lebensmitteln liefern zu können, ist von den USA die Errichtung eines temporären Hafens geplant. Die Dauer für die Errichtung beträgt ein bis zwei Monate. Stand März 2024 entsandte auch Zypern Schiffe mit humanitären Gütern.
Die Europäische Kommission aktivierte am 12. März 2024 das Katastrophenschutzverfahren der Europäischen Union, um den Menschen im Gazastreifen mehr Hilfe zu bringen. Kommissionspräsidentin Ursula von der Leyen sagte, die Lage vor Ort sei dramatischer denn je und habe nun einen Kipppunkt erreicht. Sie forderte eine Feuerpause. Nur so könne ausreichend humanitäre Hilfe nach Gaza kommen. Udo Bullmann, der Vorsitzende des Menschenrechtsausschusses im EU-Parlament schätzte die Situation vor Ort als „katastrophal“ ein: Die Menschen seien täglich vom Hungertod bedroht; es gebe kaum Wasser oder medizinische Versorgung.

### Materielle Schäden in Gaza

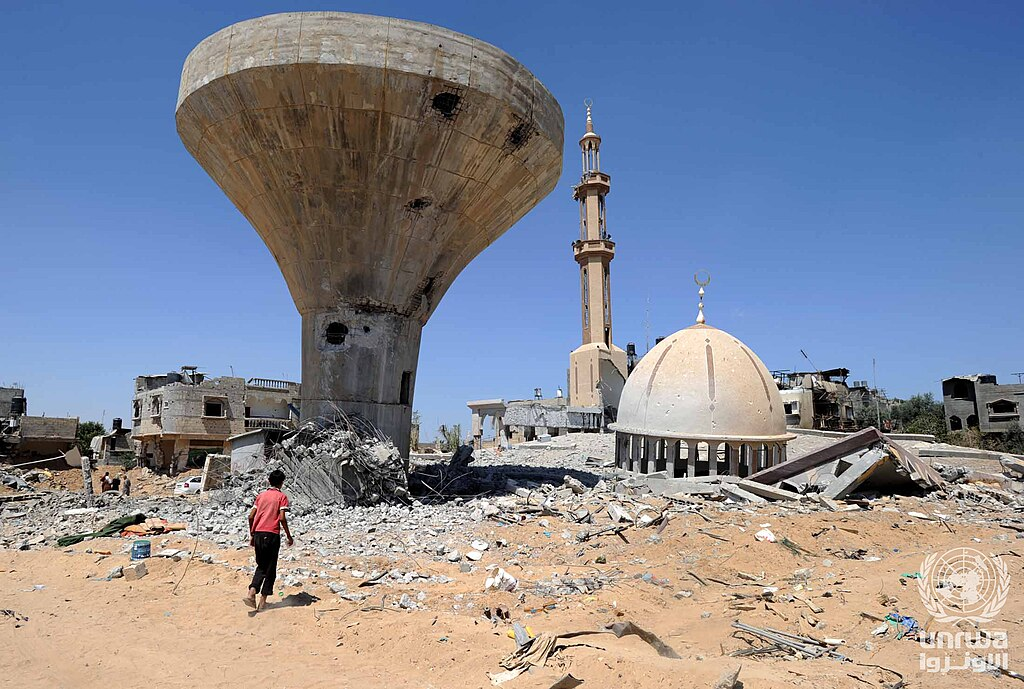
Ein Kind läuft vor einer eingestürzten Moschee und einem beschädigten Wasserturm in Khuza'a im Gazastreifen.

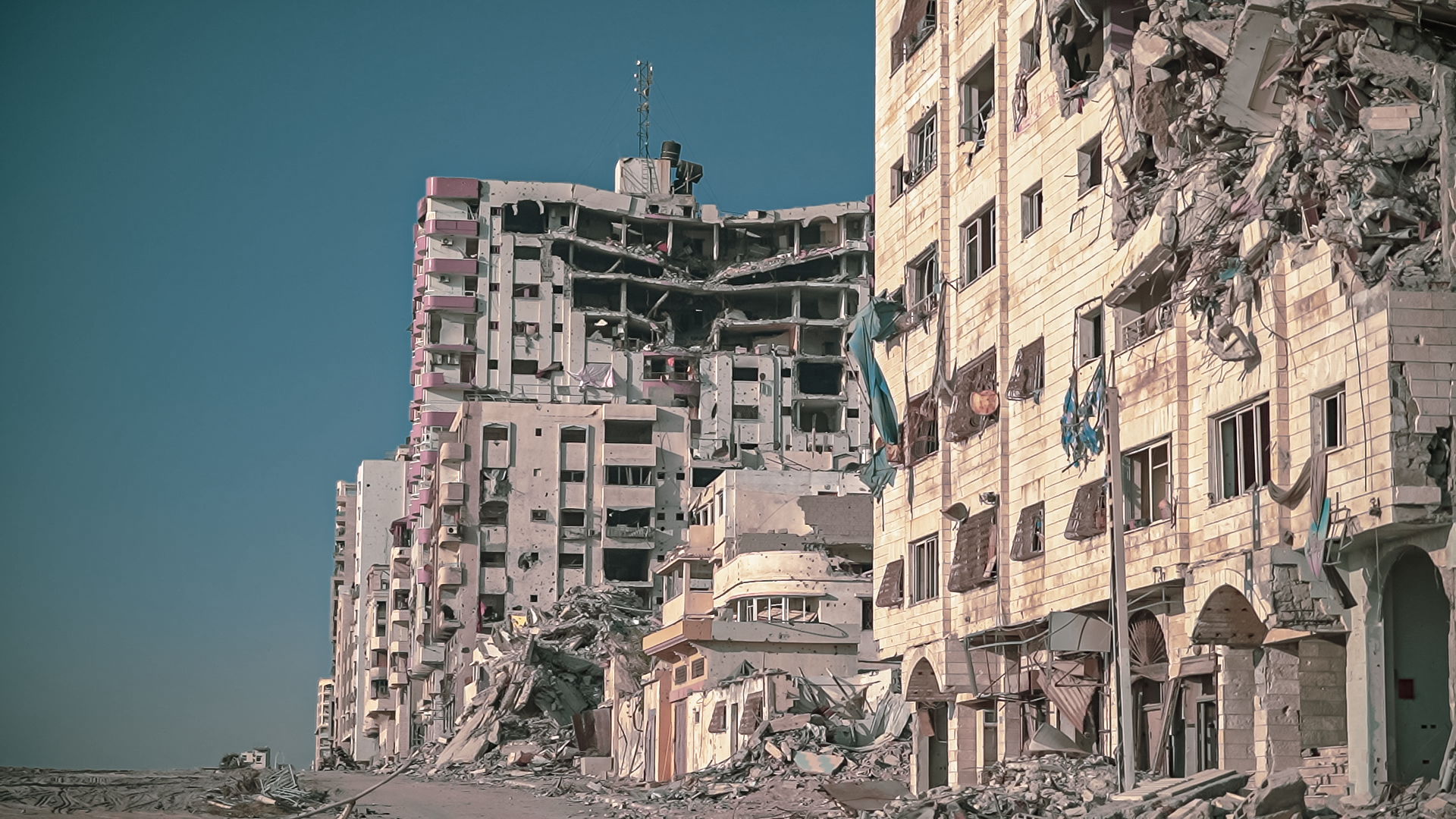
Bombenschäden.

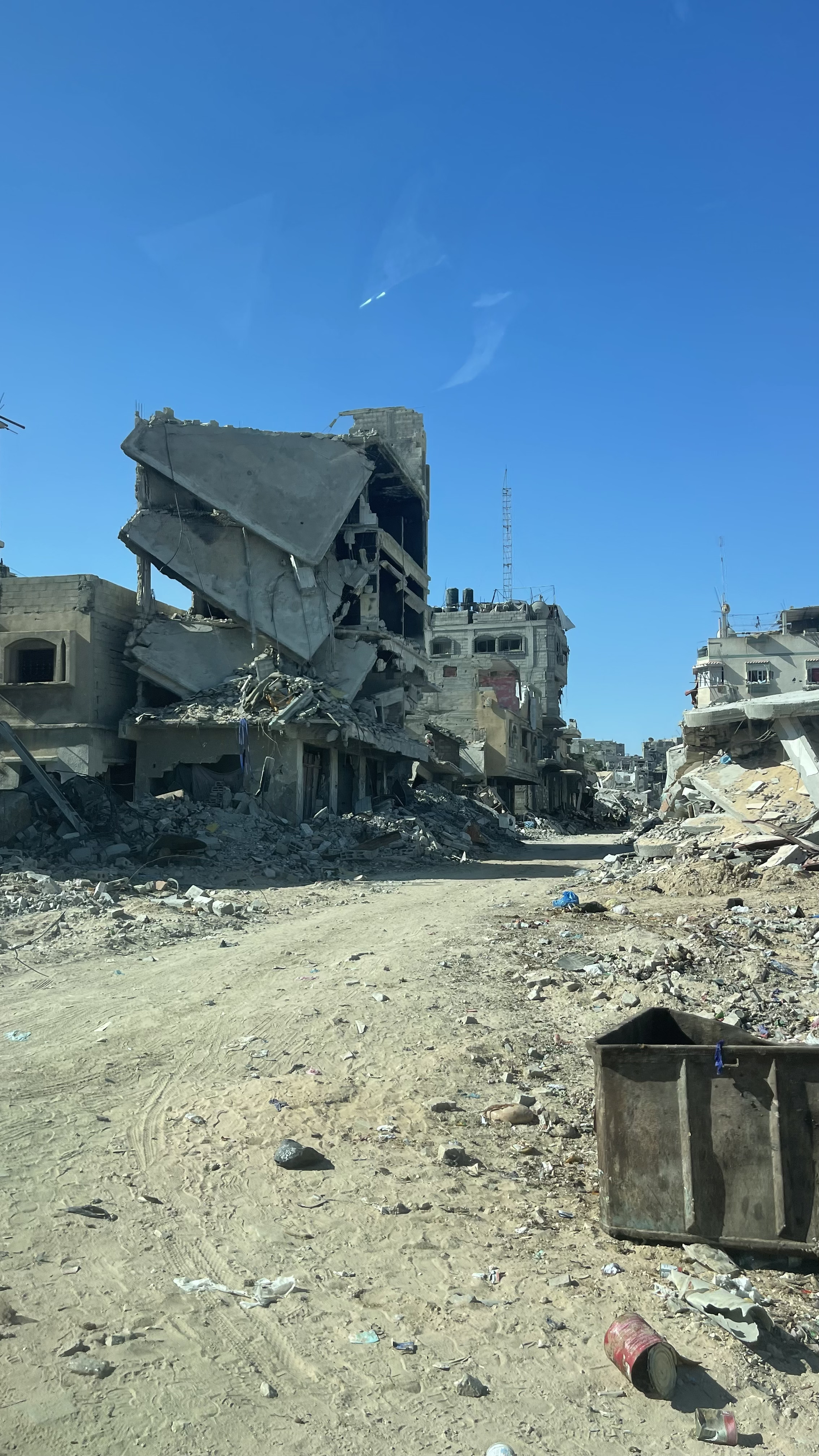
Viele Gebäude sind vollkommen zerstört.

Nach Angaben der Vereinten Nationen (UN) wurde der Gazastreifen seit Beginn des Krieges gegen die Hamas so stark bombardiert, dass knapp ein Fünftel der Infrastruktur zerstört ist (Stand: Ende November 2023). Auf einem am 26. November 2023 aufgenommenen Satellitenbild wurden laut dem Satellitenbeobachtungsprogramm UNOSAT des Ausbildungs- und Forschungsinstituts der Vereinten Nationen 37.379 beschädigte Gebäude identifiziert – davon besonders viele im Norden Gazas  Anm. 3) und in Gaza-Stadt.
Wie das Wall Street Journal unter Berufung auf die US-Geheimdienstbehörde Office of the Director of National Intelligence (ODNI) berichtete, hat die israelische Luftwaffe im Jahr 2023 bis Mitte Dezember 29.000 Bomben über Gaza abgeworfen und dort nahezu 70 Prozent der 439.000 Häuser und Wohnungen beschädigt oder zerstört. Nach Angaben des UN-Satellitenbeobachtungsprogramms UNOSAT waren Ende Januar 2024 ca. 22.000 Gebäude aller Art zerstört, ca. 14.000 wurden schwer und fast 33.000 leicht beschädigt. Betroffen seien fast 94.000 Wohneinheiten. Die US-Universitäten City University of New York und die Oregon State University hatten laut einem BBC-Bericht Anfang Februar 2024 deutlich höhere Zahlen genannt. Auch die Industriezone im Norden Gazas war, wie Die Welt am 31. Dezember 2023 unter Berufung auf eine Analyse der Weltbank berichtete, bereits Mitte Dezember 2023 fast völlig zerstört.
Laut einer Untersuchung der Vereinten Nationen wurden so viele Gebäude und Einrichtungen im Gazastreifen durch Israels Militäroperation zerstört, dass sich die Menge an Trümmern (Stand April 2024) auf 37 Millionen Tonnen belaufe. Im Gazastreifen ist nach Schätzung der UN mehr zerstört worden, als in den zwei Kriegsjahren in der gesamten Ukraine. Unter dem Schutt befinden sich laut dem UN-Minenräumdienst Unmas außerdem viele Blindgänger. Auch Asbest sei ein Problem.
Wiederholt sprengte das israelische Militär öffentliche Gebäude im Gazastreifen, die es bereits unter Kontrolle hatte und von denen keine Gefahr mehr ausging, wie die NZZ im Dezember 2023 berichtete. Darunter das Parlament, der Justizpalast, die Fakultät für Medizin an der al-Azhar-Universität und Schulgebäude. Kritiker wie der Friedensaktivist Gershon Baskin sehen darin einen gezielten Angriff auf Symbole der palästinensischen Souveränität. UNRWA kritisiert das Vorgehen ebenfalls und verweist auf das Völkerrecht, wonach öffentliche Einrichtungen geschützt seien.

### Inhaftierte Palästinenser
Am 7. August 2023 befanden befanden sich rund 1100 Menschen in israelischen Gefängnissen in Administrativhaft. Nach dem Terrorangriff der Hamas auf Israel am 7. Oktober 2023 wurden vom israelischen Militär in großer Zahl Palästinenser in den palästinensischen Autonomiegebieten Westjordanland und Ostjerusalem verhaftet. Hinzu kamen zahlreiche Palästinenser, welche die israelische Armee im Kriegsgebiet Gazastreifen aus Verdacht, es handele sich um „illegale Kämpfer“, in Administrativhaft genommen hat und die teilweise in umgerüsteten Militärbasen interniert wurden. Nach Angaben palästinensischer und israelischer Nichtregierungsorganisationen wie B’tselem sind gegenwärtig über 10.000 Palästinenser in Israel inhaftiert, davon 3340 ohne Anklage oder Gerichtsverfahren. Nach Angaben der israelischen Gefängnisverwaltung befanden sich Mitte November 2024 rund 3.400 Palästinenser/-innen ohne Anklage in israelischer Administrativhaft. Haftgründe seien unter anderem die Teilnahme an Protesten gegen den Bau jüdischer Siedlungen im Westjordanland oder gegen den Siedlungsbau gerichtete Beiträge in sozialen Medien gewesen. Kinder seien inhaftiert worden, weil sie Steine auf Soldaten der Israelischen Armee geworfen haben sollen.

### Binnenvertriebene in Israel
Stand 23. Oktober 2023 gab es laut einem israelischen Regierungssprecher mehr als 200.000 israelische Binnenvertriebene, die Hälfte davon aus mindestens 105 Gemeinden in der Nähe der Grenzen zum Gazastreifen und zum Libanon. Diese seien von der Regierung aufgefordert worden, das Gebiet zu verlassen. Die andere Hälfte habe die frontnahen Gebiete aus eigenem Entschluss verlassen. In Ramat Gan wurde eine Zeltstadt für Menschen errichtet, die aus dem Süden oder Norden Israels vertrieben wurden. In Eilat wurde eine Zeltstadt für Vertriebene vorbereitet. Am 6. November 2023 wurde bekanntgegeben, dass bislang etwa 130.000 Israelis evakuiert worden seien und weitere rund 120.000 Israelis freiwillig die nördlichen und südlichen Grenzgebiete verlassen hätten. 2024 gab es noch 135.000 Binnenvertriebene in Israel.

### Schäden durch Raketen in Israel
Der massenhafte Raketenbeschuss der Hamas am 7. Oktober 2023 überforderte die israelische Luftabwehr (ein sogenannter „Sättigungsangriff“). Es kam zu Raketeneinschlägen mit Sachschäden und/oder Verletzten unter anderem in den Städten Aschkelon, Rischon LeZion und Tel Aviv sowie dem Jerusalemer Vorort Mewasseret Zion. Auch danach wurden noch Raketen aus Gaza abgefeuert. Zwischen Oktober 2023 und März 2024 erreichten Israel schätzungsweise 12.000 Raketen, die größtenteils aber abgefangen wurden. Durch den Raketenbeschuss starben 15 Zivilisten und 700 wurden verletzt.
Die Raketenangriffe des Irans im Juni 2025 steckten Autos in Brand und beschädigten Häuser, darunter laut israelischen Medien auch ein Schulgebäude. Ende Juni kam es in einigen Orten im Süden des Landes zu Stromausfällen, da eine wichtige Infrastrukturanlage getroffen wurde.

### Psychische Traumata israelischer Soldaten
Yair Bar-Haim vom National Center for Trauma and Resilience der Universität Tel Aviv warnte im Mai 2025 vor einem psychischen Gesundheits-Notstand in Israel. Etwa 12 % der Reservisten, die nach einem Einsatz in Gaza aus dem Militärdienst entlassen wurden, zeigen einer Studie zufolge signifikante Anzeichen einer posttraumatischen Belastungsstörung.

## Vorwürfe wegen Kriegsverbrechen und Völkermords
Die Ständige Faktfindungsmission der Vereinten Nationen zum Israel-Palästina-Konflikt berichtete, es gebe eindeutige Beweise dafür, dass Kriegsverbrechen von beiden Seiten begangen worden sein könnten. Die Nichtregierungsorganisationen Human Rights Watch (HRW) und Amnesty International (AI) sowie die Sonderberichterstatter der Vereinten Nationen erklärten, dass sowohl das Verhalten der Hamas als auch Israels im Krieg Kriegsverbrechen darstellten.

### Hamas und palästinensische militante Gruppen
Während des Angriffs auf Israel am 7. Oktober 2023 drangen Hamas und andere bewaffnete palästinensische Gruppen in Häuser Dutzender Dörfer ein, erschossen massenhaft Zivilisten oder ermordeten sie auf andere Weise und nahmen zahlreiche israelische Zivilisten als Geiseln nach Gaza. Laut Human Rights Watch stellt das gezielte Angreifen von Zivilisten, willkürliche Angriffe auf und die Geiselnahme von Zivilisten Kriegsverbrechen nach dem humanitären Völkerrecht dar. Diese Handlungen wurden von Rechtsexperten als Kriegsverbrechen und vermutlich als Verbrechen gegen die Menschlichkeit beschrieben. Der Angriff palästinensischer Gruppen wurde von der israelischen Regierung als Kriegsverbrechen eingestuft. Der Schweizer Völkerrechtler Oliver Diggelmann wertete den Großangriff der Hamas auf Israel als „bestialisches Kriegsverbrechen“, bei dem es sowohl Enthauptungen wie beim Islamischen Staat gegeben habe als auch Massaker an Kindern. Die auch nach dem 7. Oktober fortgesetzten Raketenangriffe auf israelische Städte und Dörfer werden ebenfalls nahezu einhellig als Kriegsverbrechen gewertet.
Der Völkerrechtler Stefan Talmon beurteilte das massenhafte Morden der Hamas während des Angriffs auf Israel am 7. Oktober 2023 als Völkermord. „Denn die Hamas will das jüdische Volk als Ganzes vernichten.“ Dieser Einschätzung schlossen sich mehr als 250 Juristen in einem Offenen Brief weltweit an. Laut dem israelischen Militärhistoriker Danny Orbach war die Absicht der Hamas für den Angriff genozidal, und er warnte im Oktober 2023 vor einem „zweiten Holocaust“. Gideon Greif setzte den Angriff der Hamas mit dem Holocaust gleich, wie auch weitere Historiker, die laut Joseph Croitoru unter dem Eindruck der Gräueltaten der Hamas bekannten, ihre Meinung bezüglich der Unvergleichbarkeit der Judenvernichtung revidiert zu haben. Die Historiker Omer Bartov, Christopher R. Browning, Jane Caplan, Debórah Dwork, David Feldman et al. weisen die Vergleiche mit dem Nationalsozialismus und dem Holocaust allerdings zurück. Die Bedingungen seien heute andere, und der Antisemitismus sowie die Gewalt in der Region Israel-Palästina habe heute andere Ursachen.
Opfer der Kriegsverbrechen der Hamas sind nicht nur Israelis, sondern auch die eigene Bevölkerung. Diese wird von der Hamas als Geisel gehalten. Dieser Missbrauch als menschliche Schutzschilde stellt gemäß der deutsch-schweizerischen Völkerrechtlerin Anne Peters ebenfalls ein Kriegsverbrechen dar. Äußerungen der Hamasführer Haniyya und Sinwar zeigen zudem, dass die zivilen Opfer auf palästinensischer Seite von der Hamas zumindest billigend in Kauf genommen werden. So hat Haniyya im Oktober 2023 geäußert: „Das Blut der Frauen, Kinder und Alten – wir sind diejenigen, die dieses Blut brauchen, damit es in uns Entschlossenheit erweckt (…).“
Des Weiteren gab es Vorwürfe über Misshandlungen und sexualisierte Gewalt an den Geiseln, die die Hamas aus Israel verschleppte, siehe dazu: Geiselnahmen der Hamas während des Terrorangriffs auf Israel 2023# Misshandlungen und sexualisierte Gewalt

### Vorwürfe gegen Israel
Der Völkerrechtler William Schabas sprach gegen Ende Oktober 2023 als einer der ersten Experten von einem „ernsthaften Risiko eines Völkermords“ im Gazastreifen. Im Dezember darauf sprach Barry Trachtenger, Professor für jüdische Geschichte an der Wake Forest University, in einem Webinar von dem seines Erachtens „laufenden Völkermord an den Palästinensern in Gaza“. Er warnte vor der „Logik des ewigen Antisemitismus“, die dazu benutzt werde, Kritiker des Zionismus als „Feinde des jüdischen Volkes“ hinzustellen.
Im Zuge der israelischen Bombardierungen und der vollständigen Blockade des Gazastreifens, darunter auch der Einstellung der Lieferung von Wasser und Nahrung für die Zivilbevölkerung von Israel aus, schrieb der israelische Genozidforscher Raz Segal am 13. Oktober 2023 in der Jewish Currents von einem „Fall von Völkermord aus dem Lehrbuch“ und stellte das Vorgehen in den Kontext der Nakba, der Vertreibung der Palästinenser im Zuge der israelischen Staatsgründung 1948. Segal wurde für seine Artikel teilweise scharf kritisiert.
Über 800 Akademiker unterzeichneten bis Mitte November 2023 einen Brief, der vor der Möglichkeit eines Völkermords in Gaza warnte. Der israelisch-amerikanische Historiker Omer Bartov schrieb am 10. November 2023 in der New York Times, Israel stünde hart am Rande des Genozids. Demgegenüber sah der Direktor des Instituts für Völkerrecht an der Rheinische Friedrich-Wilhelms-Universität Bonn, Matthias Herdegen, im November 2023 die Rechtsverstöße „allesamt“ auf der Seite der Hamas.
Ein Artikel in Zeit Online wies im November 2023 darauf hin, dass Vertretern von Israels Militär oder Regierung eine Vernichtungsabsicht gegenüber den Palästinensern als ethnischer Gruppe nachgewiesen werden müsse, um Genozid strafrechtlich zu ahnden. „Diese Intention sehen die meisten Experten nicht.“ Jürgen Habermas, Nicole Deitelhoff, Rainer Forst und Klaus Günther betonten am 13. November 2023, dass der Gegenschlag Israels infolge des Massakers der Hamas vom 7. Oktober in der erklärten Absicht, jüdisches Leben generell zu vernichten, „prinzipiell gerechtfertigt“ sei. Die Maßstäbe der Beurteilung würden „vollends verrutschen“, wenn dem israelischen Vorgehen genozidale Absichten zugeschrieben werden. Die Erklärung der Intellektuellen um Habermas wurde von einer Gruppe von über 100 Intellektuellen, u. a. Adam Tooze, Diedrich Diederichsen und Beate Roessler, eine Woche später schwer kritisiert: Die Unterzeichner zeigten sich „tief beunruhigt“ („deeply troubled“) über die Grenzen der Solidarität, die in dem Statement zum Ausdruck komme: Die Sorge um die Menschenwürde werde nicht in gleichem Maße auf die Palästinenser ausgedehnt, die Tod und Zerstörung ins Auge sehen müssten.
Als Israel zu Beginn des Krieges eine Million Einwohner Nordgazas dazu aufrief, binnen 24 Stunden die Region zu verlassen, wurden Vorwürfe laut, dies sei als rechtswidrige Vertreibung oder Überführung ein Kriegsverbrechen. Matthias Herdegen wies diese Vorwürfe im November 2023 hingegen als „abenteuerlich“ zurück. Es werde von ethnischer Säuberung oder Massenaustreibungen gesprochen. Das seien Formen der Diskussion, die das Völkerrecht und das tatsächliche Geschehen geradezu pervertierten. Auch der deutsch-britische Völkerrechtler Stefan Talmon wies darauf hin, dass die von Israel geforderte Evakuierung des nördlichen Gazastreifens nicht völkerrechtswidrig gewesen sei, da es sich um eine Maßnahme zum Schutze der Zivilbevölkerung handelte. Ferner würde es sich bei den zivilen Objekten, die von der Hamas militärisch genutzt werden, um legitime militärische Ziele handeln. Verboten wäre nur der bewusste, vorsätzliche Angriff auf Zivilisten zum alleinigen Zweck, Menschen zu töten und Terror zu verbreiten. Der Vorwurf tatsächlicher oder auch nur vermeintlicher Kriegsverbrechen diene im Konflikt auch als politische Waffe.
Anlässlich des Antrags der Anklagebehörde des Internationalen Strafgerichtshofs auf Haftbefehl gegen den israelischen Premier- und den Verteidigungsminister sowie gleichzeitig gegen Führer der Hamas im Mai 2024 schrieb Herdegen: „Kein Zweifel: Aushungern und Angriffe direkt gegen die Zivilbevölkerung sind Kriegsverbrechen und Verbrechen gegen die Menschlichkeit.“ […] „Dass die israelische Regierung die Zivilbevölkerung gezielt bekämpft, ist trotz allem unsäglichen Leiden der Menschen in Gaza, einzelner schwerer Übergriffe und maßlosen Ausfällen mancher israelischer Politiker nicht erkennbar.“ Demgegenüber sagte William Schabas im Januar 2024 anlässlich einer Völkermordklage Südafrikas gegen Israel vor dem Internationalen Gerichtshof, es lägen inzwischen noch überzeugendere Indizien vor, dass Israel nicht das Ziel habe, die Hamas zu besiegen, sondern vielmehr, die Bevölkerung des Gazastreifens zu entwurzeln oder auszulöschen. Unter Verweis auf dehumanisierende Äußerungen israelischer Politiker und die Zerstörung von Infrastruktur in Gaza äußerte er, die Klage gegen Israel sei von allen derzeit am Internationalen Gerichtshof anhängigen Verfahren die am besten begründete.
Mehrfach wurde berichtet, tote und lebendige Palästinenser seien absichtlich von schweren israelischen Militärfahrzeugen überfahren worden. Euro-Med Monitor beschrieb diese Praktiken, bei denen Dutzende und vermutlich Hunderte von Palästinensern überfahren wurden, als Kriegsverbrechen. Der traumatisierte Fahrer eines israelischen Militärbulldozers berichtete der Knesset im Juni 2024, Soldaten hätten bei mehreren Gelegenheiten „Hunderte von Terroristen, tot oder lebendig, überfahren müssen“.
In einer Befragung von größtenteils US-amerikanischen Nahost-Forschern zwischen Mai und Juni 2024 gaben 34 % an, dass sie der Einschätzung folgen, Israel begehe in Gaza einen Genozid. Weitere 41 % sahen „schwere, Genozid-ähnliche Kriegsverbrechen“. 16 % sahen Kriegsverbrechen ohne Nähe zu einem Genozid und nur 4 % beschrieben die Militäraktion als „gerechtfertigt im Rahmen des Rechts auf Selbstverteidigung“.
Im August 2024 wurde den israelischen Streitkräften in der israelischen Zeitung Haaretz basierend auf Aussagen israelischer Soldaten und Kommandanten vorgeworfen, sie hätten seit Monaten palästinensische Zivilpersonen als menschliche Schutzschilde eingesetzt. Demnach wurden die Betroffenen verhaftet und anschließend – in israelischer Armeekleidung, mit verbundenen Händen und Bodycam – in Gebäude und Tunnel geschickt, um zu sehen, ob dort Sprengfallen sind. Dies sei mit dem vollen Wissen hochrangiger israelischer Offiziere geschehen, obwohl solche Praktiken offiziell verboten und nach internationalem Recht Kriegsverbrechen sind.
Omer Bartov äußerte im August 2024 die Ansicht, es könne seit spätestens Mai 2024 nicht mehr geleugnet werden, dass Israel im Gazastreifen „systematische Kriegsverbrechen, Verbrechen gegen die Menschlichkeit und völkermörderische Handlungen“ begangen habe, und führte im Oktober 2024 aus, dass es inzwischen „viele Beweise“ dafür gebe, „dass Israel systematisch vorgeht“ und darauf abziele, das „kulturelle Fortbestehen der Palästinenser im Gazastreifen“ zu verunmöglichen. Der israelische Historiker Amos Goldberg sieht ebenfalls eindeutige Beweise für einen Genozid.
Matthias Herdegen äußerte sich im November 2024 ebenfalls besorgt über die „massiven Beschränkungen der Versorgung des Gazastreifens mit Lebensmitteln, Medikamenten und Energie für die Krankenversorgung“, betonte aber, dass der „gezielte Missbrauch der Zivilbevölkerung durch die Hamas als Schutzschild für Kämpfer und militärische Infrastruktur“ eine klare Analyse der Verhältnismäßigkeit auf beispiellose Weise erschwere. In einem UN-Report kritisierte die Rechtswissenschaftlerin Francesca Albanese allerdings, dass Israel die Behauptung, Hamas würde Zivilisten als menschliche Schutzschilde einsetzen, viel zu weitläufig gebrauche und dies grundsätzlich für alle Zivilisten im Gazastreifen annehme. Ein solches Vorgehen sei nicht durch internationales Recht gedeckt, es müsse jeweils im Einzelfall nachgewiesen werden. Israel verschleiere dadurch die Kriegsverbrechen, die es begangen habe.
Auch Papst Franziskus sah Anzeichen für ein Völkermord durch Israel. Im November 2024 erklärte in seinem neuen Buch: „Manchen Experten zufolge hat das, was in Gaza geschieht, die Merkmale eines Völkermords. Es sollte sorgfältig untersucht werden, um festzustellen, ob es der von Juristen und internationalen Gremien formulierten technischen Definition entspricht“.
Am 14. November 2024 veröffentlichte Human Rights Watch einen 154 Seiten starken Bericht, in dem die Organisation Israel systematische Vertreibungen und „ethnische Säuberungen“ vorwarf. Dem Schutz der Zivilbevölkerung, zu dem das humanitäre Völkerrecht jede Besatzungsmacht verpflichte, komme Israel nur unzureichend nach. Die Israelischen Verteidigungsstreitkräfte würden die häufigen Vertreibungen als bloße Evakuierungen rechtfertigen, doch treffe dies nicht zu, da sie allzu häufig zu spät oder über Social-Media-Kanäle erfolgten, die wegen des weiträumigen Ausfalls der Telekommunikation im Gazastreifen gar nicht abrufbar seien.
Amnesty International veröffentlichte im Dezember 2024 einen 300 Seiten langen Bericht, wonach Israel in Gaza „über Monate einen Völkermord begangen hat und weiterhin begeht“. Der Bericht wirft Israel vor, absichtlich Leid und Zerstörung über die Menschen in Gaza gebracht zu haben. Israel wies die Vorwürfe zurück und bezeichnete den Bericht als „vollständig falsch“ und als „auf Lügen“ basierend. Ferner griff Israel die Menschenrechtsorganisation als „schändliche und fanatische Organisation“ an. Matthias Goldmann, Völkerrechtler an der EBS, betonte hingegen: „Die Anzeichen für einen Genozid verdichten sich.“
Das niederländische NRC Handelsblad befragte im Mai 2025 sieben führende Genozid-Forscher aus sechs Ländern über ihre Einschätzung zum Vorgehen der Netanjahu-Regierung. Die Forscher sprachen übereinstimmend von einem „Genozid“ und bezeichneten dies auch als Konsens innerhalb ihrer Kollegschaft. Vor allem das Gesamtbild spreche für diese Einschätzung: die Zerstörung der zivilen Infrastruktur, die unzureichende humanitäre Hilfe, die ungewöhnlich hohe Zahl ziviler Opfer, vor allem Frauen und Kinder, sowie die offen genozidalen Statements der Regierungsmitglieder. Befragt wurden Shmuel Lederman Anm. 5), Dirk Moses, Melanie O’Brien Anm. 6), Raz Segal, Martin Shaw, Uğur Üngör und Iva Vukusic Anm. 7).
Ab Frühsommer 2025 mehrten sich Berichte darüber, dass bei Verteilerzentren für Lebensmittel regelmäßig Zivilisten erschossen werden. Fast alle dieser Verteilerzentren wurden zu dieser Zeit von der Gaza Humanitarian Foundation (GHF) betrieben. Die Vereinten Nationen gingen Anfang Juli 2025 in diesem Zusammenhang von 410 toten Palästinensern aus. Human Rights Watch warf Israel deshalb, sowie wegen unzureichender Versorgung mit Nahrungsmitteln und Hilfsgütern allgemein, Verstöße gegen das Völkerrecht vor. Israel lasse die Bevölkerung in Gaza absichtlich hungern.
Der israelisch-deutsche Völkerrechtler Itamar Mann erklärte im Juli 2025 gegenüber dem Spiegel, er „komme immer mehr zu der Überzeugung, dass Israel in Gaza einen Genozid begeht“. Er habe das zuerst anders gesehen, bis am 4. Februar 2025 US-Präsident Donald Trump anlässlich eines Besuchs von Israels Premier Benjamin Netanyahu seinen Gaza-Riviera-Plan verkündete – einen Neuaufbau des Gebiets ohne die Palästinenser, die den Gazastreifen „freiwillig“ verlassen sollen. Israel habe den Krieg dann mit großer Brutalität weitergeführt und begonnen, die Palästinenser systematisch auszuhungern, und ein dysfunktionales Hilfssystem aufgesetzt. Nun würden fast täglich Menschen beim Versuch erschossen, ein wenig Reis oder Mehl zu ergattern. Es gebe ein Tabu bezüglich des Völkermordvorwurfs; es sei aber wichtig, dieses zu brechen. Kai Ambos äußerte sich ähnlich, als einer der ersten deutschen Völkerrechtler: „Zusammengefasst spricht die Dynamik des Konfliktgeschehens in einer Gesamtschau mittlerweile eher für statt gegen einen Genozid.“ Irgendwann müsse man sagen: „Das läuft alles auf die Zerstörung der Gruppe der Palästinenser hinaus.“ Die Völkerrechtsexpertin Janina Dill, Professorin in Oxford, erklärte, sie könne sich inzwischen vorstellen, dass der Internationale Gerichtshof tatsächlich den Völkermord bejahen würde; sie habe ihre Meinung in den letzten Monaten geändert: „So weit ist das, was in Gaza passiert, von den historischen Idealtypen von Völkermord nicht entfernt.“ Stefan Talmon sah dagegen eindeutige Kriegsverbrechen, aber den traditionell eng gefassten juristischen Tatbestand des Völkermords nicht erfüllt.
Die beiden israelischen Menschenrechtsorganisationen B'Tselem und Physicians for Human Rights – Israel veröffentlichten am 28. Juli 2025 jeweils einen Bericht, in dem sie Israels Vorgehen im Gazastreifen als Genozid an der palästinensischen Bevölkerung einstufen.
In einer von Legal Tribune Online Mitte August 2025 durchgeführten Befragung von elf internationalen Völkerrechtlern sah eine Mehrheit den Tatbestand des Völkermords inzwischen als erfüllt an.

#### Behandlung palästinensischer Kriegsgefangener
Am 11. Dezember 2023 gab das israelische Militär bekannt, in Zusammenarbeit mit dem Shin Bet mehr als 500 Terroristen im Gazastreifen festgenommen zu haben, davon 140 seit dem Ende der Feuerpause. Etwa 350 der Festgenommenen würden der Hamas angehören, 120 weitere dem Islamischen Dschihad. Einige hätten sich freiwillig ergeben und würden befragt.
Von israelischen Medien verbreitete Bilder halbnackter Gefangener hatten für Empörung gesorgt. Die israelische Armee rechtfertigte das Vorgehen damit, dass die Gefangenen durchsucht werden müssten, wollte die Verbreitung solcher Bilder aber in der Zukunft unterbinden. Laut der Nachrichtenagentur AP berichteten einige kurzzeitige Gefangene von Schlägen und der Verweigerung von Essen und Trinken. Israel kommentierte diese Vorwürfe nicht, verwies aber darauf, dass die Festnahmen in Einklang mit internationalem Recht seien.
Das israelische Militär richtete auf dem Gelände von drei Militärbasen, Sde Teiman in der Negev-Wüste sowie Anatot und Ofer im besetzten Westjordanland, Auffanglager für festgenommene Palästinenser aus Gaza ein.
Bezüglich des Gefangenenlagers im Wüstencamp Sde Teiman gab es wiederholt Medienberichte über schwere Misshandlungen der dort befindlichen Gefangenen. Die israelische Zeitung Haaretz berichtete Anfang April, ein Arzt habe israelische Regierungsminister in einem Brief darauf hingewiesen, dass die in dem Lager herrschenden Zustände gesetzeswidrig seien. Unzureichend versorgte Fesselwunden würden regelmäßig zur Amputation von Gliedmaßen führen. Gefangene würden mit verbundenen Augen gehalten und gezwungen, Windeln zu tragen. Anonym bleibende israelische Whistleblower und entlassene Gefangene sprachen einige Wochen später gegenüber dem amerikanischen Sender CNN und der Tagesschau von einer Vielzahl medizinisch-ethischer Regelverstöße sowie gegenüber CNN von weiteren Misshandlungen, etwa durch Prügelstrafen und das Aufhetzen von Hunden gegen gefesselte Gefangene. Auf Anfrage von CNN wies das israelische Militär die Vorwürfe zurück. Es werde eine korrekte Behandlung der in Gewahrsam befindlichen Personen gewährleistet, Beschwerden hinsichtlich Fehlverhalten von IDF-Soldaten würden geprüft und gegebenenfalls Ermittlungen der Militärpolizei eingeleitet. Die Fesselung von Gefangenen basiere auf ihrem Risikolevel und Gesundheitsstatus, Vorfälle rechtswidriger Fesselung seien den Behörden nicht bekannt.
Die israelische Menschenrechtsorganisation B'Tselem veröffentlichte im August 2024 einen Bericht mit dem Titel „Welcome to Hell“, der die israelischen Gefangenenlager als Foltercamps beschrieb. Mehrere Berichte sexueller Gewalt in Sde Teiman erregten besondere Aufmerksamkeit. Ein geleaktes Überwachungsvideo aus Sde Teiman, das offenbar zeigte, wie israelische Soldaten einen palästinensischen Häftling sexuell missbrauchten, führte zu scharfer Kritik vom US-Außenministerium. Die Verhaftung von neun Soldaten in Sde Teiman, die im Verdacht standen, schweren sexuellen Missbrauch verübt zu haben, wurde von rechtsextremen israelischen Politikern, darunter Polizeiminister Itamar Ben-Gvir und Finanzminister Bezalel Smotrich, scharf kritisiert.

#### Israelische Blockade des Gazastreifens 2023
Am 9. Oktober 2023 ordnete der israelische Verteidigungsminister Joaw Galant die „vollständige Belagerung“ des Gazastreifens an. Israel stellte die Lieferung von Strom, Lebensmitteln, Treibstoff und Wasser von seinem Staatsgebiet aus ein. Ab dem 15. Oktober 2023 wurde die Blockade stückweise gelockert. Seitdem erreichten zunehmend größer werdende Mengen an Hilfsgütern den Gazastreifen, laut UN ist allerdings insbesondere der Bedarf an medizinischer Ausrüstung, Wasser, Sanitäranlagen und Treibstoff deutlich größer. Am 7. November 2023 durften erstmals rund 400 Doppelstaatler über Rafah den Gazastreifen verlassen. Die Zulässigkeit der Blockade ist umstritten, teilweise wird in ihr ein Kriegsverbrechen gesehen.
Von verschiedenen Stellen gibt es Vorwürfe, die israelischen Angriffe auf Gaza würden auf eine kollektive Bestrafung hinauslaufen, die ein Kriegsverbrechen darstelle.

#### Angriffe auf Vertreter internationaler Organisationen
Im März 2025 warf die Welthungerhilfe der israelischen Armee vor, eine Gesundheitsstation im Norden des Gazastreifens zerstört zu haben. Die Einrichtung wurde von Juzoor, einem lokalen Ableger der Welthungerhilfe, betrieben. Generalsekretär Mathias Mogge sprach von einem „Verstoß gegen das humanitäre Völkerrecht“.
WHO-Generaldirektor Tedros Adhanom Ghebreyesus warf den israelischen Truppen im Juli 2025 vor, Lagerhäuser und eine Mitarbeiterunterkunft der Organisation in Deir al-Balah gestürmt zu haben. Anschließend seien Frauen und Kinder von WHO-Mitarbeitern gezwungen worden, zu Fuß inmitten von Kampfhandlungen zu fliehen. Männliche WHO-Mitarbeiter sowie männliche Angehörige wurden nach Angaben der Organisation fixiert, durchsucht und mit vorgehaltener Waffe verhört. Es kam zu vier Festnahmen.

### Reporte von UN-Kommissionen

#### OHCHR-Bericht zu Verstößen gegen das humanitäres Völkerrecht ausgehend von Israel
Im Juni 2024 veröffentlichte das Büro des Hohen Kommissars für Menschenrechte (OHCHR) seinen Untersuchungsbericht zu sechs israelischen Bombardierungen des Gazastreifens, bei denen mitunter besonders viele Zivilisten zu Tode gekommen sind. In dem Bericht erklärt OHCHR, dass das Muster der sechs untersuchten Angriffe, darauf hindeutet, dass die israelische Armee gegen zentrale Prinzipien des humanitären Völkerrechts, darunter „gegen die Grundsätze der Unterscheidung [von militärischen Zielen und Zivilisten], der Verhältnismäßigkeit und der Vorsichtsmaßnahmen bei Angriffen“ verstoßen habe und dies „möglicherweise systematisch“. Ein Bericht vom Oktober 2024 sprach von Beweisen für Kriegsverbrechen und dem Verbrechen gegen die Menschlichkeit der Ausrottung ("Extermination") bei israelischen Angriffen auf Gesundheitseinrichtungen im Gazastreifen und bei der Behandlung von Gefangenen.

#### OHCHR-Sonderkommission sieht Anzeichen für Völkermord ausgehend von Israel
Im November 2024 veröffentlichte die UN-Sonderkommission für die Untersuchung der israelischen Praktiken einen Bericht über die Kriegsführung Israels vom Oktober 2023 bis Juli 2024. Die Kommission kommt zu dem Schluss, Israels Kriegsführung in Gaza erfülle die Merkmale eines Völkermords, insbesondere durch den Einsatz von Aushungern als Kriegswaffe.

#### UNHCR-Bericht zu systematischer sexueller Gewalt und Hunger in Gaza ausgehend von Israel
Im März 2025 veröffentlichte die Ständige Faktfindungsmission der Vereinten Nationen zum Israel-Palästina-Konflikt einen Bericht über die systematische Anwendung sexueller Gewalt durch israelische Sicherheitskräfte seit dem 7. Oktober 2023. Der Bericht beschreibt gezielte Angriffe auf Einrichtungen der Gesundheitsversorgung sowie die Folgen des Zusammenbruchs der medizinischen Infrastruktur in Gaza. Zudem wird ein starker Anstieg sexueller Gewalt, etwa Vergewaltigung, durch israelische Sicherheitskräfte und Siedler festgestellt, sowohl online als auch vor Ort. Die Gewalt habe unterschiedliche Formen angenommen, je nachdem ob sie sich gegen männliche oder weibliche Mitglieder der palästinensischen Bevölkerung richtete, mit dem Ziel, diese zu unterdrücken, zu dominieren und teilweise zu zerstören. Die Verwendung von Hunger als Kriegsmittel hat zu schwerwiegenden reproduktiven Schäden bei der Bevölkerung geführt. Der Bericht kommt zu dem Schluss, dass diese Praktiken als Mittel der Kriegsführung eingesetzt wurden und in ihrer Häufigkeit und Schwere auf eine gezielte Strategie zur Destabilisierung und Vernichtung des palästinensischen Volkes hindeuten.

### EU-Assoziierungsabkommen
Das Assoziierungsabkommen zwischen der EU und Israel erklärt in Artikel 2 die Achtung der Menschenrechte und des Völkerrechts zum „wesentlichen Element“ der Partnerschaft. Bei Vertragsverletzungen können geeignete Maßnahmen ergriffen werden. Die „Kann-Regelung“ in Assoziierungsabkommen erlaubt zwar Ermessensspielraum, doch bei schweren Völkerrechtsverstößen – etwa bei Verletzungen des Gewaltverbots oder Völkermord – kann sich dieser Spielraum zu einer Pflicht verdichten. Ein vertraulicher Bericht des EU-Auswärtigen Dienstes von Juni 2025 bestätigt Vorwürfe der Vereinten Nationen, wonach Israel sich unter anderem dem Aushungern, der Folter, Apartheid und gezielter Tötung von Journalisten schuldig gemacht habe. Der Bericht stellt fest, dass Israel gegen Artikel 2 des Abkommens sowie gegen eine vorläufige Entscheidung des Internationalen Gerichtshofs verstoßen habe. Da bei mehreren Treffen der EU-Außenminister im Sommer 2025 keine Einigung erzielt werden konnte, blieb eine Aussetzung des Assoziierungsabkommens aus.

### Ermittlungen des Internationalen Strafgerichtshofs (IStGH)
Der Internationale Strafgerichtshof (IStGH) führt zur Situation in Israel und den palästinensischen Gebieten Ermittlungen durch. Karim Khan, der Chefankläger, erklärte am 3. Dezember 2023, nach einem vorangegangenen Besuch Israels und der palästinensischen Gebiete, es müsse gezeigt werden, dass Recht an allen Frontlinien herrsche und es in der Lage sei, alle zu schützen. Khan bot Israel, obwohl es kein Vertragsstaat des Gerichts ist, Unterstützung bei den Ermittlungen zu den Attacken der Hamas an und sprach von „einigen der schlimmsten internationalen Verbrechen, die das Gewissen der Menschheit schocken.“ Die Hamas müsse alle festgehaltenen Geiseln sofort freilassen. Er betonte, dass auch Israel bei seinen Angriffen auf den Gazastreifen an internationales Recht gebunden sei. Israel habe allerdings „ein robustes System, das die Einhaltung des internationalen humanitären Rechtes garantieren soll.“ Hinweise zu mutmaßlichen Kriegsverbrechern müssten unabhängig und schnell geprüft werden. Bedenken äußerte er außerdem hinsichtlich Angriffen bewaffneter Siedler im Westjordanland.
Am 24. April 2024 drohten 12 amerikanische Senatoren dem Chefankläger Karim Khan und anderen UN-Juristen sowie ihren Familien mit persönlichen Konsequenzen, sollte der IStGH einen internationalen Haftbefehl gegen Benjamin Netanjahu oder andere Mitglieder der israelischen Regierung erlassen und verwiesen dabei auf den American Service-Members’ Protection Act, der ausdrücklich „alle Mittel“ einschließt.
Im Mai 2024 gab Khan bekannt, dass er gegen Netanjahu und den israelischen Verteidigungsminister Joaw Galant sowie gegen die Hamas-Führer Yahya Sinwar, Mohammed Deif und Ismail Haniyya Haftbefehle auf Grund von Kriegsverbrechen und Verbrechen gegen die Menschlichkeit beantragt habe. Die Regierungen von Ländern wie den Vereinigten Staaten, dem Vereinigten Königreich und Deutschland verurteilten die Anträge gegen die israelischen Regierungsmitglieder, unter anderem wegen der zeitgleichen Veröffentlichungen mit denen gegen die Hamas-Führer. Andere Regierungen, unter anderem die Frankreichs, Belgiens und Sloweniens, verteidigten den Chefankläger gegen diese Vorwürfe.
Spätestens im August 2024 wurde publik, dass Israel Ermittlungen des IStGH behindert, weil Israel die Ermittler nicht in den Gazastreifen einreisen lässt.
Die zuständige Vorverfahrenskammer des Internationalen Strafgerichtshofs erließ am 21. November 2024 einstimmig Haftbefehle gegen Benjamin Netanjahu, Joaw Galant und Mohammed Deif. Die Haftbefehle gegen Netanjahu und Galant beinhalten den Vorwurf von Kriegsverbrechen und Verbrechen gegen die Menschlichkeit, darunter das Kriegsverbrechen des vorsätzlichen Aushungerns von Zivilpersonen als nach humanitärem Völkerrecht verbotene Methode der Kriegsführung sowie die Menschlichkeitsverbrechen anderer unmenschlicher Handlungen und der Verfolgung. Deif war zu diesem Zeitpunkt der letzte Beschuldigte auf Seiten der Hamas, dessen Tod noch nicht bestätigt war. Auch ihm wurden verschiedene Kriegs- und Menschlichkeitsverbrechen nach Art. 7 und 8 des Römischen Statuts des IStGH vorgeworfen, darunter sexualisierten und geschlechtsbezogenen Gewalt gegen Frauen sowie das Menschlichkeitsverbrechens der Ausrottung.

### Klageerhebung vor dem Internationalen Gerichtshof (IGH)

#### Klage Südafrikas gegen Israel
Am 29. Dezember 2023 reichte Südafrika beim Internationalen Gerichtshof (IGH) eine Klage ein, in der es Israel beschuldigte, bei seinen Angriffen auf die Palästinenser im Gazastreifen gegen seine Verpflichtungen aus der Völkermordkonvention von 1948 verstoßen zu haben. Darüber hinaus ersuchte Südafrika den Internationalen Gerichtshof um einstweilige Maßnahmen, die Israel anweisen sollen, seine Militäraktion im Gazastreifen einzustellen. Diese Maßnahmen seien notwendig, um die Rechte des palästinensischen Volkes vor weiteren schweren und nicht wiedergutzumachenden Beeinträchtigungen zu schützen.
Israel wies die Anschuldigungen entschieden zurück, erklärte, diese entbehrten sowohl der faktischen als auch der juristischen Grundlage, und beantragte die Abweisung der Klage. Südafrika arbeite mit der Terrororganisation Hamas zusammen, diese allein sei für das Leid der Palästinenser im Gazastreifen verantwortlich. Bei deren militärischer Bekämpfung tue Israel alles, um den Schaden für die Zivilbevölkerung so gering wie möglich zu halten. Vor dem IGH wird Israel durch den britischen Juristen und Professor für Völkerrecht an der University of Leicester Malcolm Shaw vertreten.
Der IGH hörte die Parteien im Eilverfahren am 11. und 12. Januar 2024 an. Zunächst durfte Südafrika seine Argumente vortragen, am folgenden Tag verteidigte sich Israel gegen die Vorwürfe. Die Entscheidung des Gerichtshofs ist völkerrechtlich bindend, allerdings verfügt er über keinen Durchsetzungsmechanismus. Er kann allerdings den UN-Sicherheitsrat anrufen, dort besitzen die ständigen Mitglieder ein Vetorecht.
Am 26. Januar 2024 entschied der Gerichtshof im Eilverfahren mit großer Mehrheit, dass Israel umgehend alle erforderlichen Maßnahmen ergreifen müsse, um sicherzustellen, dass im Rahmen des Kriegs in Israel und Gaza keine Handlungen stattfänden, die unter die Völkermordkonvention von 1948 fallen. Israel wurde aufgefordert, Schutzmaßnahmen zu ergreifen, um sicherzustellen, dass die militärischen Handlungen nicht gegen Art. II der Völkermord-Konvention verstoßen und zudem dazu angehalten, die Versorgungslage in Gaza zu verbessern und Genozid-Anstachelungen im Land zu sanktionieren. Diese Maßnahmen muss Israel laut Beschluss des Gerichts zum Eilantrag Südafrikas in einem Bericht dokumentieren. Beschlossen wurden die Maßnahmen, da der Gerichtshof die Klage Südafrikas gegen Israel für plausibel hielt. Ein Ende des Militäreinsatzes ordnete das Gericht nicht an. Eine Entscheidung, ob es sich beim Vorgehen Israels um einen Völkermord handelt, traf der Gerichtshof nicht, für diese wird er mehrere Jahre brauchen.
Ein zweiter Eilantrag Südafrikas, mit welchem die geplante Offensive Israels auf Rafah gestoppt werden sollte, wurde vom IGH am 18. Februar 2024 abgelehnt. Ende Februar reichte Israel den vom IGH geforderten Bericht ein.
Am 28. März 2024 erklärte der Internationale Gerichtshof, „dass die Palästinenser im Gazastreifen nicht mehr nur von einer Hungersnot bedroht sind, sondern dass die Hungersnot bereits begonnen hat“ und wies den Staat Israel mit einstimmigen Beschluss an, die Blockade der Nahrungsmittelhilfe aufzuheben.
Am 10. Mai 2024 reichte Südafrika angesichts der begonnenen Offensive auf Rafah einen weiteren Eilantrag ein. Die Richter des Internationalen Gerichtshofs entschieden am 24. Mai 2024 mit 13:2 Stimmen, Israel müsse seine Offensive und anderen Maßnahmen im Gouvernement Rafah, die Lebensbedingungen schüfen, die zur vollständigen oder teilweisen Vernichtung der palästinensischen Zivilbevölkerung führen könnten, angesichts der „katastrophalen humanitären Lage“ unverzüglich stoppen. Israel müsse zudem den Grenzübergang in Rafah für humanitäre Hilfslieferungen öffnen und UN-Ermittlern Zugang zum Gazastreifen gewähren. Außerdem wiederholten die Richter ihre Forderung, dass die israelischen Geiseln sofort und ohne Vorbedingungen freigelassen werden sollten. Die genaue Bedeutung der Anordnung zur Beendung der Rafah-Offensive wurde kontrovers diskutiert; einige Juristen sahen in der Formulierung des IGH keine uneingeschränkte Aufforderung zum Stopp der Offensive, sondern nur eine Anordnung, solche Operationen einzustellen, die gegen Israels Verpflichtungen aus der Völkermordkonvention verstoßen würden. Israel setzte seine Rafah-Offensive fort.

#### Klage Nicaraguas gegen Deutschland
Am 8. April 2024 erhob Nicaragua, das laut der englischsprachigen Wochenzeitung Politico Europe „seit langem ein Verfechter der palästinensischen Sache ist“, vor dem Internationalen Gerichtshof (IGH) Klage gegen die Bundesrepublik Deutschland. Nach Ansicht des mittelamerikanischen Landes kommt Deutschland als zweitgrößter Rüstungsexporteur an das kriegsführende Israel nicht der völkerrechtlichen Verpflichtung nach, einen Völkermord zu verhüten. Nicaragua forderte per Eilentscheid die sofortige Einstellung der deutschen Waffenlieferungen an Israel sowie die Wiederaufnahme der finanziellen Unterstützung für das Hilfswerk der Vereinten Nationen für Palästina-Flüchtlinge im Nahen Osten (UNRWA).
Politico Europe und Die Welt (beide Teil der Verlagsgruppe Axel Springer SE) berichteten, dass ihnen Dokumente westlicher Geheimdienste vorlägen, aus denen hervorgehe, dass Russland, das enge Beziehungen zu Nicaragua unterhält, das Land zu einer Klage gegen die Bundesrepublik Deutschland vor dem IGH gedrängt habe. Laut dieser unbestätigten Einschätzung wurde die am 9. Dezember 1948 beschlossene Konvention über die Verhütung und Bestrafung des Völkermordes genutzt, um Deutschland und auch den IGH international zu diskreditieren.
Der IGH lehnte es am 30. April 2024 mit 15:1 Stimmen ab, Deutschland im Eilverfahren zur Einstellung seiner Rüstungslieferungen an Israel zu verpflichten und die Finanzierung der UN-Hilfsorganisation im Gazastreifen zu erneuern, da die Voraussetzungen für eine solche Anordnung aus tatsächlichen Gründen nicht erfüllt seien. Über die Zulässigkeit der Klage im Hauptverfahren haben die Richter noch nicht entschieden. Nicaragua hat Deutschland beschuldigt, durch politische, finanzielle als auch militärische Unterstützung Israels – dem Staat Israel wird Völkermord im laufenden Gazakrieg vorgeworfen – Beihilfe zum Bruch des humanitären Völkerrechts zu leisten. Ein Antrag Deutschlands auf Abweisung der Klage im Hauptverfahren wurde wegen Unzulässigkeit abgelehnt; der IGH entschied, die Zulässigkeit erst hier zu prüfen.

## Beistandsmaßnahmen

### Waffenlieferungen

#### Deutschland
Auf eine israelische Unterstützungsanfrage hin stimmte die Bundesregierung am 11. Oktober 2023 zu, zwei von fünf geleasten Heron-TP-Kampfdrohnen an Israel zum Kampf gegen die Hamas zurückzugeben. Die deutsche Bundesregierung genehmigte bis einschließlich 2. November 2023 Rüstungsexporte in Höhe von 303 Millionen Euro nach Israel, der Großteil davon wurde nach dem Terrorangriff der Hamas genehmigt. Aus dem Bundeswirtschaftsministerium hieß es, die Ausfuhr von Rüstungsgütern nach Israel werde derzeit prioritär bearbeitet und beschieden. Im Jahr 2022 waren Ausfuhren im Wert von 32 Millionen Euro genehmigt worden. Von Unternehmen aus Deutschland kamen im Jahr 2023 nach einer Studie des Stockholm International Peace Research Institute die zweitmeisten Rüstungsgüter nach Israel.
Im Laufe des Jahres 2024 genehmigte die Bundesregierung Rüstungsexporte im Wert von mehr als 160 Millionen Euro nach Israel. Schwerpunkte der 2024 erfolgten Exporte waren Ersatzteile für Panzer und andere Gefechtsfahrzeuge (48 Millionen Euro) und verschiedene Munitionssorten (37 Millionen Euro).
Im Januar 2025 wurde der Export von Komponenten für Landfahrzeuge sowie von militärischer Elektronik, Software und Technologie im Wert von insgesamt rund 2 Millionen Euro aus Deutschland nach Israel genehmigt.
Im Mai 2025 hat sich in Deutschland die Diskussion über die Fortsetzung von Waffenlieferungen intensiviert. Mehrere Bundestagsabgeordnete der SPD forderten wegen der Lage im Gazastreifen ein Ende der Waffenlieferungen an Israel, während Abgeordnete von CDU/CSU und den Grünen dagegen hielten.
Wegen der Waffenlieferungen und zu geringem politischem Druck auf Israel kritiseren Hilfsorganisationen die Mitverantwortung Deutschlands. Christine Binzel, Nahost-Forscherin an der Universität Erlangen-Nürnberg, sagte im Juli 2025 in der Bundespressekonferenz: „Sowohl die aktuelle als auch die vorherige Bundesregierung tragen eine Mitverantwortung an einem der größten Verbrechen unserer Zeit: der systematischen Zerstörung der Lebensgrundlage der palästinensischen Bevölkerung und ihrer Vertreibung und Vernichtung“.
Nachdem Israel im August 2025 einen Plan vorlegte, Gaza-Stadt einzunehmen, kündigte Bundeskanzler Friedrich Merz an, Waffenlieferungen an Israel einzuschränken. Rüstungsgüter, die dem Einsatz in Gaza dienen können, sollen nicht mehr genehmigt werden. Zuvor war Deutschland zweitgrößter Waffenlieferant Israels mit einem Anteil von 30 Prozent an Israels Waffenimporten.

#### Vereinigte Staaten von Amerika

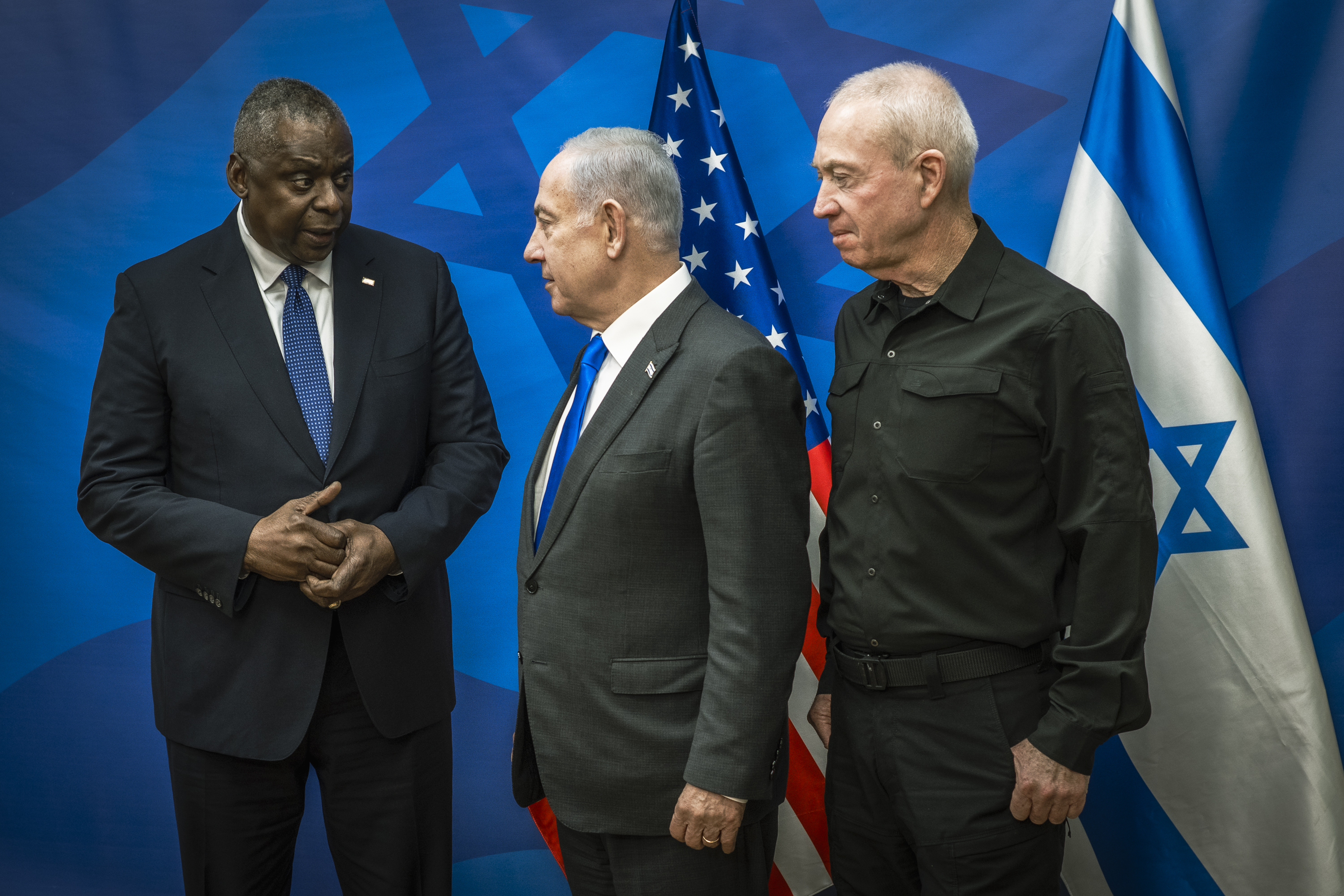
Der US-amerikanische Verteidigungsminister Lloyd Austin sichert dem israelischen Premierminister Netanjahu und Verteidigungsminister Galant die uneingeschränkte Unterstützung für das israelische Volk zu.

Schon vor dem Terrorangriff der Hamas am 7. Oktober 2023 gewährten die Vereinigten Staaten Israel Militärhilfe in Milliardenhöhe und versorgten ihren wichtigsten Verbündeten im Nahen Osten mit Waffen und Munition. Wie eine Beamtin des US-amerikanischen Verteidigungsministeriums (Pentagon) Ende Oktober 2023 sagte, würden täglich Waffen und Munition nach Israel geschickt werden. Die Verwendung der gelieferten Waffen schränke die USA nicht ein. US-Verteidigungsminister Lloyd Austin weise aber regelmäßig darauf hin, dass die für bewaffnete Konflikte geltenden Gesetze befolgt und zivile Opfer weitmöglichst vermieden werden müssten.
Das Wall Street Journal (WSJ) berichtete am 6. November 2023, dass die USA Israel präzisionsgelenkte Bomben im Wert von 320 Millionen US-Dollar übergeben wollten. Gemäß der Vereinbarung sollte der Waffenhersteller Rafael USA die Bomben über seine israelische Muttergesellschaft Rafael Advanced Defense Systems an das israelische Verteidigungsministerium senden. Wie das WSJ am 1. Dezember 2023 unter Berufung auf US-Beamte berichtete, lieferten die Vereinigten Staaten bisher bis zu 15.000 gelenkte und ungelenkte Bomben, darunter sollen 100 bunkerbrechende Bomben vom Typ BLU-109 gewesen sein, die entwickelt wurden, um Bunker und andere tief eingegrabene, massiv gehärtete Ziele – wie die von der Hamas genutzten Tunnel und unterirdischen Kommandozentralen im Gazastreifen – punktgenau zerstören zu können. Außerdem sollen etwa 1.000 gelenkte Bomben vom Typ GBU-39, 5.000 ungelenkte Bomben vom Typ Mk82 und über 5.400 vom Typ Mk84 geliefert worden sein. Für etwa 3.000 der ungelenkten Bomben seien JDAM-Nachrüstsätze mitgeliefert, um diese in präzisionsgelenkte Bomben umzuwandeln. Zudem seien Israel bisher rund 57.000 Artilleriegranaten geliefert worden. Verbunden mit den Waffenlieferungen forderten die Vereinigten Staaten Israel auf, beim Einsatz der Waffen darauf zu achten, dass übermäßige Opfer unter der Zivilbevölkerung vermieden werden.

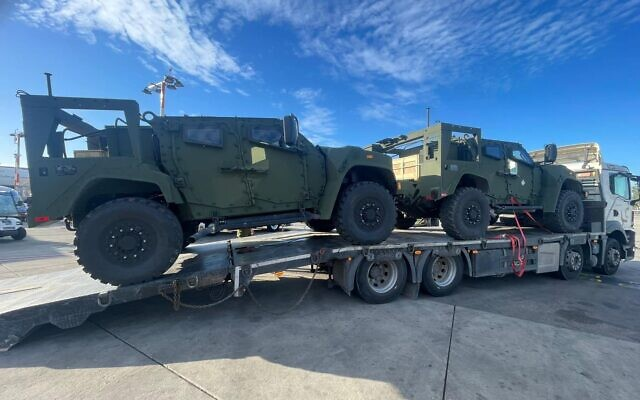
US-Lieferung gepanzerter Fahrzeuge an Israel

Am 8. Dezember 2023 machte die US-Regierung von einer Notfallermächtigung des US-Waffenexportkontrollgesetzes (Arms Export Control Act) Gebrauch, um etwa 14.000 Panzergranaten im Wert von 106,5 Millionen US-Dollar ohne Überprüfung durch den US-Kongress nach Israel liefern zu können. Die Granaten sind Teil einer größeren Waffenlieferung, für welche die Biden-Regierung den US-Kongress um Genehmigung ersucht hatte. Die Waffenlieferung aus Beständen der U.S. Army hatte einen Wert von mehr als 500 Millionen US-Dollar und umfasste 45.000 Panzergranaten für israelische Merkava-Kampfpanzer. Ende Dezember 2023 machten die Regierung der Vereinigten Staaten erneut von der Notfallermächtigung Gebrauch, um die Lieferung von Zubehör für 155-mm-Artilleriegranaten zu ermöglichen.
Während Menschenrechtsaktivisten die umfänglichen Waffenlieferungen der Vereinigten Staaten angesichts der extrem hohen Zahl ziviler Opfer kritisch sahen, forderte die US-Regierung Israel nach wie vor lediglich dazu auf, das humanitäre Völkerrecht einzuhalten und die Zivilbevölkerung möglichst vor Schäden zu bewahren.
Am 25. Dezember 2023 berichtete die Times of Israel, dass seit Kriegsbeginn bisher 244 US-Transportflugzeuge und 20 Schiffe mehr als 10.000 Tonnen Bewaffnung und Ausrüstung nach Israel geliefert hätten, israelische Produktionsstätten würden zudem „rund um die Uhr“ Munition erzeugen.
Am 29. März 2024 berichtete die Washington Post, dass die USA den Transfer von Bomben und Kampfflugzeugen im Wert von Milliarden von Dollar genehmigt hätten, während sich Washington gleichzeitig über eine mögliche Offensive der IDF in Rafah sorgte. Das Paket beinhalte u. a. mehr als 1.800 Bomben des Typs MK84 sowie bis zu 500 Stück MK82. Das Paket ist Teil jährlicher Militärhilfe der USA an Israel.
Zu den Hilfslieferungen für die Zivilbevölkerung Gazas siehe Abschnitt: Vereinigte Staaten.

#### Waffenlieferung Russlands an die Hisbollah
Anfang November 2023 wurde bekannt, dass sich ein russisches Flugabwehrsystem auf dem Weg von Syrien zur Hisbollah im Libanon befinde.

#### Initiativen zur Einstellung der Waffenlieferungen
Am 19. März 2024 erklärte die Regierung Kanadas, die Waffenlieferungen an Israel auszusetzen. Diese Ankündigung erfolgte auf eine entsprechende Entschließung des kanadischen Parlaments.
Anfang April 2024 forderten 600 britische Juristen den Premierminister des Vereinigten Königreichs auf, die Waffenlieferungen an Israel zu suspendieren.

### Sonstige Beistandsmaßnahmen
Die Streitkräfte der Vereinigten Staaten bestätigten am 3. November 2023, dass die US-Armee im Gazastreifen seit Anfang Oktober 2023 unbewaffnete Reaper-Drohnen zur Aufklärung und zur Suche nach den entführten Geiseln einsetze. Sie würden nicht dazu benutzt, Israel bei der Koordinierung von Militäraktionen zu helfen.
Die USA stationierten Kriegsschiffe im östlichen Mittelmeer mit dem Ziel, Iran und die von der Islamischen Republik Iran unterstützte Hisbollah im Libanon abzuschrecken.
Um die Führung des israelischen Militärs bei der Operation „Eiserne Schwerter“ zu beraten, schickte die US-Regierung einem Bericht zufolge Generalleutnant James F. Glynn und andere US-Offiziere nach Israel. Diese sollten dort ihre im urbanen Kampf gegen den Islamischen Staat (IS) in Mossul gesammelten Erfahrungen mit IDF-Offizieren teilen.

## Gespräche und Verhandlungen

### Gespräche über die Freilassung von Geiseln zwischen Israel und der Hamas im Oktober 2023
Am 9. Oktober 2023 berichtete Reuters, dass Katar Gespräche zwischen Israel und der Hamas vermittelte, um die Freilassung weiblicher israelischer Geiseln sicherzustellen, als Gegenleistung dafür, dass Israel 36 palästinensische Frauen und Kinder freilasse. Ein ägyptischer Beamter teilte der Associated Press (AP) mit, dass Israel Ägypten um Hilfe ersucht habe, die Sicherheit der von palästinensischen Militanten festgehaltenen Geiseln zu gewährleisten, und dass der ägyptische Geheimdienstchef die Hamas und den Islamischen Dschihad in Kommunikation seien.
Im November 2023 wurden im Rahmen einer einwöchigen Feuerpause mehr als 100 Geiseln der Hamas im Austausch gegen 240 in Israel inhaftierte Palästinenser freigelassen. Danach waren die Gespräche über einen längerfristigen Waffenstillstand und die Freilassung der noch in Haft befindlichen Geiseln eingefroren. Israel und die Hamas beschuldigen sich gegenseitig nicht daran interessiert zu sein.

### Vorstellungen über die Zukunft des Gazastreifens 2023 / 2024
Mitte Oktober 2023 reiste US-Außenminister Antony Blinken zu Gesprächen nach Israel, Jordanien, Katar, Bahrain und Saudi-Arabien. Blinken drängte Katar zur Distanz zur Hamas, Katar signalisierte jedoch, dass es das Politbüro der Hamas nicht schließen werde. Blinken traf sich am 5. November 2023 mit dem palästinensischen Präsidenten Mahmud Abbas und sprach sich dafür aus, dass die Palästinensische Autonomiebehörde wieder die Kontrolle im Gazastreifen übernehmen sollte, und setzte sich mit Abbas für eine umfassende politische Lösung für die palästinensischen Autonomiegebiete Gazastreifen, Westjordanland und Ost-Jerusalem ein. Der Premierminister von Katar, Mohammed bin Abdulrahman Al Thani, erklärte am 10. Dezember 2023 in Bezug auf eine neue Waffenruhe, dass nicht dieselbe Bereitschaft bei den Kriegsparteien wie beim ersten Mal vorhanden sei, aber die Bemühungen fortgesetzt werden.

### Waffenstillstandsverhandlungen zwischen Hamas und Israel im Mai 2024
Im Mai 2024 fand in Kairo eine erste Verhandlungsrunde statt. Die Vermittler aus den USA, Ägypten und Katar waren dabei immer wieder an der Frage gescheitert, ob ein dauerhaftes Ende der Kämpfe im Gazastreifen vereinbart werden solle oder nur eine befristete Feuerpause. Die Forderung nach einem Ende der Kämpfe hatte die Hamas aufgemacht, um ihr Weiterbestehen in Gazastreifen zu sichern. Die israelische Regierung dagegen war nur zu einer befristeten Waffenruhe bereit; danach wollte Israel den Gazakrieg mit dem Ziel fortsetzen, die Hamas wie geplant vernichtend zu schlagen. Da kein Kompromiss ausgehandelt werden konnte, seien die ägyptischen Unterhändler „gewissermaßen kreativ geworden“, berichtete der US-amerikanische Fernsehsender CNN. Ohne Israels ausdrückliche Zustimmung, hätten diese die von Israel gezogene Grenze für Verhandlungen „verwischt“, sodass die Hamas den Vorschlag der Vermittler letztendlich akzeptieren konnte. Dieser sah eine Einstellung der Kämpfe im Gazastreifen für zunächst 6 Wochen vor, um israelische Geiseln gegen in Israel inhaftierte Palästinenser auszutauschen. Die Frage, ob es danach tatsächlich zum Ende des Krieges kommen sollte, wurde auf später verschoben. Die Führung der Hamas ließ verlauten, dass sie den ausgehandelten Entwurf für ein Waffenstillstandsabkommen akzeptieren würde.
Joe Biden präsentierte daraufhin am 31. Mai 2024 einen dreistufigen Plan für eine Waffenruhe, den er ursprünglich als Initiative der israelischen Regierung vorstellte. Ein Berater von Israels Premierminister Netanjahu sagte gegenüber der britischen Sunday Times, der Deal sei zwar „kein guter Deal“, habe aber in den Verhandlungen die Unterstützung Israels erhalten. Öffentlich bekannte sich Israel jedoch nicht zu dem Plan. Die sehr weit rechts stehenden Koalitionspartner Netanjahus bestanden darauf, den Krieg so lange fortzusetzen, bis die Hamas vollständig vernichtet sei und drohten damit, die Koalition zu verlassen. Die Pläne, die im Juni 2024 auch vom UN-Sicherheitsrat mit der Resolution 2735 gebilligt wurden, beinhalteten:
- Phase 1 begänne mit einer sechswöchigen Feuerpause und dem Abzug der israelischen Streitkräfte aus allen bewohnten Gebieten des Gazastreifens. Die Hamas würde einige Geiseln freilassen, darunter Frauen, ältere Menschen und Verletzte, im Austausch für die Freilassung Hunderter palästinensischer Häftlinge in israelischen Gefängnissen. Auch die sterblichen Überreste einiger israelischer Geiseln würden an die Familien überführt. Palästinenser könnten an ihre Wohnorte in ganz Gaza zurückkehren. Hilfslieferungen würden auf 600 Lastwagen pro Tag angehoben werden. Währenddessen würden die Verhandlungen zwischen den Kriegsparteien fortgesetzt; bei Erfolg könnte Phase 2 beginnen.
- Phase 2 würde mit der Freilassung aller restlichen Geiseln der Hamas einschließlich männlicher Soldaten eingeleitet werden. Die israelischen Streitkräfte würden sich dann ganz aus Gaza zurückziehen. Einer vorübergehenden Waffenruhe könnte dann „eine dauerhafte Einstellung der Feindseligkeiten“ folgen.
- Phase 3 wäre die Rückführung etwaiger sterblicher Überreste israelischer Geiseln und der Wiederaufbau der Wohnhäuser, Schulen und Krankenhäuser im Gazastreifen mit der Unterstützung der USA und der internationalen Gemeinschaft.[544]

### Versöhnungsgespräche zwischen Fatah und Hamas in Peking im Juli 2024
Am 23. Juli 2024 erzielte die chinesische Regierung einen diplomatischen Erfolg, als alle vierzehn rivalisierenden Gruppen Palästinas zu Versöhnungsgesprächen in der chinesischen Hauptstadt Peking (auch Beijing genannt) zusammenkamen und die „Erklärung von Beijing“, eine Deklaration über die Stärkung der palästinensischen Einheit, unterschrieben. Die Hamas und die Fatah einigten sich auf ein Ende ihrer seit fast zwei Jahrzehnten andauernden Feindseligkeiten. Das Westjordanland, Ostjerusalem und der Gazastreifen sollen damit das erste Mal seit 2006 wieder gemeinsam verwaltet werden. Mousa Abu Marzouk, Mitglied des Politbüros der Hamas, erklärte: „Wir sind der nationalen Einheit verpflichtet und fordern sie.“ Diplomatische Vertreter aus Ägypten, Algerien, Saudi-Arabien, Katar, Jordanien, Syrien, dem Libanon, Russland und der Türkei sowie Vertreter der 14 wichtigsten palästinensischen Fraktionen nahmen an der Abschlusszeremonie teil. Im Gegensatz zu vielen westlichen Staaten betrachtete China die Hamas nicht als terroristische Organisation und will dessen Rolle als wichtiger Akteur bei der Befriedung des Gazastreifens und auf der internationalen Bühne geltend machen. Ma Xiaolin, Spezialist für internationale Beziehungen an der Zhejiang International Studies University, bezeichnete die Vereinbarung als bedeutenden Durchbruch. Das Abkommen bekräftigte auch die Zwei-Staaten-Lösung, laut Ma bedeutete es, dass Hamas und PIJ Israel als Staat anerkennen und nicht beabsichtigen, ganz Palästina zurückzuerobern – und dies sei ein großer Schritt nach vorn.

### Waffenstillstandsverhandlungen zwischen Hamas und Israel im August 2024
In Doha, der Hauptstadt des Emirats Katar, begann am 15. August 2024 die zweite Verhandlungsrunde über ein Waffenstillstandsabkommen. Da weder Israel noch die Hamas den von den Vermittlern vorgelegten Kompromissvorschlägen zugestimmt haben, wurden die Verhandlungen am 25. August 2024 vorläufig ausgesetzt. Insbesondere konnte keine Einigung in der Frage erzielt werden, ob Israel während einer Feuerpause den Philadelphi-Korridor und somit das Grenzgebiet Gazas zu Ägypten militärisch kontrollieren dürfe.
Inneralb der israelischen Regierung herrschte Mitte August 2024 öffentlich Uneinigkeit über den Abschluss eines Abkommens mit der Hamas für eine Waffenruhe und die Freilassung der verbleibenden Geiseln. Bei einem Briefing eines Parlamentsausschusses hatte Verteidigungsminister Joaw Galant israelischen Medienberichten zufolge geäußert: „Der Grund dafür, dass ein Geisel-Abkommen ins Stocken geraten ist, liegt zum Teil an Israel“. Gallant habe gesagt, dass Israel die Wahl zwischen einem Abkommen über eine Waffenruhe, welche die Konflikte im Norden mit der libanesischen Hisbollah-Miliz und im Gazastreifen beenden könnte, oder einer Eskalation des Kriegs habe. Das israelische Militär und er als Verteidigungsminister unterstützten die erstgenannte Option. Netanjahu reagierte auf die Äußerungen Gallants mit einer Stellungnahme, in der er ihm vorwarf, dass Gallant mit der Übernahme des „Anti-Israel-Narrativs“ die Chancen auf ein „Abkommen zur Geisel-Befreiung“ schmälern würde. Er sehe im Chef der Hamas, Yahya Sinwar, das „einzige Hindernis“, das einem Waffenstillstandsabkommen entgegenstehen würde – Israels einzige Wahl bestehe darin, „den totalen Sieg [über die Hamas] zu erringen“.

### Waffenstillstandsabkommen zwischen Israel und der Hamas vom 15. Januar 2025
Am 15. Januar 2025 wurde zwischen der Hamas und Israel ein Waffenstillstandsabkommen vereinbart, das 19. Januar um 10:15 Uhr (MEZ) mit einem zeittlich befristeten Waffenstillstand in Kraft trat und drei Implementierungsphasen beinhalten sollte; vorausgegangen waren mehrwöchige Verhandlungen in Doha. Im Rahmen des Abkommens war nicht nur ein Geiselaustausch zwischen Israel und der Hamas vorgesehen, sondern es sollte internationalen Hilfsorganisationen auch möglich sein, humanitäre Hilfsgüter in den Gazastreifen zu bringen. Ziel der Waffenstillstandsverhandlungen war es gewesen, die Freilassung aller noch in den Händen der Hamas befindlichen Geiseln, einschließlich der Rückführung der noch im Gazastreifen befindliche toten Israelis, einen dauerhafter Waffenstillstand zwischen der Hamas, den mit ihr verbündeter palästinensischer Gruppierungen und Israel sowie den kompletten Abzug der israelischen Armee (IDF) aus dem von Israel besetzten palästinensischen Autonomiegebiet Gazastreifen zu erreichen.
Zwischen den Kriegsparteien war vereinbart worden, das Waffenstillstandsabkommen in drei Phasen umzusetzen:
- In der erste Phase des Abkommens verpflichteten sich die Kriegsparteien einen Waffenstillstand ab 19. Januar 2025 einzuhalten, der zunächst auf 42 Tagen befristet war. Während des Waffenstillstands sollte ein Austausch von im Gazastreifen in Geiselhaft befindlichen Israelis gegen in Israel inhaftierte Palästinenser stattfinden. 33 der noch im Gazastreifen in Geiselhaft befindlichen 98 Israelis, sollten im Austausch gegen 1904 bisher in Israel inhaftierte Palästinenser freikommen.[559] Außerdem war der Abzug der israelischen Armee aus den dicht besiedelten Gebieten des Gazastreifens ebenso wie aus dem Netzarim-Korridor, der den Süden vom Norden Gazas trennt, im Abkommen vorgesehen. Die in den Süden Gazas geflohenen Einwohner sollten nach Abzug der israelischen Truppen ungehindert in ihre Wohngebiete im Norden des Küstenstreifens zurückkehren können.[141][555]
- In der zweiten Phase des Abkommens sollten am 16. Tag nach dessen Inkrafttreten weitere Verhandlungen zwischen den Kriegsparteien erfolgen. Der in der ersten Phase des Abkommens in Kraft getretene Waffenstillstand sollte solange andauern, bis diese Verhandlungen beendet wurden – auch wenn diese länger als sechs Wochen andauern sollten. Ziel der Verhandlungen sollte der Abschluss einer Vereinbarung sein, in welcher festzulegen war, unter welchen Bedingungen die noch in Geiselhaft verbliebenen Israelis von der Hamas freigegeben werden sollten. Des Weiteren sollten Vereinbarungen über einen zeitlich unbefristeten Waffenstillstand getroffen werden und die Bedingungen für den vollständigen Abzug des israelischen Armee aus dem Gazastreifen verhandelt werden.[555]
- In einer dritten Phase des Abkommens sollte über die Übergabe aller in den Händen der Hamas noch verbliebenen toten Israelis zwischen den Kriegsparteien verhandelt werden. Auch der Wiederaufbau des Gazastreifens sollte während dieser Phase der Waffenstillstandsvereinbarung begonnen und von Ägypten, Katar und den Vereinten Nationen (UN) überwacht werden.[555]

Das Waffenstillstandsabkommen wurde vom ehemaligen US-Präsidenten Joe Biden und dem derzeitigen Präsidenten der Vereinigten Staaten Donald Trump politisch vorangetrieben und von deren jeweiligen Nahost-Gesandten Brett McGurk bzw. Steve Witkoff vermittelt. Israel und die Hamas, vereinbarten, dass während des ausgehandelten Waffenstillstands insgesamt 98 im Gazastreifen in Geiselhaft befindlichen Israelis im Tausch gegen 1904 in Israel inhaftierte Palästinenser freikommen sollen. Dabei handelte es sich einerseits um knapp 300 verurteilte Straftäter und Terroristen, wie Wael Kassem, der in Israel an Bombenanschlägen mit Dutzenden Toten beteiligt gewesen sein soll, und Muhammad Abu Warda, der Drahtzieher von zwei Selbstmordanschlägen der Hamas auf Busse in Jerusalem mit 45 Toten im Jahr 1996 stehen soll. Zudem sollten Palästinenser freigelassen werden, die sich in Israel in „Administrativhaft“ befanden – vor allem palästinensische Männer.
Ronen Bar, der Leiter des israelischen Inlandsgeheimdienstes Schin Bet, berichtete im Januar 2025, dass 82 % der 1024 Terroristen, die 2011 im Austausch für den als Geisel in Gaza inhaftierten Soldaten Gilad Shalit freigelassen wurden, „zum Terrorismus zurückgekehrt“ seien. Unter ihnen war auch Yahya Sinwar, der inzwischen getötete Organisator des Terrorangriff der Hamas auf Israel am 7. Oktober 2023. Um die Art der Gefahr für Israel zu verdeutlichen, hat die Organisation Palestinian Media Watch am 27. Januar eine Liste mit 80 Namen herausgegeben – inklusive der Beschreibungen einiger, der von den Genannten begangenen Gewaltverbrechen.
Am 1. März 2025 endete die erste Phase des zwischen Israel und der Hamas geschlossenen Waffenstillstandsabkommens. Wie zwischen den Kriegsparteien vereinbart, kamen 33 Geiseln frei – 25 lebend und acht tot. Aus israelischer Haft kamen vereinbarungsgemäß hunderte Palästinenser frei.
Danach herrschte jedoch Uneinigkeit zwischen den Kriegsparteien über die Fortsetzung. Während die Hamas einen sofortigen Übergang in die vereinbarte zweite Phase des Abkommens forderte, lehnte Israel dies ab. Israel schlug stattdessen eine Verlängerung des laufenden Waffenstillstands für weitere 42 Tage und damit eine Fortsetzung der ersten Phase des Abkommens vor. Währenddessen sollten, so der Vorschlag Israels, weitere israelische Geiseln gegen in Israel inhaftierte Palästinenser ausgetauscht, aber keine Verhandlungen über die Bedingungen für ein Ende des Gazakrieges und den vollständigen Truppenabzug geführt werden. Die Hamas lehnte die israelischen Vorschläge ab.
Israel reagierte auf die Ablehnung des Angebots mit einem Einfuhrstopp für sämtliche Güter, inklusive humanitärer Hilfslieferungen, in den Gazastreifen. Außerdem stoppte Israel am 9. März 2025 die Stromlieferungen in den Gazastreifen. Davon betroffen war auch die Stromversorgung einer Meerwasserentsalzungsanlage in Deir el-Balah.
In der zweiten Phase des Abkommens sollten zwischen den Kriegsparteien auch die Bedingungen für die Freilassung der nach der ersten Phase des Waffenstillstandsabkommens noch in Geiselhaft der Hamas verbliebenen 59 Israelis ausgehandelt werden – dazu kam es jedoch nicht. Nach israelischen Geheimdienstinformationen sollen von den 59 Geiseln noch 24 am Leben gewesen sein, während 35 vermutlich in Gefangenschaft ermordet oder am 7. Oktober 2023 bereits tot in den Gazastreifen verschleppt wurden.
Auch den eigentlich am 1./2. März 2025 vorgesehenen Abzug der israelischen Armee aus dem Philadelphi-Korridor, der den Süden des Gazastreifens von der Grenze zu Ägypten trennt, lehnte Israel inzwischen offen ab.
Am 18. März 2025 beendete Israel einseitig mit schweren Luftangriffen auf Ziele im Gazastreifen den am 19. Januar 2025 in Kraft getretenen Waffenstillstand und brach damit das mit der Hamas am 15. Januar 2025 vereinbarte Waffenstillstandsabkommen, ohne dass Verhandlungen über wesentliche in der zweiten Phase des Waffenstillstandsabkommens geplante Inhalte geführt worden sind.

## Reaktionen unter Palästinensern

### Umfragen
Eine Umfrage des Palästinensischen Zentrums für Politik- und Umfrageforschung (PCPSR, arabisch المركز الفلسطيني للبحوث السياسية والمسحية), die vom 22. November 2023 bis 2. Dezember 2023 im Gazastreifen und im Westjordanland stattfand, zeigte, dass die Popularität der Hamas im Westjordanland sich in den vergangenen drei Monaten mehr als verdreifacht hatte. Im Gazastreifen war die Unterstützung für die Hamas zwar gestiegen, aber nicht signifikant. Trotz des Anstiegs ihrer Popularität unterstützt die Mehrheit sowohl im Westjordanland als auch im Gazastreifen die Hamas nicht. Es ist erwähnenswert, dass die Unterstützung für die Hamas in der Regel während oder unmittelbar nach einem Krieg vorübergehend ansteigt und dann einige Monate nach Kriegsende wieder auf das vorherige Niveau zurückgeht.
Die überwältigende Mehrheit der Befragten gab an, keine Videos in internationalen oder sozialen Medien gesehen zu haben, die Grausamkeiten von Hamas-Mitgliedern gegenüber israelischen Zivilisten zeigten, wie zum Beispiel die Ermordung von Frauen und Kindern in ihren Häusern. Über 90 Prozent glaubten nicht daran, dass Hamas-Kämpfer solche Gräueltaten begangen hätten. Auf die Frage, was im Krieg nach dem humanitären Völkerrecht erlaubt sei und was nicht, äußerte die große Mehrheit der Befragten die Meinung, es sei nicht zulässig, Zivilpersonen in ihren Häusern anzugreifen oder zu töten. Die Mehrheit (außer im Gazastreifen) war auch der Meinung, dass es nicht zulässig sei, Zivilpersonen als Geiseln zu nehmen.
Während im Westjordanland 82 Prozent die zu dem Angriff führende Entscheidung der Hamas für richtig hielten, waren es im direkt betroffenen Küstenstreifen nur 57 Prozent. Die überwältigende Mehrheit (81 Prozent insgesamt; 89 Prozent im Westjordanland und 69 Prozent im Gazastreifen) sagte, der Angriff sei eine Reaktion auf Siedlerangriffe auf die Al-Aqsa-Moschee und auf palästinensische Bürger gewesen und hätte außerdem auf die Befreiung von Gefangenen in israelischen Gefängnissen abgezielt. Die überwältigende Mehrheit der Befragten (87 %) war der Meinung, dass die Reaktion der USA, Großbritanniens, Deutschlands und Frankreichs auf die israelische Bombardierung des Gazastreifens zeige, dass diese westlichen Länder das humanitäre Völkerrecht nicht ernst nähmen; nur 10 Prozent (4 Prozent im Westjordanland und 19 Prozent im Gazastreifen) sagten, die Reaktion dieser Staaten zeige, dass ihnen das humanitäre Völkerrecht wichtig sei. Dass Israel sein Kriegsziel der Eliminierung der Hamas erreichen könnte, glaubten indes nur 1 Prozent der Befragten im Westjordanland und 17 Prozent im Gazastreifen. Nur 13 Prozent der Befragten (3 Prozent im Westjordanland und 29 Prozent im Gazastreifen) nahmen an, es werde Israel gelingen, die Palästinenser aus dem Gazastreifen zu vertreiben. Bei der Umfrage wurden 750 Bewohner des Westjordanlandes und 481 des Gazastreifens befragt.

### Proteste
2025 kam es in Gaza wiederholt zu Protesten mit tausenden Teilnehmern gegen die Hamas und für ein Ende des Krieges. Die Teilnehmer sprachen von einem „Hilferuf“ und stellten klar, dass die Hamas nicht in ihrem Namen spreche. Auch die Freilassung der Geiseln wurde gefordert. Die Hamas reagierte auf die Proteste mit bewaffneten Einschüchterungsversuchen. Ein 22-Jähriger, der als „einer der Anführer der Proteste“ galt, wurde mutmaßlich von der Hamas ermordet.

## Reaktionen in Israel
In Israel kam es im November 2023 zu Protesten gegen die Regierung mit Rücktrittsforderungen an Premierminister Netanjahu. Der Regierung wird vorgeworfen, dass sie die Opfer des Hamas-Überfalls vom 7. Oktober 2023 und die im Rahmen des Krieges Evakuierten im Stich lasse, finanzielle Unterstützung gebe es nur durch private Spenden und (nichtstaatliche) Organisationen. Die Regierung wurde zudem aufgefordert, der Freilassung der Geiseln oberste Priorität zu geben.
Ami Ajalon, ehemaliger Chef des Inlandsgeheimdienstes von der israelischen Arbeiterpartei, kritisierte die israelische Regierung unter Führung von Benjamin Netanjahu für eine fehlende politische Zielstellung abseits des militärischen Ziels, die Hamas zu vernichten. Hohe zivile Opferzahlen bei gleichzeitig fehlenden Bemühungen um einen palästinensischen Staat würden nur zu weiterer Radikalisierung führen und den Konflikt nicht lösen. Die Strategie der Regierung, den Konflikt „zu managen, nicht zu lösen“, sei gescheitert.
Am 23. Juni 2024 fanden in den Städten Tel Aviv, Jerusalem, Haifa, Be’er Scheva und in anderen Orten Israels Massenproteste statt. Die Angehörige der Geiseln forderten von der Regierung Netanjahu, die Kämpfe in Gaza umgehend zu stoppen und wieder Verhandlungen mit der Hamas zur Freilassung der Geiseln aufzunehmen. Zehntausende Demonstranten forderten Neuwahlen und die Befreiung der von der Hamas Festgehaltenen aus der Geiselhaft – „Lebendig und nicht in Leichensäcken“. Ministerpräsident Netanjahu warfen die Demonstranten vor, sich den Forderungen einiger rechtsextremer Minister seiner Koalitionsregierung zu beugen und eine mögliche Vereinbarung zu verhindern, die Geiseln freizulassen.
Am 18. Juli 2024 verabschiedete das israelische Parlament eine Resolution gegen die Anerkennung Palästinas. In der Resolution heißt es: „Ein palästinensischer Staat würde eine existenzielle Bedrohung für den Staat Israel und seine Bürger darstellen.“
Der TV-Produzent Elad Barashi, der für den Netanjahu-nahen Sender Channel 14 arbeitet, äußerte Ende Februar 2025 über die Menschen in Gaza: „Sie verdienen den Tod! Männer, Frauen und Kinder – egal wie, wir müssen einfach einen Holocaust an ihnen ausüben.“ Israelische und palästinensische Menschenrechtsorganisationen kritisierten die Aussage heftig. Allerdings hatte der Vorfall keine Konsequenzen für Barashi und er betonte später noch einmal, dass er weiter hinter seiner Aussage stehe. Die Tageszeitung urteilte, es sei nicht überraschend, dass „öffentliche Aufrufe zum Genozid gegen die Menschen in Gaza folgenlos bleiben. Barashis Holocaustfantasien reihen sich ein in zahllose Aufrufe israelischer Spitzenpolitiker seit der Hamas-Terrorattacke vom 7. Oktober.“
Als die israelische Regierung im März 2025 nach Ende der sechzigtägigen Waffenruhe die Angriffe wieder fortsetzte, protestierten tausende Menschen dagegen. Die Proteste richteten sich auch gegen Netanjahu persönlich. Viele Reservisten der israelischen Streitkräfte weigerten sich, zu den Kämpfen in Gaza zurückzukehren. Im April 2025 lag die Zahl der Verweigerer israelischen Medien zufolge bereits bei 100.000, rund einem Drittel der Reservisten, die insgesamt eingezogen wurden. Nadav Weiman von der Nichtregierungsorganisation Breaking the Silence machte der Netanjahu-Regierung basierend auf Berichten von Soldaten schwere Vorwürfe. Der Krieg diene nicht mehr nur dazu, die Hamas zu bekämpfen, sondern „Rache“ an Palästinensern zu nehmen und die Bevölkerung in Gaza umzusiedeln. Ebenfalls im April 2025 forderten israelische Kampfpiloten in einem offenen Brief ein Ende des Krieges. Zehntausend weitere zivile und nicht-zivile Bürger Israels schlossen sich binnen einer Woche dem Protest mit eigenen Briefen an. Laut der israelischen Soziologin Yael Berda stellt die Erwähnung palästinensischer Opfer in den Briefen dabei eine „wesentliche Neuerung“ innerhalb der Protestbewegung dar, da die meisten Israelis durch den Schock des 7. Oktobers zunächst „blind“ für palästinensisches Leid gewesen seien. Bei den Angehörigen der Geiseln steht der israelische Ministerpräsident in der Kritik, weil er „keinen Plan“ zur Befreiung der Geiseln habe, dies aber „mit vielen Worten und Slogans“ zu verschleiern trachte.
Der frühere israelische Ministerpräsident Ehud Olmert, der die Kriegsführung im Gazakrieg lange Zeit verteidigt hatte, war im Mai 2025 entsetzt vom Vorgehen gegen die Zivilbevölkerung, es sei ein „wahlloses, grenzenloses, grausames und kriminelles Töten von Zivilisten“. Er setzte seine Hoffnung auf Donald Trump: er sei der Einzige, der den israelischen Premierminister dazu zwingen könne, sich mit der „moralischen Realität dessen, was diese Regierung vollbringt, auseinanderzusetzen“. In einem Kommentar in der israelischen Tageszeitung Haaretz vom 27. Mai 2025 verstärkte Olmert seine Vorwürfe. Unter dem Titel „Jetzt reicht es. Israel begeht Kriegsverbrechen“ führt er aus, dass die jüngsten Operationen im Gazastreifen nichts mit legitimen Kriegszielen Israels zu tun haben.
Seit dem 7. Oktober 2023 haben israelische Völkerrechtsexperten, darunter Mitglieder des Israeli Law Professors’ Forum for Democracy (ILPFD), zahlreiche juristische Stellungnahmen zur israelischen Kriegsführung verfasst. Diese Dokumente analysieren das Vorgehen sowohl der Hamas als auch der israelischen Regierung aus der Perspektive des humanitären Völkerrechts. Die Texte richten sich unter anderem an den Generalstaatsanwalt, den Militärischen Generalanwalt, den Verteidigungsminister, das Oberste Gericht Israels sowie an Medienvertreter. Einige der Stellungnahmen wurden öffentlich gemacht, andere zunächst vertraulich behandelt. Die bislang einzige offiziell veröffentlichte Erklärung stammt vom 10. Juli 2025 und bezieht sich auf den Vorschlag zur Errichtung einer „Humanitären Stadt“ im Süden des Gazastreifens. Der Verfassungsblog hat insgesamt 18 dieser Stellungnahmen gesammelt und in englischer Übersetzung veröffentlicht.
Im August 2025 kam es erneut zu Protesten für ein Ende des Krieges und die Freilassung der Geiseln. Geisel-Angehörige riefen zu einem Generalstreik auf, allerdings schloss sich der Gewerkschafts-Dachverband Histadrut diesem nicht an.

## Internationale Reaktionen

### Staaten im Nahen Osten
Saudi-Arabien, Ägypten, die Türkei, die Vereinigten Arabischen Emirate, Bahrain und Jordanien riefen nach dem Terrorangriff zur Zurückhaltung und Deeskalation auf. Die Türkei und Jordanien betonten die Notwendigkeit einer Zweistaatenlösung. Die Islamische Republik Iran gab an, sie sei am Angriff unbeteiligt, begrüßte jedoch die Attacke auf Israel. Katar, Kuwait und Irak sahen die Ursache der Eskalation in Israels jahrzehntelanger Besatzung.
Im Juli 2025 unterstützten 17 Länder bei einer UNO-Konferenz in New York eine Forderung nach dem Ende der Herrschaft durch die Hamas, darunter arabische Länder wie Katar, Saudi-Arabien, Ägypten und Jordanien. In einem siebenseitigen Dokument verlangten sie konkrete Schritte für ein Ende des Krieges. „Im Rahmen der Beendigung des Krieges im Gazastreifen muss die Hamas ihre Herrschaft im Gazastreifen beenden und ihre Waffen mit internationalem Engagement und Unterstützung an die Palästinensische Autonomiebehörde übergeben“, heißt es in dem Dokument, das auch den Hamas-Terroranschlag auf Israel vom 7. Oktober verurteilt und das israelische militärische Vorgehen kritisiert. Israel müsse sich klar zu einer Zweistaatenlösung bekennen. Unterstützt wird das Papier unter anderem von Großbritannien, Frankreich, Kanada, Brasilien, Italien, Spanien, Norwegen und Irland.

### Vereinigte Staaten

#### Politisch

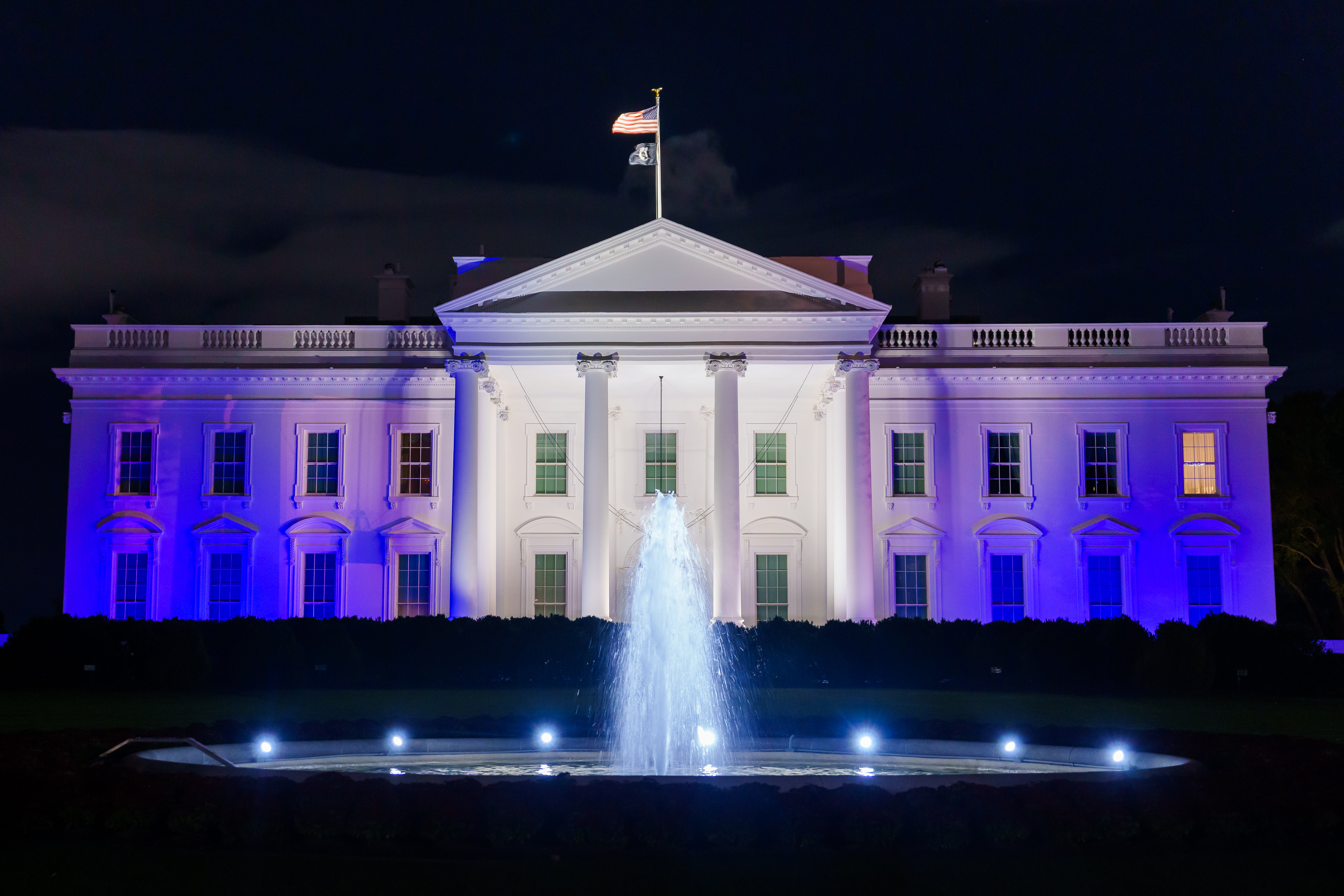
Das Weiße Haus in Washington in den Farben Israels

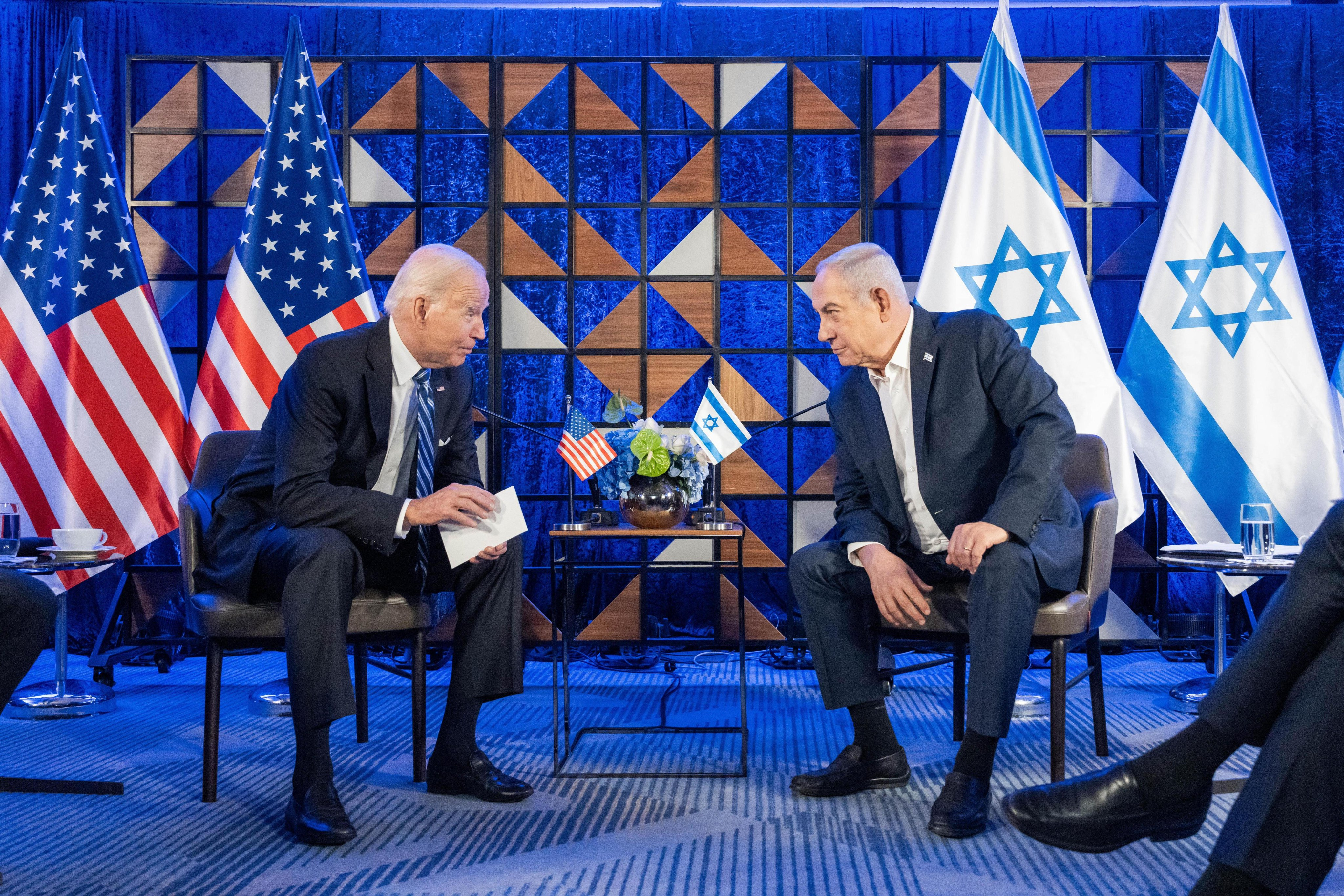
US-Präsident Biden sichert Israels Premierminister Netanjahu am 18. Oktober 2023 die amerikanische Unterstützung zu

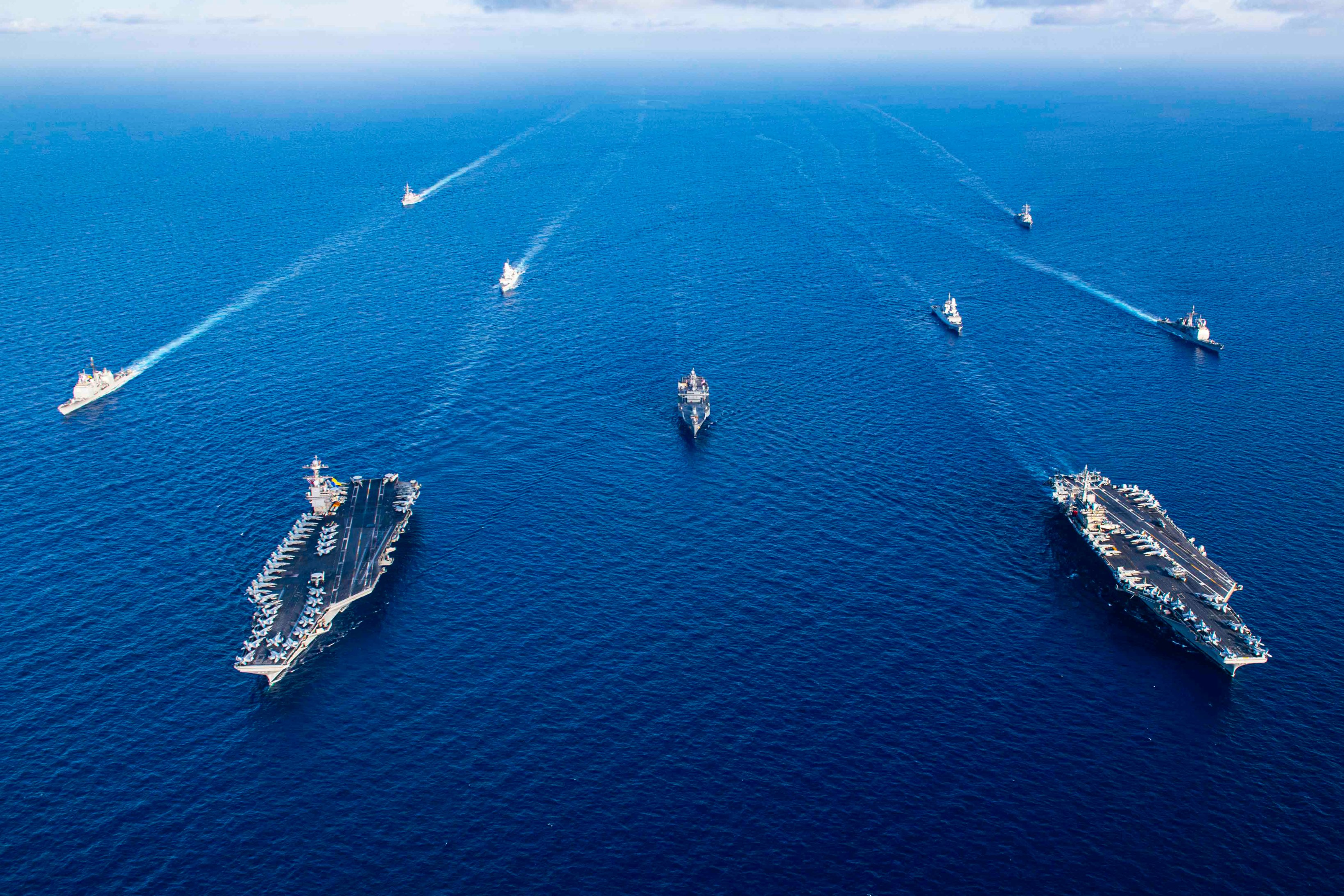
Die Flugzeugträger Dwight D. Eisenhower und Gerald R. Ford mit Carrier Strike Group werden zur Unterstützung Israels in das östliche Mittelmeer entsandt, 3. November 2023

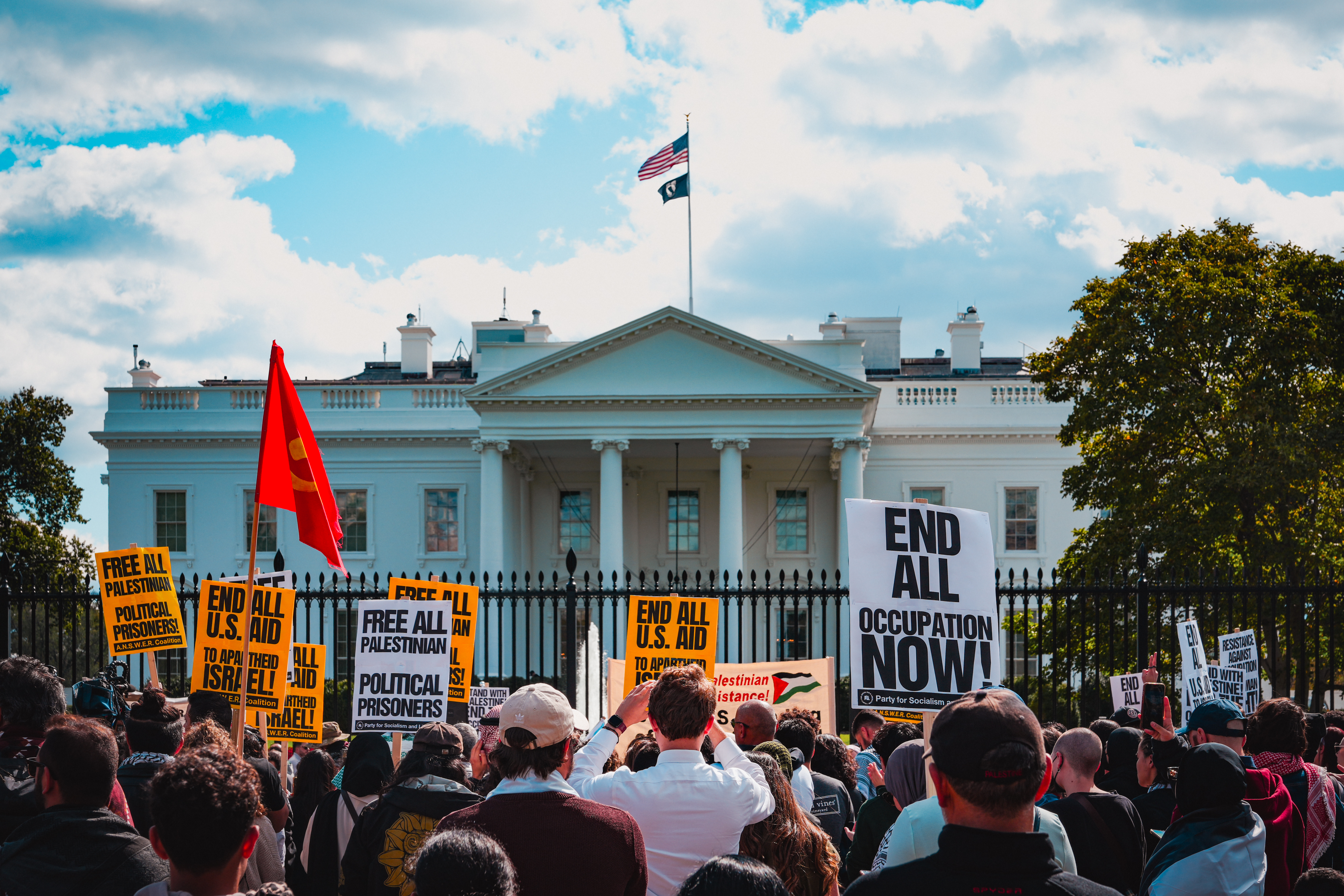
Pro-palästinensische Demonstration vor dem Weißen Haus

Die USA verurteilten die Terrorangriffe der Hamas und sicherten Israel die Unterstützung zu. Der amerikanische Präsident Joe Biden sprach vom „tödlichsten Tag für Juden seit dem Holocaust“. Ähnlich äußerte sich die Sonderbeauftragte für Antisemitismus in den USA, Deborah Lipstadt. Die US-Luftwaffe verstärkte ihre Präsenz in der Region.
In seiner Rede an die Nation am 7. März 2024 verteidigte Joe Biden das Recht Israels auf Territoriale Integrität und damit auch auf das mit dem Völkerrecht im Einklang stehende Recht alle erforderlichen Maßnahmen zum Schutz vor existenzbedrohenden Angriffen aller Art zu treffen. Er erinnerte aber auch eindringlich an Israels fundamentale Verantwortung für den Schutz von Leben und Gesundheit der palästinensischen Zivilbevölkerung im Gazastreifen. Brian Mast von den zum damaligen Zeitpunkt oppositionellen Republikanern sagte im Februar 2024, es gebe in Palästina – wie einst in Nazi-Deutschland – keine unschuldigen Zivilisten. Seine Aussage rief starke Kritik von amerikanischen Historikern hervor.
Am 23. Oktober 2024, nach der weitgehenden Niederlage der Hamas gegen Israel, dringt US-Außenminister Antony Blinken auf eine baldige Beendigung des Krieges durch Israel, da es die meisten seiner strategischen Ziele erreicht habe. Auch mahnt er weitere Fortschritte in der dauerhaften Versorgung der Bevölkerung im Gazastreifen mit Hilfsgütern an.

#### Gesellschaftlich
In den USA haben sich aus Protest gegen die israelische Kriegsführung, beziehungsweise die Rolle, die die US-Streitkräfte dabei spielen, drei Menschen selbst verbrannt. Eine in eine palästinensische Flagge gehüllte, nicht namentlich genannte Frau verbrannte sich am 1. Dezember 2023 in Atlanta. Sie überlebte schwer verletzt. Der 25-jährige US-Soldat Aaron Bushnell setzte sich am 25. Februar 2024 vor der israelischen Botschaft in Washington, D.C in Brand und starb an seinen Verletzungen. Am 11. September 2024 hat sich ein Mann vor dem israelischen Konsulat in Boston in Unterstützung der Anklage Benjamin Netanjahus vor dem Internationalen Gerichtshof selbst verbrannt. Er wurde mit Verbrennungen ins Krankenhaus eingeliefert. Die Jewish Voice for Peace forderte im Oktober 2023 mit mehr als hundert Teilnehmern vor dem Weißen Haus einen sofortigen Waffenstillstand und ein Ende des „Genozid“.
An US-Universitäten kam es zu Protesten gegen den israelischen Militäreinsatz. Diese führten zu heftigen Kontroversen: Zum einen wurden jüdische Mitstudierende beschimpft und belästigt, was als Ausdruck von Antisemitismus gewertet wurde. Andererseits zogen auch die Reaktionen der Polizei und der Universitäten Bedenken wegen möglicher Einschränkung der Meinungs- und Versammlungsfreiheit nach sich. 3000 Studierende wurden festgenommen. Die Proteste wurden teils mit den Studentenprotesten während des Vietnamkriegs verglichen, wenngleich sie auch nicht an die damaligen Dimensionen heranreichten.
Die American Historical Association, die größte Historikervereinigung der USA, stimmte im Januar 2025 für eine Resolution, die die militärischen Aktionen Israels in Gaza verurteilt und als „Scholasticide“ (massenhafte Zerstörung von Bildungseinrichtungen) anprangert. Hierzu verweist die Vereinigung auf die Zerstörung von 80 Prozent der Schulen, allen 12 Universitäten sowie zahlreichen Archiven, Museen, und weiteren kulturellen Einrichtungen.

### Deutschland

#### Politisch

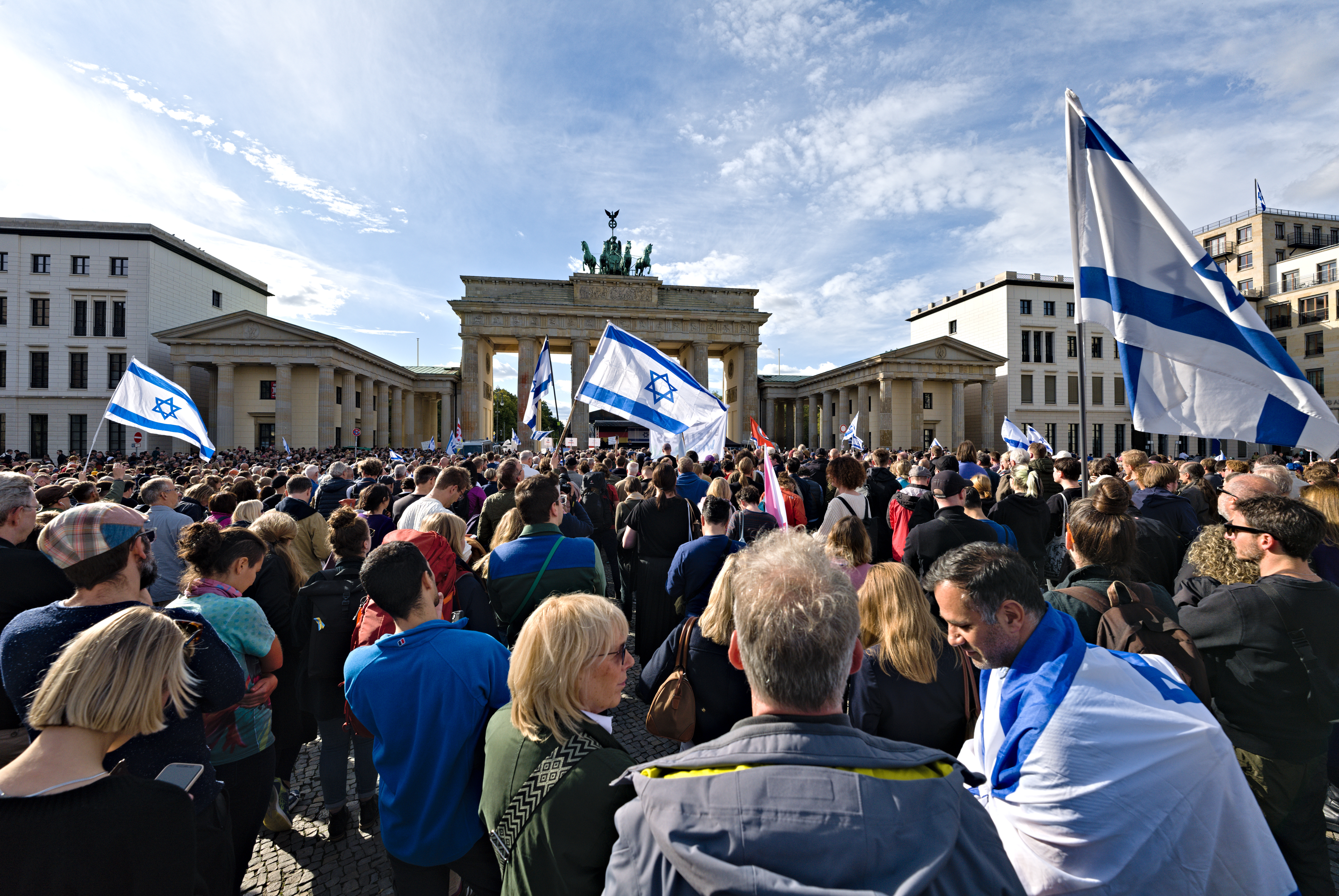
Solidaritätskundgebung mit Israel auf dem Pariser Platz in Berlin

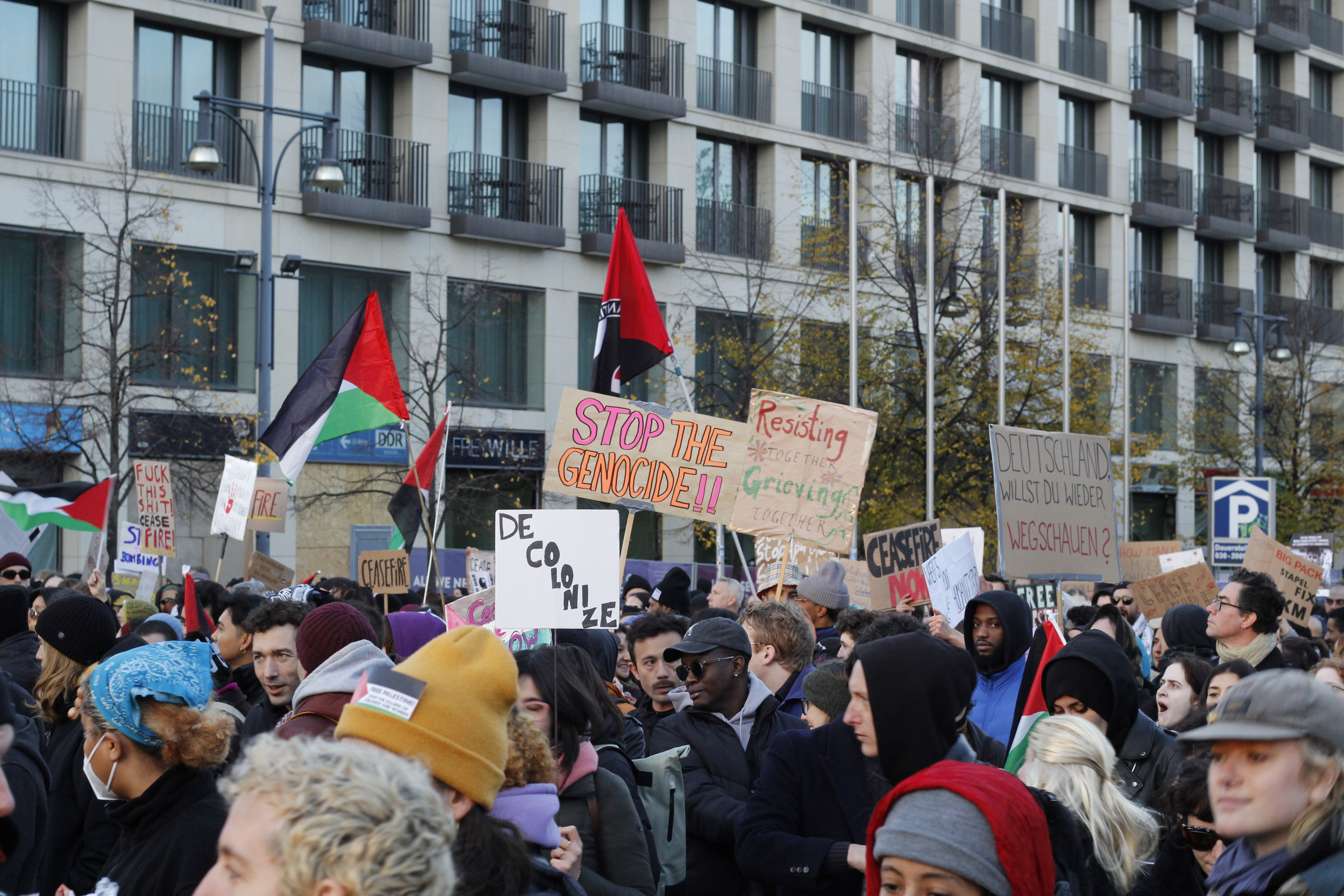
Pro-palästinensische Demonstration in Berlin

Der deutsche Bundeskanzler Olaf Scholz (SPD) und die deutsche Bundesaußenministerin Annalena Baerbock (Grüne) verurteilten den Angriff der Hamas. Baerbock unterstrich das „völkerrechtlich verbriefte Recht, sich gegen Terror zu verteidigen.“ Michael Roth (SPD), Vorsitzender des Auswärtigen Ausschusses des Deutschen Bundestages, forderte in Anbetracht der erwarteten militärischen Reaktion Israels, „dass die deutsche Öffentlichkeit jetzt lernen müsse, schlimme Bilder zu ertragen, wenn die israelische Armee die komplette Infrastruktur der Terrororganisation Hamas vernichten werde. Und auch im Angesicht dieser Bilder trotzdem solidarisch das israelische Vorgehen unterstützt“. Die deutsche Bundesregierung setzte zudem ihre staatlichen Finanzhilfen für Palästinenser vorübergehend aus und stellte sie auf den Prüfstand.
Im Juni 2024 und erneut im September 2024 stellte sich Baerbock hinter den von US-Präsident Biden vorgeschlagenen dreistufigen Plan, der eine Beendigung des Kriegs zum Ziel hatte. Israel sollte sich demnach unter anderem auf eine temporäre Waffenruhe einlassen und sich schrittweise zurückziehen, die Hamas Geiseln freilassen. Baerbock betonte gegenüber Israel, ein rein militärisches Vorgehen sei keine Lösung für den Konflikt und forderte die israelische Regierung zur Änderung ihrer Strategie auf. Durch das harte militärische Vorgehen setze Israel sein internationales Vertrauen aufs Spiel.
Unter der schwarz-roten Koalition unter Friedrich Merz bekräftigte Außenminister Johann Wadephul (CDU) im Juli 2025, Israel nicht im Stich lassen zu wollen. Man arbeite auf einen Waffenstillstand zwischen Israel und der Hamas hin. Aus der SPD-Fraktion kamen Forderungen nach einem Kurswechsel in der Israel-Politik, bis hin zu Forderungen nach einem Stopp von Waffenexporten. Im August 2025 kündigte Merz Einschränkungen bei den Waffenexporten an. Er kritisierte das Vorgehen der israelischen Regierung, die beabsichtigte, Gaza-Stadt einzunehmen. Das „noch härtere militärische Vorgehen“ lasse immer weniger erkennen, wie Israel seine legitimen Kriegsziele erreichen soll. Außerdem rief er Israel dazu auf, weitere Schritte „hin zu einer Annexion des Westjordanlands“ zu unterlassen.

#### Gesellschaftlich
Am Abend des Überfalls am 7. Oktober 2023 wurde das Brandenburger Tor zum Zeichen der Solidarität mit der Flagge Israels illuminiert. Am Tag nach dem Angriff wurde auf wichtigen Gebäuden des Landes die israelische Flagge gehisst.
Regelmäßig werden pro-palästinensische Demonstrationen mit teils zehntausenden Teilnehmern veranstaltet. Zum einen geht es um Ausdruck der Solidarität mit Palästina, andererseits werden die Demonstrationen auch von islamistischen Gruppierungen für israelfeindliche und antisemitische Parolen genutzt. Im April 2025 fand in Stuttgart auch erstmals ein palästinensischer Anti-Hamas-Protest mit etwa 50 Teilnehmern statt, der vom Gaza Youth Movement organisiert worden war. Die Journalisten Thomas von der Osten-Sacken und Niklas Noack erklärten die geringe Teilnehmerzahl damit, dass die Veranstalter den Protest aus „Sicherheitsbedenken“ kaum beworben hätten und potentielle Teilnehmer aus „Angst vor der Hamas, die ihre Fühler bis nach Deutschland ausstreckt“, ferngeblieben seien. Mitte Juni 2025 demonstrierten in Berlin laut Polizeiangaben 15.000 und laut Veranstalter 30.000 Menschen gegen die israelischen Angriffe auf Gaza, die inzwischen zu einer katastrophalen humanitären Lage geführt haben. Neben der Solidarisierung mit dem palästinensischen Volk forderten die Demonstrierenden auch ein Ende der Waffenlieferungen an Israel.
Auch Pro-Israel-Demos wurden veranstaltet. Anlässlich des ersten Jahrestags des Terrorangriffs kamen in München 8000 und in Berlin 500 Menschen zusammen. In Berlin forderten dem Demonstrierenden die „Freilassung der Geiseln und das Ende der Hamas Herrschaft in Gaza“. Am Berliner Bebelplatz erinnerten zeitweise leere Stühle symbolisch an die Opfer und Geiseln der Hamas.
Eine im Juni 2025 veröffentlichte repräsentative Umfrage ergab, dass den meisten Deutschen (63 Prozent) das Vorgehen Israels zu weit gehe. Mehrheitlich wird mindestens eine Begrenzung der Waffenlieferung gefordert. 30 Prozent fordern einen vollständigen Stopp. Nur 17 Prozent wollen die Waffenlieferungen unverändert gewähren lassen. Laut einer Umfrage vom Juli 2025 sind 74 Prozent der Deutschen für eine schärfere Haltung gegenüber Israel.

### Europa und Nordamerika
Verschiedene Staaten, darunter die Ukraine, Frankreich, Spanien, und das Vereinigte Königreich verurteilten noch am 7. Oktober den Terrorangriff der Hamas.
Die EU kündigte zunächst an, Gelder für Palästina einfrieren zu wollen. Spanien und Irland kritisierten das. Im November 2023 erklärte der Vizepräsident der Europäischen Kommission, Valdis Dombrovskis, dass es keine Hinweise gebe, wonach Gelder an die Hamas geflossen seien. Die Hilfen sollen daher weiter fortgsetzt werden, aber zusätzliche Maßnahmen sollen die Zweckentfremdung der Gelder erschweren.
Polens Präsident Andrzej Duda warnte, dass die Eskalation zwischen der Hamas und Israel Russland zugutekommen könnte. Sie lenke die internationale Aufmerksamkeit vom russischen Krieg gegen die Ukraine ab und könne zu einem neuen Migrationsdruck auf Europa durch weitere Flüchtlinge aus dem Nahen Osten führen.
Der ukrainische Präsident Wolodymyr Selenskyj warf auf X Russland zudem vor, im Nahen Osten einen Krieg lostreten zu wollen, warnte vor der Gefahr eines Weltkriegs und zog eine Verbindung zu „Moskaus iranischen Freunden“. Bereits zuvor hatte er in einer Videoansprache erklärt, dass Israel von einer „Terrororganisation“ und die Ukraine von einem „Terrorstaat“ angegriffen würden.
Am 15. Dezember 2023 wurde vom französischen Außenministerium ein gemeinsamer Appell der Außenministerien vom Vereinigten Königreich, Frankreich, der Schweiz, Kanada, Norwegen, Australien, Belgien, Dänemark, Finnland, Irland, Spanien, Schweden, Luxemburg, der Niederlande und der Europäischen Union veröffentlicht gegen die massive und ungehinderte Gewalt der Siedler gegen die palästinensische Bevölkerung.
Aus Barcelona, Washington, New York, Chicago und Ottawa wurde wenige Tage nach dem Überfall der Hamas über Solidaritätsaktionen mit Palästina berichtet. Einer pro-palästinensischen Großdemonstration in London am 21. Oktober 2023, die das Ende des israelischen Bombardements in Gaza forderte, wohnten nach Angaben der britischen Polizei bis zu 100.000 Teilnehmende bei.
Die T’ruah, ein politisch linkes Netzwerk von 2.300 Rabbinern in Nordamerika, veröffentlichte ebenfalls im Oktober per Statement: „Wir setzen uns in diesem Moment für das Leben unschuldiger Palästinenser ein.“ Viele andere jüdische Organisationen lehnen jedoch einen Waffenstillstand ab oder gehen nicht auf zivile Opfer in Palästina ein.

### Weitere Staaten
Laut israelischem Außenministerium äußerten bis zum 8. Oktober 2023 (dem Tag nach dem Überfall der Hamas auf Israel) 80 Staaten ihre Solidarität mit Israel.
Südafrika bekundete zunächst seine Solidarität mit Israel, weitete dies jedoch in der Folge auf alle zivilen Opfer in Israel und Palästina aus und unterstrich die Wichtigkeit einer Zwei-Staaten-Lösung. Am 30. Oktober 2023 forderte die südafrikanische Regierung eine Untersuchung gegen Israel wegen Völkermordes.
Im Juli 2025 legten 28 Staaten, darunter Großbritannien und Frankreich, eine gemeinsamen Erklärung vor, in der sie ein sofortiges Ende des Krieges forderten. Die Erklärung verurteilte die unzureichende Versorgung der Bevölkerung im Gazastreifen und die Tötung von Zivilisten beim Versuch, an Lebensmitteln zu gelangen.

### Einschränkung diplomatischer Beziehungen zu Israel
Innerhalb des ersten Monats des Kriegs kam es zu Einschränkungen beziehungsweise Abbruch diplomatischer Beziehungen einiger Länder zum Staat Israel. Kolumbien, Chile, Honduras und Jordanien riefen ihre Botschafter zurück. Am 31. Oktober 2023 brach Bolivien seine diplomatischen Beziehungen zu Israel ab. Am 1. November 2023 beschloss das Parlament in Bahrain die Ausweisung des israelischen Botschafters und die Beendigung der wirtschaftlichen Beziehungen. Israels Botschafterin wurde laut Presseberichten vom 19. Oktober 2023 aus der Türkei zurückgezogen. Die Türkei berief ihrerseits am 4. November ihren Botschafter zu Konsultationen aus Israel zurück, und Präsident Erdogan sagte über Netanjahu, er sei „nicht mehr jemand, mit dem wir sprechen können. Wir haben ihn abgeschrieben“. Der Tschad rief seinen Botschafter am 4. November aus „Entrüstung“ über den Konflikt zurück. Südafrika beorderte seinen Botschafter am 6. November aus Israel zurück und beschuldigte Israel des Völkermords in Gaza.

### Internationale Organisationen
Im Gazastreifen sind diverse Hilfsorganisationen aktiv: Islamic Relief, das Deutsche Rote Kreuz, die Internationale Rotkreuz- und Rothalbmond-Bewegung, Aktion Deutschland Hilft, Ärzte ohne Grenzen, SOS-Kinderdorf, Medico international sowie Save the Children.

#### Vereinte Nationen

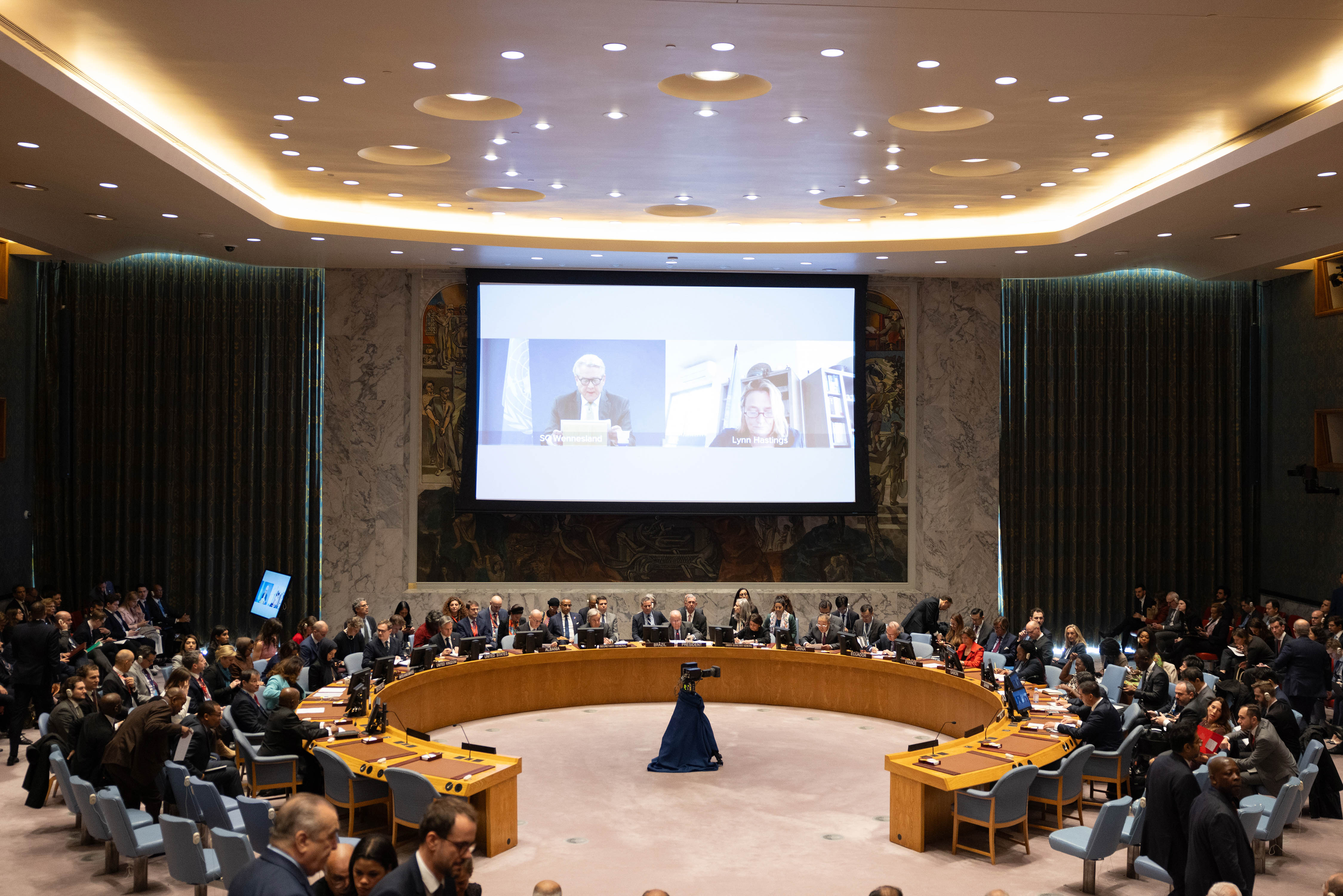
Sitzung des Sicherheitsrats der Vereinten Nationen zur Lage im Nahen Osten, 24. Oktober 2023

António Guterres, der Generalsekretär der Vereinten Nationen, verurteilte unmittelbar den Angriff der Hamas und forderte laut seinem Sprecher Stéphane Dujarric diplomatische Anstrengungen, „um einen größeren Flächenbrand zu verhindern“. Am 24. Oktober 2024 warnte Guterres Israel auf einer Sitzung des UN-Sicherheitsrates vor einer „kollektiven Bestrafung“ der Palästinenser. Er kritisierte ferner, durch die israelischen Luftangriffe werde eine humanitäre Katastrophe ausgelöst und Israel verletze durch Angriffe auf Krankenhäuser, Flüchtlingslager, Moscheen, Kirchen und UNO-Einrichtungen eindeutig das Völkerrecht. Angesichts der an die Zivilbevölkerung gerichteten Aufrufe der israelischen Armee, von dieser als Kampfgebiete deklarierte Landstriche im Gazastreifen zu verlassen und als sicher deklarierte „humanitäre Zonen“ wie Al-Mawasi aufzusuchen sowie angesichts der israelischen Blockade des Gazastreifens appellierte er an Israel:

„Der Schutz der Zivilbevölkerung bedeutet nicht, mehr als eine Million Menschen zur Evakuierung in den Süden zu befehlen, wo es keine Unterkünfte, keine Nahrung, kein Wasser, keine Medikamente und keinen Treibstoff gibt, und dann den Süden selbst weiter zu bombardieren.“

Guterres verurteilte abermals die Verbrechen der Hamas aufs Schärfste, sagte aber auch: „Es ist wichtig zu erkennen, dass die Angriffe der Hamas nicht im luftleeren Raum stattfanden“ und dass die Palästinenser seit 56 Jahren unter „erstickender Besatzung“ leiden würden. Vertreter der israelischen Regierung reagierten empört auf Guterres' Äußerungen und forderten seinen Rücktritt; es folgte die Ankündigung Israels, Vertretern der Vereinten Nationen keine Visa zur Einreise mehr zu erteilen.
Die UN kritisierten die israelische Blockade des Gazastreifens scharf. Der UN-Hochkommissar für Menschenrechte (UNHCHR), Volker Türk, sagte: „Die Verhängung von Belagerungen, die das Leben von Zivilisten gefährden, indem sie ihnen überlebenswichtige Güter vorenthalten, ist nach dem humanitären Völkerrecht verboten“. Der Generalkommissar des Hilfswerk der Vereinten Nationen für Palästina-Flüchtlinge im Nahen Osten (UNRWA), Philippe Lazzarini beschrieb die Belagerung Gaza als „nichts anderes als kollektive Bestrafung“.
Die UN-Sonderberichterstatterin für Palästina, Francesca Albanese, stellte den Ausbruch der Gewalt in den Kontext des andauernden Konfliktes und betonte die Rolle der Militärherrschaft Israels über den Gazastreifen für die Aggression von palästinensischer Seite: „Die heutige Gewalt muss im Kontext gesehen werden. Fast sechs Jahrzehnte feindseliger Militärherrschaft über eine ganze zivile Bevölkerungsgruppe (welche von allzu vielen offiziellen Erklärungen und Medien unverständlicherweise ignoriert wird) sind an sich schon eine Aggression und das Rezept für mehr Unsicherheit für alle.“
Der Vorsitzende der Weltgesundheitsorganisation, Tedros Adhanom Ghebreyesus sprach sich klar gegen den Evakuierungsbefehl Israels für den nördlichen Gazastreifen und die damit einhergehende Räumung der Krankenhäuser aus. Die Organisation fordert einen unmittelbaren Waffenstillstand, eine Rücknahme der Evakuierung und sicheren Zugang zu Kliniken in Gaza.
Am 21. Oktober 2023 kam es zu einer gemeinsamen Erklärung von UNICEF, dem Entwicklungsprogramm der Vereinten Nationen, dem Bevölkerungsfonds der Vereinten Nationen, dem Welternährungsprogramm der Vereinten Nationen und der Weltgesundheitsorganisation mit einem Aufruf zum Waffenstillstand und der humanitären Versorgung der Bevölkerung.
Am 28. Oktober 2023 legte Craig Mokhiber, der Leiter des New Yorker Büros des Hohen Kommissars für Menschenrechte, im Protest sein Amt nieder. Seiner Stellungnahme zufolge komme die UNO ihrer Pflicht nicht nach, das zu verhindern, was er als Völkermord an der palästinensischen Zivilbevölkerung im Gazastreifen unter israelischem Bombardement bezeichnet, und nannte die USA, das Vereinigte Königreich und weite Teile Europas als mitschuldig an dem grausamen Angriff.
UN-Organisationen, darunter das Nothilfebüro (OCHA), das Flüchtlingshilfswerk (UNHCR), das Kinderhilfswerk UNICEF, die Weltgesundheitsorganisation (WHO) und das Welternährungsprogramm (WFP), sowie die Hilfsorganisationen Care und Save the Children verurteilten in einer seltenen gemeinsamen Erklärung am 5. November 2023 die Tötung Tausender Zivilisten in Gaza und forderten eine sofortige Feuerpause: „Es sind jetzt 30 Tage. Genug ist genug!“

##### UN-Vollversammlung

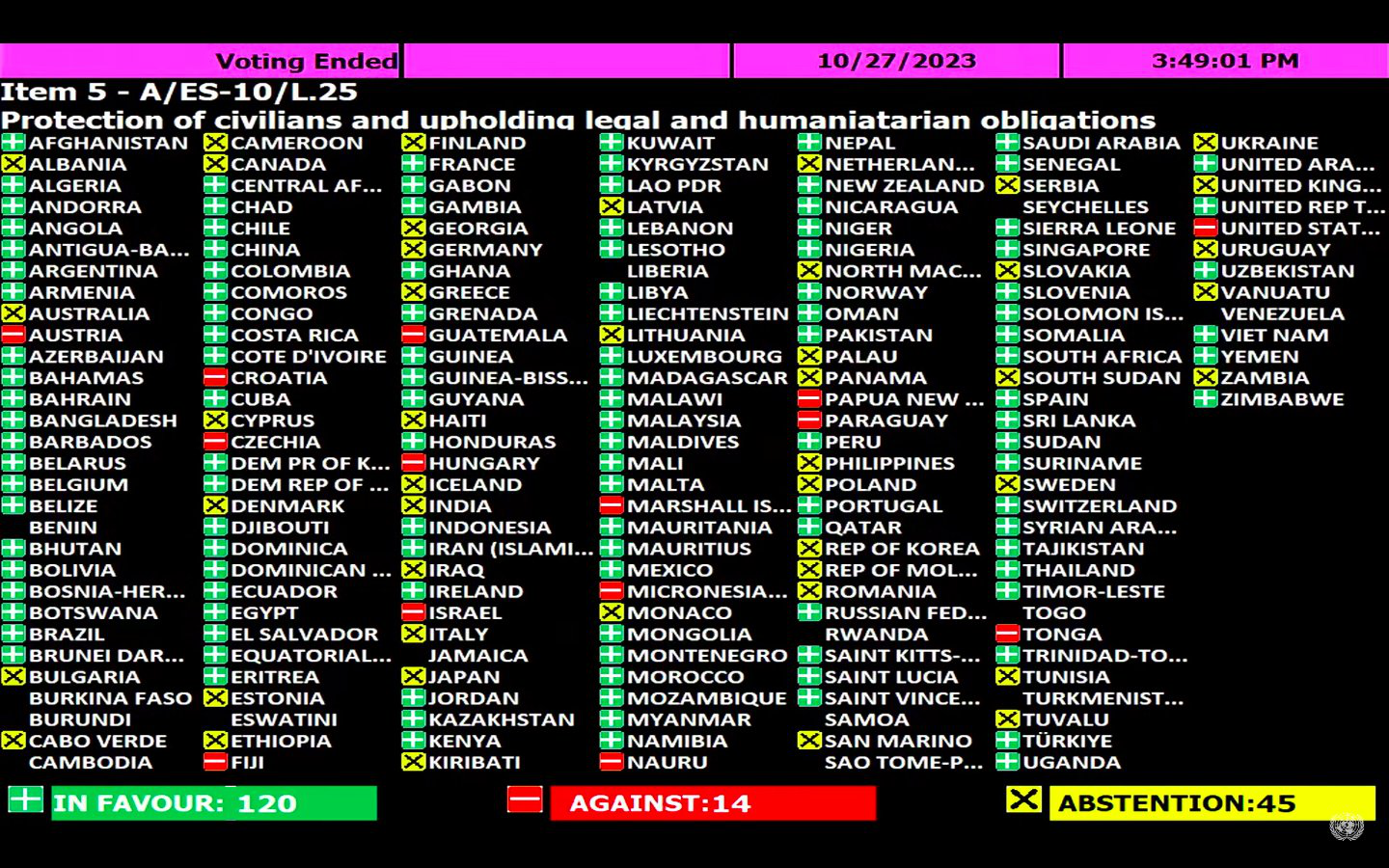
Abstimmungsverhalten aller Länder (alphabetisch) für die UN-Resolution ES-10/21 (Forderung eines humanitären Waffenstillstands und die Einstellung der Feindseligkeiten) am 27. Oktober 2023

Abstimmungsverhalten aller Länder (Weltkarte): grün-Zustimmung, rot-Ablehnung, gelb-Enthaltung, hellblau-bei der Abstimmung nicht anwesend

Am 27. Oktober 2023 verabschiedete die Generalversammlung der Vereinten Nationen die Resolution ES-10/21, in der ein „sofortiger und dauerhafter humanitärer Waffenstillstand und die Einstellung der Feindseligkeiten“ gefordert werden. Die Resolution wurde von Jordanien eingebracht, nachdem vorherige Versuche von Resolutionen zu humanitären Pausen und Waffenstillständen im UN-Sicherheitsrat gescheitert waren. Die Resolution erzielte eine klare Mehrheit und wurde mit 121 Stimmen bei 14 Gegenstimmen und 44 Enthaltungen angenommen.
Deutschland enthielt sich bei der Abstimmung. Die deutsche Außenministerin Annalena Baerbock begründete die Enthaltung damit, dass „die Resolution den Hamas-Terror nicht klar beim Namen nennt, die Freilassung aller Geiseln nicht deutlich genug fordert und das Selbstverteidigungsrecht Israels nicht bekräftigt“. Der israelischen Botschafter in Deutschland Ron Prosor und die Deutsch-Israelische Gesellschaft kritisierten die Enthaltung und forderten, Deutschland hätte mit Nein stimmen sollen. Der israelische Außenminister Eli Cohen äußerte nach der Abstimmung: „Wir lehnen den verabscheuungswürdigen Ruf der UN-Generalversammlung nach einem Waffenstillstand entschieden ab“.
Am 12. Dezember 2023 verabschiedete die Generalversammlung der Vereinten Nationen mit großer Mehrheit eine Resolution, in der ein sofortiger humanitärer Waffenstillstand, die sofortige und bedingungslose Freilassung aller Geiseln und die Einhaltung des Völkerrechts durch die Kriegsparteien – insbesondere in Bezug auf den Schutz der Zivilbevölkerung – gefordert wurde. Zehn Staaten stimmten dagegen, darunter die USA und Israel. Die UN-Botschafter der USA, Linda Thomas-Greenfield, erklärte vor der Abstimmung, ihr Land unterstütze einige Aspekte der Resolution – unter anderem die Notwendigkeit, die katastrophale humanitäre Lage im Gazastreifen zu verbessern, Zivilisten zu schützen und Geiseln zu befreien, einen Waffenstillstand aber lehne ihr Land als „gefährlich für die Israelis, die unerbittlichen Angriffen ausgesetzt wären und auch gefährlich für die Palästinenser, die die Chance verdienen, sich eine bessere Zukunft aufzubauen – frei von der Hamas“ –, ab.”

##### UN-Sicherheitsrat

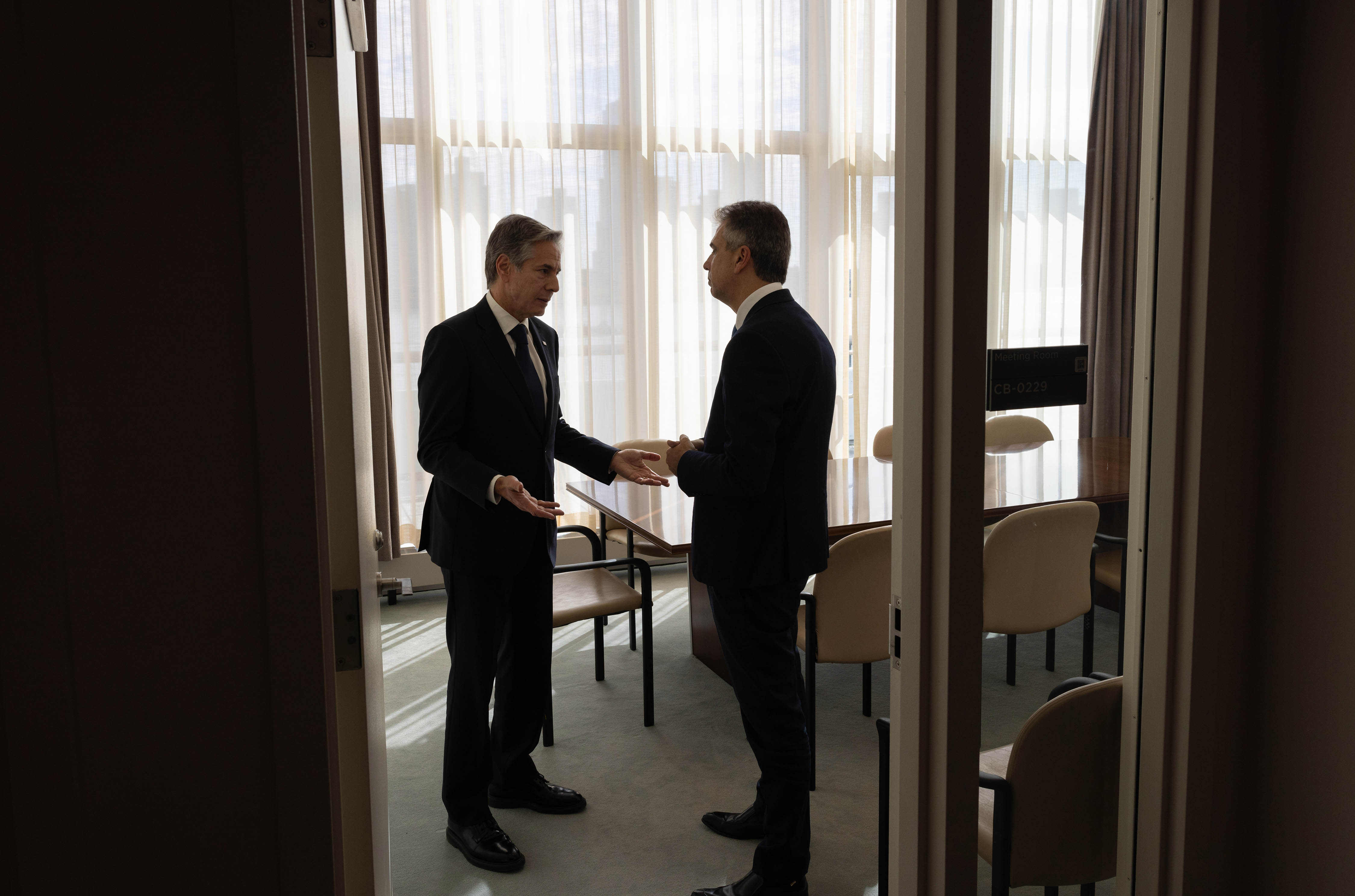
Absprache zwischen den Außenministern der USA und Israels, Antony Blinken und Eli Cohen, im Rahmen eines Treffens der Vereinten Nationen in New York, am 24. Oktober 2023

Der Sicherheitsrat der Vereinten Nationen (kurz Weltsicherheitsrat) wurde auf Verlangen der nichtständigen Mitglieder Malta und Vereinigte Arabische Emirate zu einer nichtöffentlichen Dringlichkeitssitzung am 8. Oktober 2023 einberufen. In den „geschlossenen Konsultationen“ (Consultations of the whole) stand die Lage im Nahen Osten auf der Tagesordnung. Neben den 15 Ratsmitgliedern waren anders als bei öffentlichen Sitzungen keine weiteren Staaten – auch nicht die in den Konflikt involvierten – als Beisitzer zugelassen. Als Berichterstatter fungierte der UN-Sonderkoordinator für den Nahost-Friedensprozess, Tor Wennesland. Der Großangriff wurde in dem Gremium durch eine Mehrheit verurteilt, aber es kam zu keiner einstimmigen Beschlussfassung.
Am 17. Oktober 2023 schlug die russische UN-Delegation dem Weltsicherheitsrat eine UN-Resolution vor, in der humanitärer Zugang, die sichere Evakuierung von Zivilisten und die Freilassung von Geiseln gefordert wurden. Sie erhielt nicht die erforderlichen neun Stimmen im UN-Sicherheitsrat, sondern nur fünf Ja-Stimmen (China, Gabun, Mosambik, Russland und die Vereinigten Arabischen Emirate), vier Nein-Stimmen (Frankreich, Japan, das Vereinigte Königreich und die Vereinigten Staaten) und sechs Enthaltungen (Albanien, Brasilien, Ecuador, Ghana, Malta und die Schweiz).
Am 18. Oktober 2023 legte Brasilien dem Weltsicherheitsrat den Entwurf einer UN-Resolution vor, in der ein Waffenstillstand zwischen den Kriegsparteien gefordert wird, damit Humanitäre Hilfsleistung die Zivilbevölkerung Gazas leichter erreichen können. Darüber hinaus wurde im Resolutionsentwurf auch der Terrorangriff der Hamas auf Israel am 7. Oktober 2023 ausdrücklich verurteilt. Gegen den brasilianische Resolutionsentwurf legten jedoch die USA ein Veto ein und der Resolutionsentwurf wurde somit abgewiesen. Die Delegation der USA argumentierte, dass ihr Staat ein Veto einlegt hätte, weil im brasilianischen Resolutionsentwurf, das für alle Mitgliedstaaten der Vereinten Nationen im Artikel 51 der Charta der Vereinten Nationen verbriefte Recht zur Selbstverteidigung, nicht explizit erwähnt wurde.
Am 15. November 2023 nahm der Sicherheitsrat der Vereinten Nationen eine völkerrechtlich bindende Resolution an, die zur Sicherstellung humanitärer Hilfe „dringende und ausgedehnte humanitäre Pausen und Korridore im gesamten Gazastreifen für eine ausreichende Anzahl von Tagen“ forderte. Alle Parteien wurden angehalten, das Völkerrecht zu respektieren. Eine „Zwangsumsiedlung der Zivilbevölkerung“ wurde abgelehnt. Den Menschen im Gazastreifen dürften lebensnotwendige Dienste nicht vorenthalten werden. Die Hamas wurde aufgefordert, die Geiseln freizulassen. Zwölf Nationen stimmten für die Resolution, die USA, Russland und das Vereinigte Königreich enthielten sich der Stimme. Israels Botschafter bei den Vereinten Nationen nannte die Resolution „realitätsfern“ und „bedeutungslos“.
Der UN-Sicherheitsrat konnte nach tagelangen Verhandlungen am 22. Dezember 2023 schließlich Resolution 2720 für eine umfassende humanitäre Hilfe für den Gazastreifen verabschieden, wobei die USA und Russland sich der Stimme enthielten. Die Kriegsparteien werden darin aufgefordert, „sichere und ungehinderte Lieferung von humanitärer Hilfe“ zu ermöglichen.
Nachdem seit Beginn des seit 2023 fortdauernden Gazakrieges im Weltsicherheitsrat der Versuch der Mitglieder sich auf eine UN-Resolution zum Gazakrieg zu einigen, dreimal am Veto der Vereinigten Staaten und einmal an dem Chinas und Russlands gescheitert war, konnte die UN-Resolution 2728 vom Weltsicherheitsrat am 25. März 2024 verabschiedet werden. Darin wird von den am laufenden Gazakrieg beteiligten Kriegsparteien, die sofortige Vereinbarung einer Feuerpause für die verbleibende Zeit des muslimischen Fastenmonats Ramadan und von der Terrororganisation Hamas die bedingungslose Freilassung aller nach den Geiselnahmen am 7. Oktober 2023 in den Gazastreifen verschleppten Menschen gefordert. Betont wird aber auch die Notwendigkeit, dass wesentlich mehr humanitäre Hilfsgüter als bisher in das Kriegsgebiet geliefert werden müssen. Vierzehn Mitglieder des Weltsicherheitsrats stimmten für die UN-Resolution. Die Vereinigten Staaten verzichteten auf ein Veto und ermöglichten so deren Annahme. Israel hielt auch nach Annahme der UN-Resolution im Weltsicherheitsrat am eingeschlagenen Kurs fest: Benny Gantz, der zu diesem Zeitpunkt als Minister ohne Geschäftsbereich dem dreiköpfigen israelischen Kriegskabinett angehörte, stellte klar, dass die UN-Resolution „keine operative Bedeutung“ für sein Land habe – schon am Morgen des folgenden Tages griff die israelische Luftwaffe über 60 Ziele im Gazastreifen an. Israels Regierung reagierte verärgert auf die Enthaltung der USA; eine schon geplante Reise einer Regierungsdelegation nach Washington sagte Israel ab. Die US-Regierung reagierte darauf mit Unverständnis und betonte, dass die Stimmenthaltung der USA im Weltsicherheitsrat keinen „Politikwechsel“ gegenüber Israel bedeute. Die USA sehen sich als Schutzmacht Israels und gewähren Militärhilfe für Israel in Milliardenhöhe – darunter auch das Raketenabwehrsystem Iron Dome.

##### Appell des UN-Generalsekretärs vom 7. Dezember 2023
Der UN-Generalsekretär informierte am 7. Dezember 2023 den Weltsicherheitsrat über die dramatische humanitäre Lage im Gazastreifen und appellierte unter Anwendung von Artikel 99 der UNO-Charta an die 15 Mitglieder des Weltsicherheitsrats, eine Resolution für eine humanitäre Waffenruhe zu beschließen. Am 8. Dezember wurde über einen Resolutionsentwurf abgestimmt und dieser erhielt die Zustimmung der Regierungen von 13 der 15 Ratsmitglieder, bei Enthaltung des Vereinigten Königreichs. Da aber die Regierung der Vereinigten Staaten ein Veto einlegte, scheiterte die Resolution.

#### Europäische Union

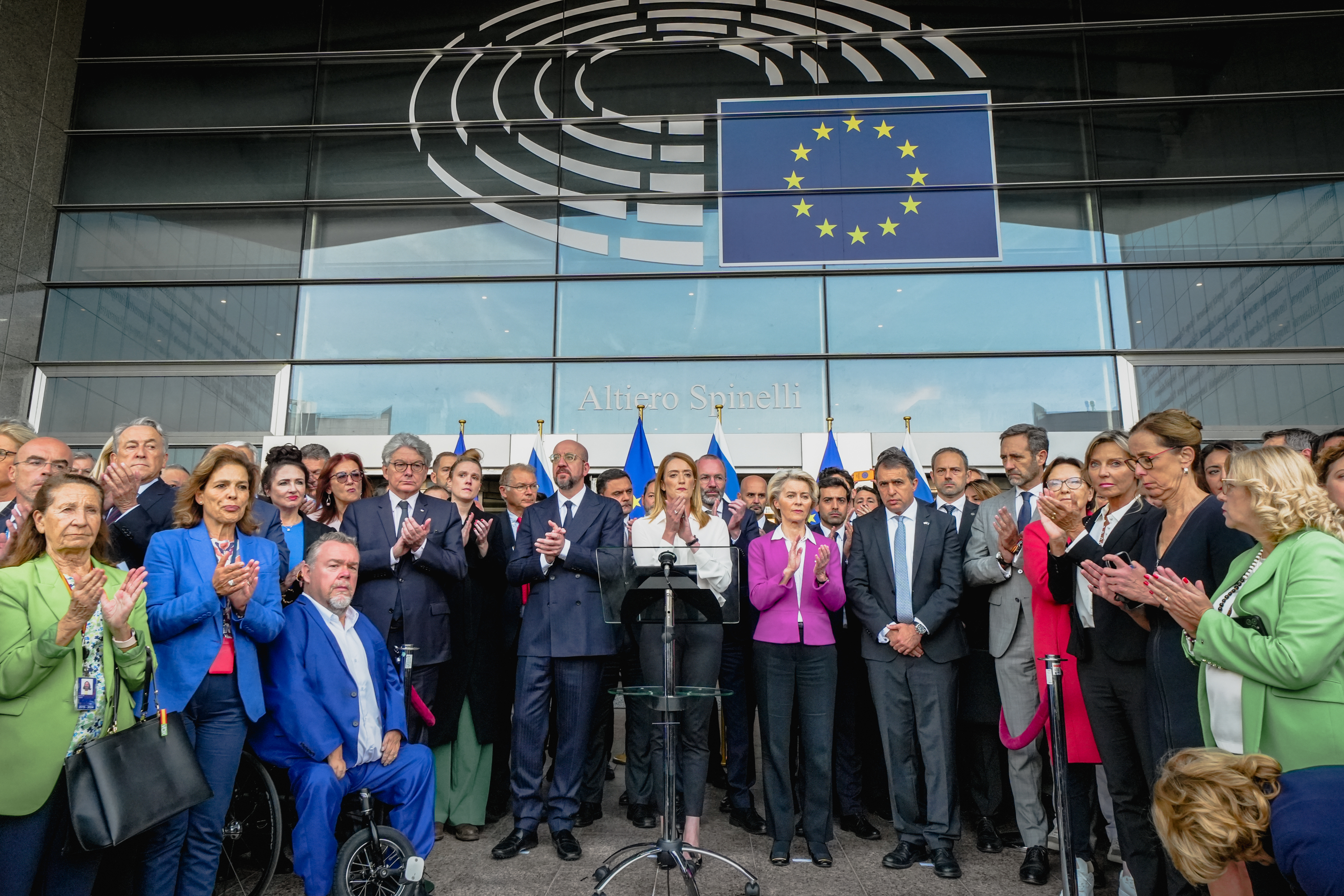
Solidaritätsbekundung mit den Opfern des Terroranschlags vor dem Europäischen Parlament in Brüssel, in Anwesenheit von Roberta Metsola (Präsidentin des Europäischen Parlaments), Ursula von der Leyen (Präsidentin der Europäischen Kommission) und Charles Michel (Präsident des Europäischen Rates) am 11. Oktober 2023

Die Präsidentin der Europäischen Kommission, Ursula von der Leyen, nannte die Angriffe der Hamas am 7. Oktober 2023 „Terrorismus in seiner verabscheuungswürdigsten Form“. Der Sitz der Kommission wurde am Abend des Überfalls mit der Flagge Israels angestrahlt. Die Europäische Union verkündete am 9. Oktober als Reaktion auf die Ereignisse die Aussetzung aller Hilfsgeldzahlungen nach Gaza. Den Worten des Kommissars für Erweiterung und Europäische Nachbarschaftspolitik, Olivér Várhelyi, zufolge werden „alle Zahlungen sofort ausgesetzt. Alle Projekte werden überprüft.“ Diese Entscheidung wurde jedoch auf Druck mehrerer Mitgliedstaaten der Europäischen Union einen Tag später wieder zurückgenommen.
Am 23. Oktober 2023 wurde im Rahmen eines EU-Außenministertreffens in Luxemburg über die europäische Position zu einem Waffenstillstand sowie der Einrichtung humanitärer Korridore zur Versorgung der Zivilbevölkerung debattiert. Dem Treffen ging die UNO-Forderung nach einem Waffenstillstand voraus; es erfolgte auf Initiative mehrerer EU-Länder und mit Unterstützung des Hohen Vertreters der Europäischen Union für Außen- und Sicherheitspolitik Josep Borrell („Der UN-Generalsekretär hat dazu aufgefordert. […] Wie können wir nicht darüber diskutieren“). Es wurde jedoch keine einheitliche Position gefunden, da einige Außenminister wie beispielsweise Annalena Baerbock für Deutschland gegen einen Waffenstillstand stimmten.
Im Beschluss eines EU-Außenministertreffens am 13. November 2023 forderten die Außenminister von 28 EU-Staaten in einer gemeinsamen Erklärung eine unmittelbare Feuerpause. Vertreten durch Annalena Baerbock lehnte Deutschland weiterhin ab, sich Forderungen nach einem Waffenstillstand anzuschließen.
Am 19. Februar 2024 beschloss der Rat für Auswärtige Angelegenheiten die defensive Operation Aspides im Rahmen der gemeinsamen Außen- und Sicherheitspolitik, „mit der die Freiheit der Schifffahrt im Roten Meer und im Golf von Aden wiederhergestellt und gewahrt werden soll.“
Am 22. März 2024 forderte der Europäische Rat in einer Erklärung eine sofortige humanitäre Waffenruhe.

#### Arabische Liga
Die Außenminister der 22 Mitgliedstaaten der Arabischen Liga trafen sich am 11. Oktober 2023 in Kairo zu einer Dringlichkeitssitzung. Es wurde ein sofortiger Stopp der israelischen Angriffe auf Gaza gefordert. In einer Abschlusserklärung des Sondertreffens wurde die Notwendigkeit betont, den Friedensprozess wiederzubeleben. Die Abschlusserklärung rief beide Seiten dazu auf, die Waffen ruhen zu lassen. „Wir verurteilen das Töten von Zivilisten auf beiden Seiten. Unbeteiligte müssen, wie es die menschlichen Werte und das internationale Recht verlangen, geschützt werden. Alle Gefangengenommenen und entführten Zivilisten müssen freigelassen werden“ hieß es unter anderem in der Abschlusserklärung.

#### Organisation für Islamische Zusammenarbeit
Die Organisation für Islamische Zusammenarbeit verurteilte die anhaltende israelische Militäraggression gegen die Palästinenser und bekräftigte, dass die fortgesetzte Besetzung die „Ursache der Instabilität“ sei.

#### Rotes Kreuz
Laut Fabrizio Carboni, Regionaldirektor Naher und Mittlerer Osten für das Internationale Komitee vom Roten Kreuz, hat die Blockade maßgebliche Auswirkungen auf die zivile Bevölkerung in Gaza, wobei die alltägliche Versorgung grundlegend zum Erliegen kommt: „Gaza ohne Strom bedeutet Spitäler ohne Strom: Dies gefährdet das Leben von Neugeborenen in Brutkästen und älteren Patienten mit künstlicher Sauerstoffzufuhr. Dialysebehandlungen werden unterbrochen, Röntgenuntersuchungen sind nicht mehr möglich. Ohne Strom besteht die Gefahr, dass die Spitäler zu Leichenhäusern werden. Für die Familien in Gaza ist es bereits heute schwer, sauberes Trinkwasser zu erhalten. Kein Vater und keine Mutter möchte gezwungen sein, dem durstigen Kind schmutziges Wasser zu trinken geben zu müssen.“ Der WHO-Chef Tedros Adhanom Ghebreyesus forderte, das Internationale Komitee vom Roten Kreuz (IKRK) solle sofort Zugang zu den aus Israel entführten Geiseln erhalten. Er forderte außerdem die sofortige Freilassung aller Geiseln, die im Zuge des Terrorangriffs der islamistischen Hamas Anfang Oktober 2023 verschleppt worden waren.

#### Human Rights Watch
Human Rights Watch forderte am 6. November 2023 ein Waffenembargo gegen Israel und bewaffnete palästinensische Gruppen. „Länder, die Waffen liefern, riskieren Mitschuld an schweren Menschenrechtsverletzungen“, warnte die Organisation. Israels wichtigste Verbündete – die Vereinigten Staaten, Deutschland, Großbritannien und Kanada – sollten ihre „Militärhilfen und Waffenverkäufe an Israel aussetzen, solange die israelischen Streitkräfte ungestraft umfangreiche, schwerwiegende Menschenrechtsverletzungen begehen, die Kriegsverbrechen gegen die palästinensische Zivilbevölkerung gleichkommen. Irans Regierung und Regierungen anderer Staaten sollten die Lieferung von Waffen an bewaffnete palästinensische Gruppen, einschließlich der Hamas und des Islamischen Dschihad, einstellen, solange diese systematisch Angriffe verüben, die Kriegsverbrechen gegen israelische Zivilisten darstellen.“

#### Save The Children
Die Hilfsorganisation Save the Children ließ Ende Oktober 2023 verlauten, die Anzahl der in den ersten drei Wochen des Konflikts in Gaza getöteten Kinder sei höher als die Anzahl durch Kampfhandlungen getöteter Kinder in jedem ganzen Jahr seit 2019 in Konflikten weltweit. Sie bezog sich dabei auf UN-Berichte, in denen nur die Anzahl der von der UN verifizierten Toten aufgeführt werden.

### Antisemitische und antimuslimische Vorfälle
In diversen britischen Städten (darunter London, Manchester und Brighton) und schwedischen Städten (darunter Malmö, Stockholm, Kristianstad, Helsingborg) sowie in einem Flüchtlingsaufnahmelager auf der griechischen Insel Samos bejubelten muslimische Gruppen die Attacken vom 7. Oktober 2023 auf Israel. Auch in der Türkei wurde über Feiern und anti-israelische Slogans berichtet. In der darauffolgenden Zeit kam es in mehreren Ländern zu einem Anstieg antisemitischer Vorfälle.
Noch am Tag des Überfalls wurde die Sicherung jüdischer Einrichtungen in Deutschland erhöht. Neben dem Anstieg antisemitischer Vorfälle, berichtet die Initiative gegen Muslimfeindlichkeit aus Berlin auch einen parallelen Anstieg antimuslimischer Vorfälle seit dem 7. Oktober.

## Der Krieg in den Medien
Der Krieg zwischen Israel und der Hamas wird in den verschiedensten Medien in aller Welt ausführlich berichtet; die Berichterstattung ist vielfältig und reicht von traditionellen Nachrichtenkanälen bis hin zu verschiedenen Social-Media-Plattformen und umfasste eine große Bandbreite an Perspektiven und Erzählungen. Die Frage nach der Ausgewogenheit und kritischen Distanz in der Berichterstattung ist Gegenstand zahlreicher Kontroversen und Debatten weltweit. Kritik geht oft mit dem Vorwurf der Parteinahme für eine jeweilige Konfliktpartei einher. Von Ländern der arabischen Welt und des globalen Südens wird der westlichen Presse eine Doppelmoral im Verhältnis zur Darstellung anderer Kriege und Konflikte vorgeworfen; andererseits wird der Gegenseite oft eine Fokussierung auf zivile Opfer in Gaza ohne Erwähnung der vorhergehenden Terrorangriffe kritisiert.
Erschwert wird die Berichterstattung dadurch, dass der internationalen Presse seit Monaten von Israel und Ägypten der freie Zugang zum Gazastreifen verwehrt wird. Die lokalen palästinensischen Journalisten arbeiten unter widrigsten Umständen: Laut Reporter ohne Grenzen wurden über 140 Medienschaffende durch Angriffe der israelischen Armee getötet, mindestens 34 davon direkt bei der Arbeit. Gleichzeitig arbeiten sie unter einer Hamas-Diktatur, die auf Propaganda statt auf kritische Berichterstattung setzt.

### Journalistische Bewertungen
Vielfach wurde der kriegsauslösende Angriff der Hamas am 7. Oktober 2023 aufgrund der Dimension des Terrors als ein „9/11-Moment für die Geschichte Israels“ oder „Pearl Harbor von Israel“ angesehen. Im israelischen Fernsehen wurde der Tag auch als „Gamechanger“ bezeichnet. Der jetzige Krieg müsse anders sein als die früheren und ein klares Ziel haben. Israel werde einen wie auch immer formulierten „Sieg“ erzielen „müssen“, schätzte Israelexperte Richard C. Schneider die Lage ein. → Zahlreiche Medien ordneten die Tragweite und Dimensionen des Terrorangriffs ein, siehe dazu: Terrorangriff der Hamas auf Israel 2023#Mediale Diskussion des Angriffs
Maria Sterkl schrieb im Oktober 2023 in der Frankfurter Rundschau, dass die Terrororganisation Hamas die Region in einen Krieg gestürzt habe, „der länger andauern, viele Menschenleben kosten und Traumata hinterlassen“ werde, „die noch mehrere Generationen überschatten“ würden. Die israelischen Streitkräfte, die versuchten, „militärische Infrastruktur, nicht aber zivile Ziele anzugreifen“, was in einem dicht besiedelten Land aber nicht immer gelinge, könnten damit konfrontiert werden, dass die Hamas israelische Geiseln als menschliche Schutzschilde benutzen werde, wie sie es auch mit ihren eigenen Leuten mache. Wirklich gewinnen könne den Krieg niemand, weder die Israelis noch die Hamas oder ihre Unterstützer, „die mit himmelschreiendem Zynismus das Morden und Foltern auch noch als Freiheitskampf verkaufen“ wollten, noch „jene Menschen in Gaza, die zwar nicht mit der Hamas leben wollen, aber gar keine andere Wahl haben, weil sie das Gebiet weder verlassen noch ihre Führung abwählen können“.
Der Chefredakteur der königshausnahen saudischen Arab News, Faisal Abbas, schrieb im Oktober 2023, der Angriff und die Gefangennahme von Geiseln verschafften der Hamas neue Verhandlungsmasse. Es sei jedoch unwahrscheinlich, dass sich die Realität am Boden verändern werde. Der dadurch ausgelöste Krieg stärke die Rechtsregierung Netanjahus, die gewöhnlichen Palästinenser müssten den Preis zahlen. Die Anstrengungen für einen „umfassenderen regionalen Friedensvorschlag“ sollten verstärkt werden. Der ehemalige Chefredakteur von Asharq al-Awsat meinte, es handle sich um einen Krieg zur Durchsetzung von Fraktionsinteressen ohne strategisches Ziel. Es sei verdächtig, dass der Angriff zu einem Zeitpunkt erfolge, an dem saudisch-israelische Verhandlungen „den Palästinensern bessere Lebensbedingungen“ verschaffen würden. Er behauptete weiterhin, es handle sich um eine iranische Sabotage des Friedens im Nahen Osten. Die Sympathie des Westens für die palästinensischen Anliegen würde durch die Bilder der Operation verschwinden.
Gabor Steingart schrieb im Focus, dieser durch den Hamas-Terror provozierte Krieg sei im Grunde „der größte Selbstmordanschlag der neueren Geschichte“; kollektiv stürze „die Terrororganisation Hamas sich und ihre Nächsten in den Tod“. Einen „Krieg ohne Kriegsziel“ könne „nur der Nihilismus hervorbringen“.
Der Nahost-Experte Daniel Gerlach berichtete, dass in den türkischen Medien die israelischen Opfer gegenüber der fünffachen Zahl palästinensischer Opfer (Stand 30. Oktober 2023) aufgerechnet werden. In der dritten, der arabischen und muslimischen Welt sei es ein „weitverbreitetes Gefühl“, dass die westlichen Staaten eine Doppelmoral zeigen: die israelischen Opfer beklagen, aber für die palästinensischen Opfer nicht die gleiche Empathie empfinden. Diese Misere werde nach seiner Einschätzung noch sehr lange Auswirkungen haben.
Die Zeit-Redakteurin Evelyn Finger kommentierte die Kritik am Vorgehen der israelischen Streitkräfte in Gaza-Stadt und fragte, wie man einen Gegner bekämpfen könne, der sich hinter Zivilisten verschanzt. Israel befinde sich in einem Dilemma. Wie man den Terror bekämpfen und zugleich Unschuldige schützen kann, könne Israel nicht allein beantworten. Die Frage richte sich an die Staatengemeinschaft. Der deutsche Journalist Heinrich Wefing schrieb in derselben Zeitung, im medialen „Krieg der Bilder“ wirken Bilder von Zerstörung und menschlichem Leid in Gaza auch dann, wenn ihnen tatsächlich Kriegsverbrechen der Hamas und nicht Israels zugrunde liegen, als „eine Anklage gegen Israel, nur selten eine gegen die Hamas“.
In der ersten Augustausgabe des Jahres 2024 zitierte das deutsche Nachrichtenmagazin Der Spiegel unter der Überschrift In der Falle der Vergeltung den israelischen Journalisten und Buchautor Amos Harel. Wie Harel, nachdem sich IDF und Hisbollah bereits monatelang gegenseitig mit Raketen beschossen hatten und noch Tage vor der aktuellen Zuspitzung der Lage im Nahen Osten in einem Bericht schrieb, „hat Israel mehrfach beschlossen, die Lage eskalieren zu lassen“, sei es durch die Tötung des Hamas-Funktionärs Saleh al-Arouri in Beirut im Januar 2024 oder durch die gezielte Tötung hoher Hisbollah-Funktionäre. Ins Bild passt auch das Bombardement des iranischen Konsulatsgebäudes am 14. April 2024 durch die israelische Luftwaffe in der syrischen Hauptstadt Damaskus, das – wie dem Spiegel zu entnehmen war – „schon im April beinahe zum Krieg zwischen Israel und Iran geführt hätte und last, but not least die Tötung von Ismail Haniyya, dem Chef des Politbüros der Hamas bei einem Attentat in der Nacht vom 30./31. Juli 2024 in der iranischen Hauptstadt Teheran“.

### Bewertungen von Wissenschaftlern
Laut dem Historiker Volker Weiß hatte der terroristische Überfall der Hamas auf israelisches Staatsgebiet „wesentlich nur ein Ziel: die Empörung über die Gegenschläge Israels anzuheizen“. Dieses Ziel sei „[…] – bis nach Harvard und Yale – sofort erreicht“ worden.
Für Israelis und Juden in aller Welt sei der Schatten der Vernichtung immer gegenwärtig. Das Vertrauen in das Versprechen, dass Israel und das jüdische Volk sicher seien, habe die Hamas am 7. Oktober 2023 zertrümmert, analysierte der amerikanische Historiker Matthew Levinger. Als die Hamas „die schrecklichen Gräueltaten“ im Süden Israels verübte, habe sie sich zweier klassischer Strategien des Terrorismus bedient: Provokation und Polarisierung. Die Regierung Netanjahu, die seitdem einen Straffeldzug führe, um dieses Sicherheitsversprechen wiederherzustellen, habe damit „die kühnsten Träume der Hamas-Führer von einer unverhältnismäßigen und moralisch verwerflichen israelischen Reaktion übertroffen“. Möglicherweise habe sie sogar absichtlich versucht ein Blutbad an palästinensischen Zivilisten zu provozieren, um die Weltöffentlichkeit gegen Israel aufzubringen. Um die Strategie der Hamas zu vereiteln, müsse Israel glaubhaft machen, dass es sich selbst für den Schutz der Zivilbevölkerung einsetzt, und die politische Führung müsse ihre Bereitschaft signalisieren, über eine politische Lösung zu verhandeln. Denn es gebe keine Würde und Sicherheit für Israel ohne Würde und Sicherheit für das palästinensische Volk.
Die Soziologin Eva Illouz sah in der Neuen Zürcher Zeitung vom 14. Oktober 2023 ein Versagen der Regierung Netanjahu auf drei Ebenen: Das politische System sei durchaus über die bevorstehende Gefahrenlage von ägyptischer Seite gewarnt worden. Infolge der unmittelbar vorausgegangenen Justizreform sei es aber geschwächt gewesen, was absehbar gewesen sei. Die Armee und ihre politische Führung habe sich auf Iran als Gegner eingestellt und die tatsächliche Gefahr von Hamas unterschätzt. So seien auch am Feiertagswochenende zu viele Soldaten in Urlaub geschickt worden, sie hätten wegen der Feiertagsruhe am Schabbat nicht schnell genug vor Ort sein können, und ihre Ausrüstung sei veraltet gewesen. In der Folge habe die Zivilgesellschaft die Funktion des insoweit „dysfunktionalen“ Staates übernommen. Illouz geht daher davon aus, dass sich die „politische Kultur Israels wahrscheinlich auf unumkehrbare Weise verändern“ werde.
Der 7. Oktober 2023 sei nicht nur ein Wendepunkt für Israel und Juden weltweit. Er müsse auch ein Wendepunkt für den palästinensischen Kampf sein. „Das palästinensische Volk muss sich von der Geißel der Hamas befreien“, schrieb die Philosophin Seyla Benhabib. Die Gewalttaten der Hamas seien nicht nur Kriegsverbrechen und Verbrechen gegen die Menschlichkeit, „sondern sie zeigen auch, dass die islamistische Dschihad-Ideologie, die in der Pornographie der Gewalt schwelgt, die Bewegung übernommen hat. Der Kampf um Palästina und die Tötung von Juden wird nun als Dschihad angesehen.“ Benhabib sieht reale Gefahren für jede friedliche Lösung dieses Konflikts im Sieg der Hamas im weltweiten Meinungskampf sowie in der Mobilisierung der Weltöffentlichkeit gegen Israel. Dies bedeute auch, dass Palästinenser, die eine Koexistenz mit Israel akzeptierten, ins Abseits gedrängt worden seien. Eine weitere Gefahr seien die Bemühungen der rechten israelischen Parteien, „durch Enteignung, Prügel und Folter von Palästinensern im Westjordanland ‚Fakten zu schaffen‘“. Sie beabsichtigten nichts anderes als „die ‚ethnische Säuberung‘ von Judäa und Samaria – die biblischen Namen des Landes Israel“.

### Desinformation und Fake-News
In den sozialen Medien gab es laut ZDF zahllose Desinformationen (Falschbehauptungen), sogenannte „Gaza-Fakes“. So behaupteten erstens führende Hamas-Vertreter immer wieder in Interviews, es habe „gar keine oder nur kaum zivile Opfer bei dem Großangriff auf Israel vom 7. Oktober 2023 gegeben. Israelische Soldaten seien angeblich die primären Opfer gewesen.“ Zweitens behaupteten Social-Media-Nutzer zum Bild eines verbrannten Babys, das Netanjahu am 12. Oktober bei X verbreitet hatte, das Foto sei „durch Künstliche Intelligenz erzeugt worden, also ein Fake“. Grundlage dafür sei das Foto eines Hundewelpen gewesen. Untersuchungen des ZDF legten jedoch nahe, dass ebendieses Welpenbild manipuliert worden war. Ebenfalls auf X wurde behauptet, die „Explosion am Al-Ahly-Krankenhaus habe sich eine Stunde später abgespielt als von allen Medien recherchiert“, darum sei Israel verantwortlich. Auch wurde behauptet, der türkische Präsident Recep Tayyip Erdogan habe angedroht, im Gazastreifen zu „intervenieren“, um den „israelischen Krieg“ zu beenden. Zudem ist es laut ZDF so, dass alte Bilder und Videos oft als aktuell ausgegeben werden, dies geschehe allerdings in jedem Konflikt. Viele Nutzer verbreiteten dann ungeprüft alte Aufnahmen. Bilderrückwärtssuchen und andere Werkzeuge seien jedoch hilfreich, um frühere Versionen eines Medieninhalts im Netz aufzuspüren und dadurch solche Manipulationen zu entlarven.
Während des Kriegs in Israel und Gaza hätten sich nach Meinung eines Militärexperten vom King’s College die israelischen Streitkräfte auch einiger Desinformationen bedient. Am 13. November 2023 veröffentlichte das israelische Militär ein Video, das nach Eigenangaben den als Geiselversteck und Waffenlager genutzten Keller des al-Rantisi-Kinderkrankenhauses zeigen sollte, wenngleich es Zweifel an der Authentizität gibt. In dem Video hatte der IDF-Sprecher Daniel Hagari unter anderem auf einen Kalender verwiesen, auf der Hamas-Terroristen namentlich ihre Schicht zur Bewachung von Geiseln eingetragen hätten – bei den angeblichen Namen der Terroristen in arabischer Schrift handelte es sich jedoch lediglich um die Wochentage. Das offizielle X-Benutzerkonto des Staats Israel veröffentlichte eine Videomontage, die einen palästinensischen Videofilmer beschuldigte, ein von der Hamas bezahlter „Schauspieler“ zu sein. Das Video sollte zeigen, wie al-Jafarawi am 25. Oktober 2023 verletzt in einem Krankenhausbett lag, dann aber in einem angeblich am nächsten Tag veröffentlichten Video gesund durch die Straßen von Gaza lief. In Wirklichkeit stammte das Bild von dem Mann im Krankenhausbett vom 23. August 2023 und zeigte eine ganz andere Person. Das X-Benutzerkonto des Staates Israel postete diese irreführende Montage zuerst, löschte den Beitrag jedoch später; das Video kursierte aber später immer noch im Internet. Siehe auch Pallywood#Verwendung im Krieg in Israel und Gaza 2023.
Auch in den Medien gab es Falschbehauptungen. Berichte über Babys, die in einem Ofen verbrannt, einer schwangeren Frau aus dem Leib geschnitten oder zu Dutzenden geköpft worden seien, erwiesen sich als monatelang verbreitete Falschmeldungen. Spätere Recherchen von Haaretz und Le Monde ergaben, dass am 7. Oktober genau zwei Babys ums Leben kamen, die 10 Monate alte Mila Cohen und das ungeborene Baby einer hochschwangeren Beduinin, in beiden Fällen durch Schussverletzungen; den israelischen Behörden seien keine weiteren Fälle bekannt.
Julia Smirnova vom Institute for Strategic Dialogue Germany (ISD) sagte, Russland instrumentalisiere „auf zynische Weise diese Tragödie, um antiwestliche und antiukrainische Narrative zu verbreiten“. So behaupteten der russische Duma-Chef Wjatscheslaw Wiktorowitsch Wolodin wie auch der Sender RT, die Ukraine habe vom Westen gelieferte Waffen an Länder des Nahen Ostens sowie die Hamas weiterverkauft. Auch die rechte US-Politikerin Marjorie Taylor Greene äußerte sich ähnlich. In prorussischen Kanälen wie dem der deutschen Bloggerin Alina Lipp wurde geschrieben, ukrainische Geflüchtete arbeiteten für die Hamas. In einigen propalästinensischen und verschwörungsideologischen Kanälen werden die Angriffe als lediglich von Israel inszeniert dargestellt. Laut Josef Holnburger vom Center für Monitoring, Analyse und Strategie (CeMAS) wird auf vielen deutschsprachigen verschwörungsideologischen Plattformen die Behauptung aufgestellt, Israel habe die Angriffe der Hamas bewusst geschehen lassen, um einen Vorwand zu haben, selbst anzugreifen. Israel sei nach dieser Logik der Mörder an der eigenen Bevölkerung und profitiere von den Angriffen, laut Holnburger eine „starke Umkehr der Täter-Opferperspektive“. Ebenfalls geläufig sei die Dämonisierung Israels; so wurde ein angebliches Zitat des israelischen Verteidigungsministers Joaw Galant verbreitet, nach dem Israel alle Regeln der Kriegführung aufgehoben habe und die Soldaten für nichts verantwortlich gemacht würden, was Galant jedoch nie gesagt hatte. Häufig werde Israel auch eine Teil- oder Alleinschuld an den Angriffen zugewiesen.
Im Oktober 2023 leitete die EU-Kommission nach zahlreichen Hinweisen auf Falschinformationen sowie illegale und irreführende Beiträge und Videos zum Angriff der Hamas auf Israel ein Verfahren gegen den Online-Dienst X ein.
Im Juli 2025 veröffentlichte das Auswärtige Amt eine Mitteilung, der zufolge das Portal Red, das zum Krieg propalästinensische und antiisraelische Positionen vertreten sowie Hetzkampagnen gegen einen Journalisten gestartet hatte, Teil der russischen Propaganda war. Die im Mai geschlossene Plattform wurde mit Sanktionen wegen „ausländischer Informationsmanipulation“ belegt.
Die niederländische Nationale Koordinierungsstelle für Terrorismusbekämpfung und Sicherheit (NCTV) stufte Israel 2025 unter anderem wegen gezielter Desinformationskampagnen als Bedrohung für die nationale Sicherheit ein. Israel verbreitete aus Sicht des NCTV Desinformationen zu den Ausschreitungen in Amsterdam und behauptete fälschlicherweise, es gebe Verbindungen von niederländischen NGOs zu Terrororganisationen.

### Vertrauen in die Medienberichterstattung
Der Kommunikationswissenschaftler Kai Hafez bewertete die deutsche Medienberichterstattung – vor allem in den ersten Monaten nach dem 7. Oktober 2023 – als „stark einseitig“, wie es auch schon in der Vergangenheit bei Konfliktberichterstattung über den Nahostkonflikt der Fall gewesen sei. In den letzten Jahren habe es diesbezüglich „kaum Lernentwicklungen“ gegeben. Friedensorientierte Initiativen etwa für eine realisierbare Zweistaatenlösung fänden kaum mediale Beachtung.
Das Medienmagazin ZAPP berichtete im August 2024 über eine repräsentative Umfrage von Infratest Dimap. Der Umfrage zufolge hatten 48 % der Befragten wenig oder kein Vertrauen in deutsche Medien hinsichtlich der Berichterstattung über den Israel-Gaza-Krieg. Nur 38 % bewerteten die Berichterstattung als ausgewogen. Etwa jeder Dritte (31 %) gab dabei an, die Medien ergriffen zu sehr für Israel Partei. Nur 5 % glaubten das bezüglich der palästinensischen Seite. Die Zahlen gehen dabei laut einer Einschätzung von Carola Richter über das Grundmisstrauen gegenüber den Medien hinaus. Palästinensische Stimmen kritisierten fehlende Berücksichtigung ihrer Perspektive und dass die Berichterstattung über palästinensische Opfer „oft so distanziert, fast herzlos“ sei. ARD-Chefredakteur Oliver Köhr sprach bezüglich der Umfrageergebnisse von „erschreckende[n] Zahlen“. Eine Ursache wird vor allem darin gesehen, dass sich journalistische Fehler in sozialen Medien stark verbreiten und mehr Aufmerksamkeit erlangten als ausgewogene Berichte. Dadurch entstehe dann ein verzerrtes Bild und Menschen wendeten sich stärker von traditionellen Medien ab. Kritik übt ZAPP aber auch am Axel-Springer-Verlag (Bild, Die Welt), der aus seiner Unternehmensverfassung heraus ableite, „Palästinenser und alle, die sich kritisch gegenüber Israel äußern [zu] diskreditieren […]“ und polemisch über pro-palästinensische Proteste berichtet habe. Meron Mendel warnt auf der anderen Seite davor, trotz berechtigter Kritik, in Verschwörungsmythen über gezielte Kampagnen zu verfallen.